# Tử Cấm Thành
Tử Cấm Thành (tiếng Trung: 紫禁城; bính âm: Zǐjìnchéng) là một khu phức hợp cung điện ở khu Đông Thành thuộc Bắc Kinh, Trung Quốc, với tổng diện tích 720.000 mét vuông (180 mẫu). Dù là khu phức hợp cung điện lớn nhất thế giới, nhưng tại Trung Quốc, vẫn có các công trình hoàng gia khác vượt xa Tử Cấm Thành về quy mô, cụ thể là Trung Nam Hải rộng 6,1 km2 (1.500 mẫu Anh) nằm ngay phía tây Tử Cấm Thành, Di Hòa Viên rộng 2,9 km² ở quận Hải Điến, Bắc Kinh và Tị Thử Sơn Trang rộng 5,6 km2 (1.400 mẫu Anh) ở Thừa Đức, Hà Bắc. Tử Cấm Thành nằm ở trung tâm Hoàng Thành Bắc Kinh, còn Hoàng Thành thì được xây dựng xung quanh khu phức hợp cung điện. Bao bọc Tử Cấm Thành là nhiều khu vườn và đền đài hoàng gia sang trọng. Trong đó có Công viên Trung Sơn rộng 54 mẫu, Đền thờ Tiên đế, Công viên Bắc Hải rộng 171 mẫu và Công viên Cảnh Sơn rộng 57 mẫu.
Ngày nay, Tử Cấm Thành bao gồm Bảo tàng Cố cung, từng là hoàng cung và nơi cư trú mùa đông của các Hoàng đế Trung Hoa từ thời nhà Minh (bắt đầu từ Vĩnh Lạc Đế) tới cuối thời nhà Thanh, từ năm 1420 đến năm 1924. Đây vừa là nhà của các Hoàng đế cùng gia đình, vừa là trung tâm nghi lễ và chính trị của chính phủ Trung Quốc trong suốt 500 năm.
Được xây dựng từ năm 1406 đến năm 1420, Tử Cấm Thành gồm 980 tòa nhà, được cho là có 9.999 phòng và chiếm diện tích 72 ha (hơn 180 mẫu). Cung điện minh chứng cho sự xa hoa của nơi mà các Hoàng đế Trung Hoa từng sinh sống, đồng thời thể hiện rõ nét kiến trúc cung đình truyền thống Trung Quốc, ảnh hưởng đến sự phát triển văn hóa, kiến trúc ở Đông Á cũng như nhiều nơi khác. Không những được UNESCO công nhận là Di sản thế giới vào năm 1987, Tử Cấm Thành còn được tổ chức này xếp vào danh sách các công trình kiến trúc cổ bằng gỗ được bảo tồn lớn nhất thế giới.
Từ năm 1925, Tử Cấm Thành thuộc quyền quản lý của Bảo tàng Cố Cung, nơi có một bộ sưu tập phong phú các tác phẩm nghệ thuật, hiện vật, được tập hợp dựa trên các bộ sưu tập thời Minh, Thanh. Một phần bộ sưu tập trước đây của Bảo tàng Cố cung hiện đang nằm trong Bảo tàng Cố cung Quốc gia ở Đài Bắc. Cả hai bảo tàng kể trên đều xuất thân từ cùng một tổ chức nhưng đã bị phân tách sau cuộc Nội chiến Trung Quốc. Từ năm 2012, Tử Cấm Thành đón trung bình 14 triệu du khách mỗi năm và đón hơn 19 triệu du khách riêng trong năm 2019, có thể nói rằng đây là bảo tàng bận rộn để đón khách du lịch nhất thế giới. Với giá trị ước tính hơn 70 tỷ đô la Mỹ, Tử Cấm Thành trở thành cung điện và phần bất động sản đắt đỏ nhất trên toàn thế giới.

## Tên gọi
Trong tiếng Anh, tên gọi thông dụng của khu phức hợp cung điện này là "Forbidden City" được dịch từ tên gốc Tử Cấm Thành (tiếng Trung: 紫禁城; bính âm: Zǐjìnchéng; nghĩa đen 'Tòa thành cấm màu tím'). Tử Cấm Thành chính thức xuất hiện lần đầu vào năm 1576. Một cái tên tiếng Anh khác có nguồn gốc tương tự là "Forbidden Palace".
"Tử Cấm Thành" mang nhiều tầng ý nghĩa. Tử, tức "màu tím", tượng trưng cho sao Bắc Cực — thường được người Trung Quốc xưa gọi là sao Tử Vi — được xem như nơi ở thiên giới của Ngọc Hoàng Thượng Đế. Vùng thiên thể xung quanh, Tử Vi Viên (tiếng Trung: 紫微垣; bính âm: Zǐwēiyuán), là địa hạt của Ngọc Hoàng và gia đình. Tử Cấm Thành, nhà của Hoàng đế trên mặt đất, sẽ là đối trọng với Tử Vi Viên nơi trần thế. Cấm, hay "cấm đoán", ám chỉ thực tế rằng không có ai có thể ra vào cung điện nếu không được hoàng đế cho phép. Thành nghĩa là thành phố. Ngày nay, trong tiếng Trung, Tử Cấm Thành thường được biết đến với danh xưng Cố cung (故宫), nghĩa là "Cung điện cũ". Bảo tàng nằm trong Tử Cấm Thành thì được đặt tên là "Bảo tàng Cố cung" (tiếng Trung: 故宫博物院; bính âm: Gùgōng Bówùyùan). Vào thời nhà Minh và nhà Thanh, người ta còn gọi Tử Cấm Thành là Đại Nội (大内) hoặc "cung thành" (宫城).

## Lịch sử

### Thời Minh

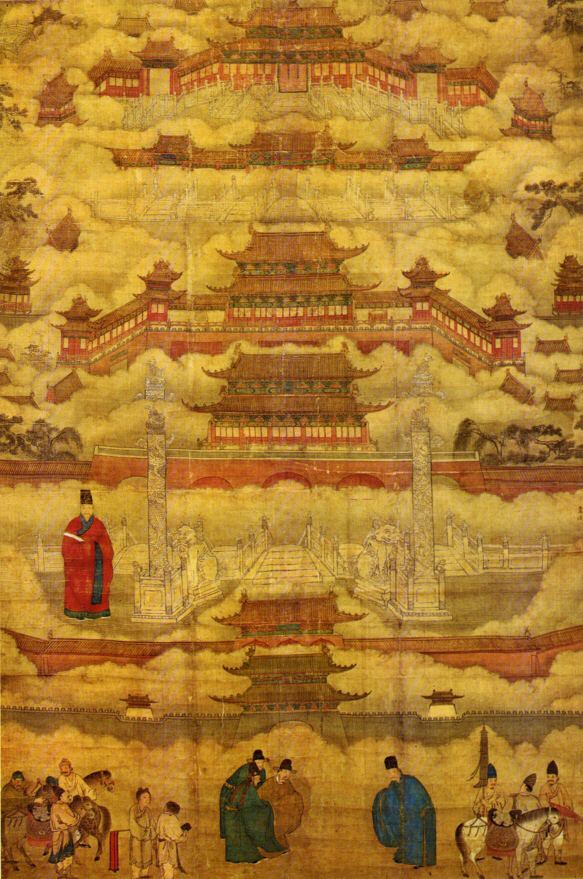
Tử Cấm Thành được mô tả trong một bức tranh thời nhà Minh

Vào đầu triều đại nhà Minh, kinh đô được đặt tại phủ Ứng Thiên, Nam Kinh. Niên hiệu Kiến Văn, Yến Vương Chu Đệ từ Bắc Bình phát động Chiến dịch Tĩnh Nan. Năm 1403, Chu Đệ lật đổ cháu mình là Minh Huệ Đế và trở thành Hoàng đế tiếp theo của nhà Minh, lấy niên hiệu là Vĩnh Lạc. Ông quyết định dời đô từ Nam Kinh tới Bắc Bình (đã được đổi tên thành Bắc Kinh sau khi ông lên ngôi), và cho khởi công Tử Cấm Thành vào tháng 7 năm 1406. Chủ trì xây dựng công trình gồm Trần Khuê, Công bộ Thị lang Ngô Trung, Hình bộ Thị lang Trương Tư Cung, kiến trúc sư Thái Tín. Những nghệ nhân nổi tiếng như thợ điêu khắc đá Lục Tường, thợ nề Dương Thanh và nhiều nghệ nhân khác đã đến Bắc Kinh vào tháng 5 năm đó.
Quá trình xây dựng Tử Cấm Thành mất 14 năm, huy động tới hơn một triệu nhân công. Vật liệu được sử dụng bao gồm toàn bộ gỗ quý trinh nam (tiếng Trung: 楠木; bính âm: nánmù) từ các khu rừng phía tây nam Trung Quốc và đá cẩm thạch lớn từ các mỏ đá gần Bắc Kinh. Các đại điện lớn được lát nền bằng "gạch vàng" (tiếng Trung: 金磚; bính âm: jīnzhuān), loại gạch nung đặc biệt của Tô Châu.
Tháng 12 năm 1420, Tử Cấm Thành cơ bản hoàn thành. Đến tháng 5 năm sau, một trận sét đánh đã làm cho ba điện lớn ở ngoại triều bị thiêu cháy, đến năm 1440 thời Minh Anh Tông mới xây dựng lại ba tiền điện và điện Càn Thanh. Năm 1557, Tử Cấm Thành gặp hỏa hoạn, cả 3 tiền điện và Phụng Thiên Môn, Văn Vũ Lâu, Ngọ Môn đều bị thiêu rụi, 4 năm sau mới được xây dựng lại hoàn toàn. Năm 1597, Tử Cấm Thành lại cháy lớn, đốt cháy 3 điện phía trước, 3 cung phía sau. Việc khôi phục công trình chỉ hoàn thành cho đến năm 1627.
Từ năm 1420 đến năm 1644, Tử Cấm Thành là trung tâm chính trị của triều đại nhà Minh. Tháng 4 năm 1644, Lý Tự Thành mang theo quân Đại Thuận tiến vào chiếm Bắc Kinh, lật đổ nhà Minh. Khi tướng lĩnh nhà Minh trấn giữ Sơn Hải quan là Ngô Tam Quế dẫn quân Thanh ập vào kinh thành, Lý Tự Thành đã phóng hỏa đốt Tử Cấm Thành trước khi rút lui về Thiểm Tây, chỉ có điện Vũ Anh, điện Kiến Cực, điện Anh Hoa, điện Nam Huân, xung quanh Giác Lâu và Hoàng Cực Môn không bị cháy.

### Thời Thanh

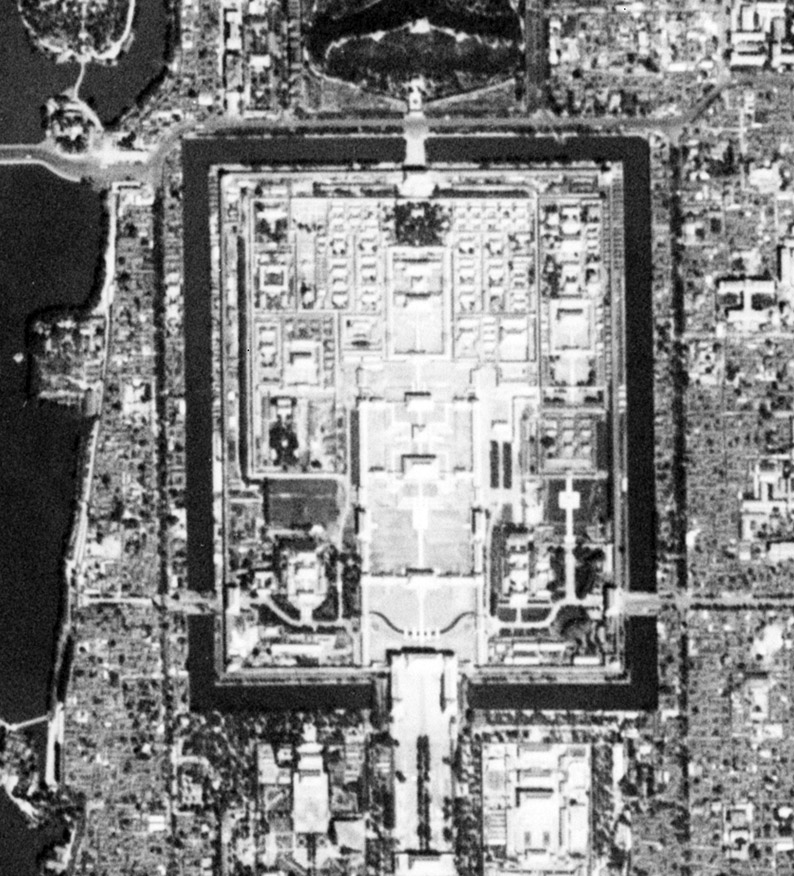
Hình ảnh Tử Cấm Thành chụp từ vệ tinh vào năm 1967

Tháng 10 cùng năm, nhà Thanh đã làm chủ hoàn toàn miền bắc Trung Quốc, và tổ chức một buổi lễ lên ngôi cho Hoàng đế trẻ tuổi Thuận Trị ngay tại Tử Cấm Thành để tuyên bố việc ông chính thức trở thành Hoàng đế và nhà Thanh chính thức làm chủ Trung Quốc. Triều đình nhà Thanh đã đổi tên một số cung điện chính để nhấn mạnh sự "hòa hợp" hơn là "uy quyền". Họ cho đặt bảng tên song ngữ (tiếng Hán cùng tiếng Mãn), cũng như đưa các yếu tố Shaman giáo vào trong cung điện. Thuận Trị Đế chọn điện Kiến Cực không bị cháy để làm tẩm cung và đổi tên thành "cung Vị Dục", Nhiếp chính vương Đa Nhĩ Cổn chọn điện Vũ Anh làm nơi bàn bạc chính sự.
Từ năm 1645 đến năm 1660, nhà Thanh liên tiếp cho xây dựng lại các công trình đã bị phá hủy như Ngọ Môn, Thiên An Môn, khu vực ba điện phía trước, từ cung Vị Dục khôi phục làm điện Kiến Cực, đổi tên thành điện Bảo Hòa; đồng thời sửa sang lại Càn Thanh Cung, Giao Thái Điện và Khôn Ninh Cung trong Nội đình, Chung Túy Cung, Thừa Càn Cung và Cảnh Nhân Cung ở đường phía đông, Trữ Tú Cung, Dực Khôn Cung và Vĩnh Thọ Cung ở phía tây, cùng với Từ Ninh Cung, Phụng Tiên Điện. Đến năm 1667 thì xây dựng lại Đoan Môn.
Bắt đầu từ năm 1683, Khang Hi Đế bắt đầu cho xây dựng lại toàn bộ những kiến trúc đã bị phá hủy của Tử Cấm Thành, đến năm 1695 thì cơ bản hoàn thành. Trong khoảng thời gian này, nhà Thanh đã cho xây Văn Hoa Điện và Truyền Tâm Điện dùng cho lễ Kinh Diên, Hàm An Cung và Ninh Thọ Cung làm nơi ở của Thái hậu, các cung điện Cảnh Dương Cung, Vĩnh Hòa Cung, Duyên Kỳ Cung, Hàm Phúc Cung, Trường Xuân Cung và Khải Tường Cung làm nơi ở cho phi tần, những tổ hợp cung điện như Đông ngũ sở, Tây ngũ sở cùng với Hiệt Phương Điện, Dục Khánh Cung dùng làm nơi ở cho các hoàng tử, ngoài ra còn có Thượng tứ viện, Tạo biện xứ, Nội vụ phủ,... đồng thời trùng tu Thái Hòa Điện, Càn Thanh Cung, Khôn Ninh Cung và Phụng Tiên Điện.
Sau khi Càn Long Đế lên ngôi vào năm 1735, Tử Cấm Thành được xây dựng thêm và sửa chữa trên quy mô lớn trong suốt 60 năm ông tại vị. Khoảng những năm 1740–1742, Càn Long đổi tên Tây nhị sở (nơi ông đã ở trước khi lên ngôi) thành Trọng Hoa Cung, đồng thời cho xây dựng thêm Kiến Phúc Cung, Thọ An Cung và Vũ Hoa Các ở phía tây. Từ năm 1772 đến năm 1777, triều đình nhà Thanh bỏ ra hơn 130 vạn lượng để sửa đổi Hoàng Cực Điện, Ninh Thọ Cung, Dưỡng Tâm Điện, Nhạc Thọ Đường, quần thể kiến trúc Hoa viên Càn Long – nơi ở chủ yếu của Càn Long sau khi trở thành Thái thượng hoàng.

### Cận và hiện đại

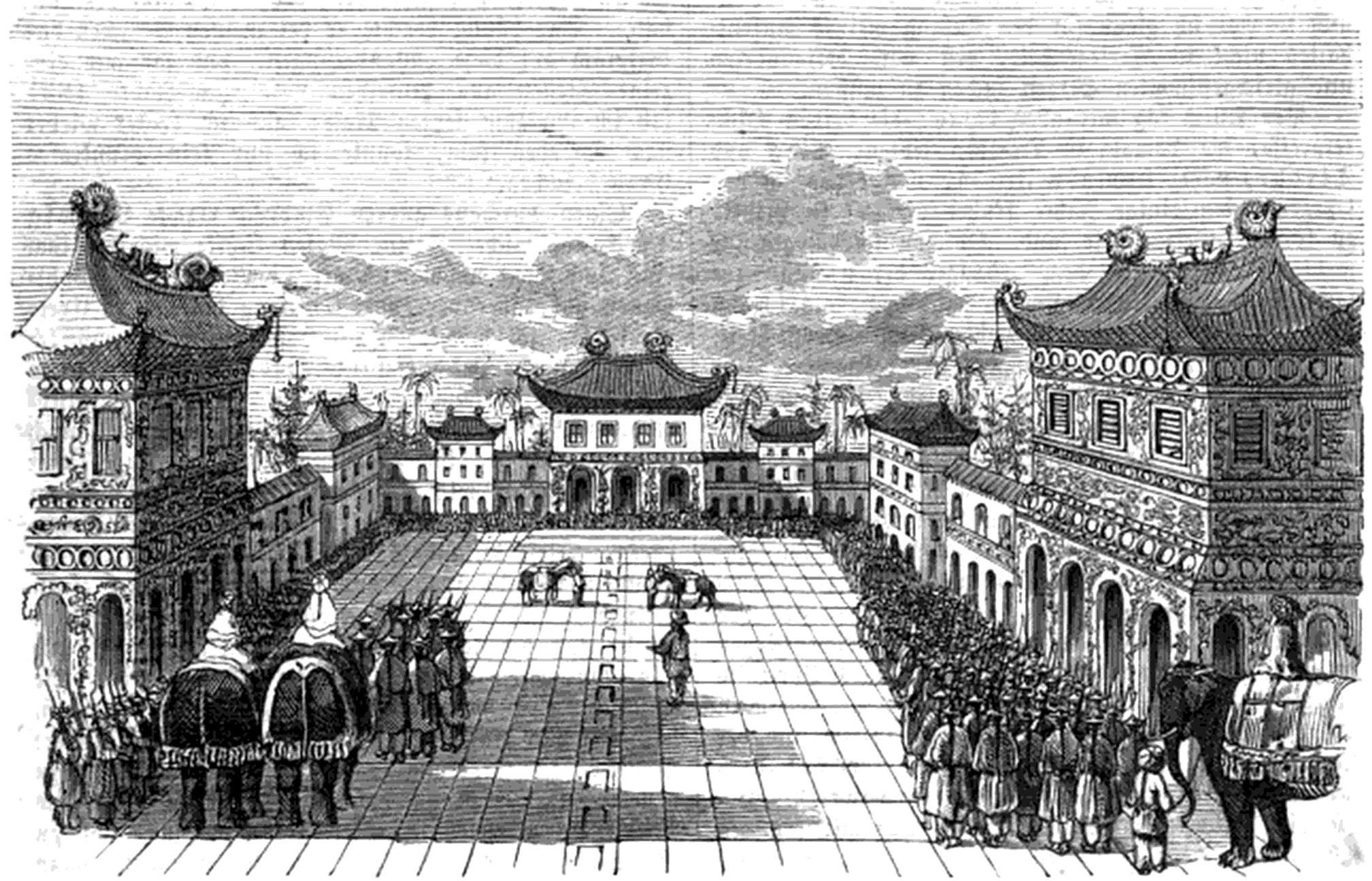
Miêu tả Tử Cấm Thành trong cuốn sách The Garden Arbor (1853) của Đức

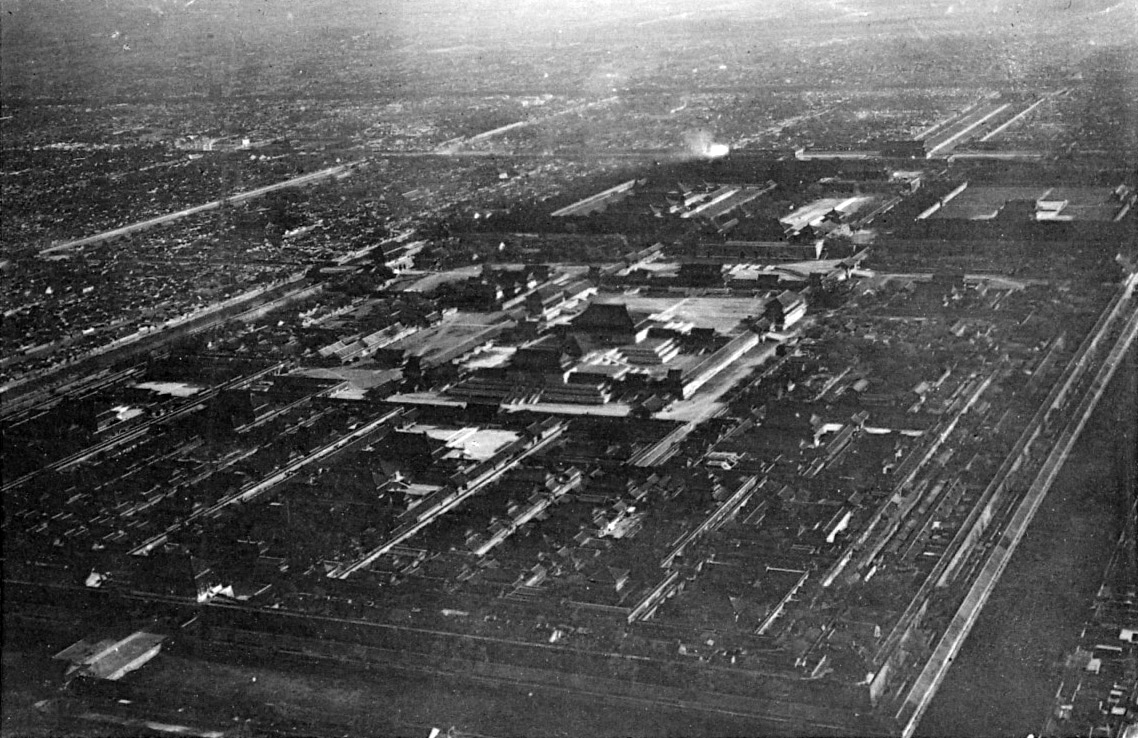
Tử Cấm Thành nhìn từ trên xuống (1900–1901).

Năm 1860, trong Chiến tranh nha phiến lần hai, liên quân Anh–Pháp giành quyền kiểm soát và chiếm đóng Tử Cấm Thành cho đến khi kết thúc cuộc chiến. Năm 1886, một đám cháy đã bùng phát từ phòng của lính canh cổng Thái Hòa. Do đồ dùng chữa cháy không hoàn thiện, ngọn lửa đã kéo dài trong hai ngày khiến cổng Thần Vũ, Thái Hòa và điện Chiêu Đức bị thiêu rụi. Thiệt hại phải đến năm 1892 mới khôi phục lại. Năm 1900, giữa phong trào Nghĩa Hòa Đoàn, Từ Hi Thái hậu chạy trốn khỏi Tử Cấm Thành, để nơi đây rơi vào tay các cường quốc cho đến năm 1901.
Từng là nhà của 24 vị Hoàng đế – 14 Hoàng đế nhà Minh và 10 Hoàng đế nhà Thanh, Tử Cấm Thành không còn là trung tâm chính trị của Trung Quốc khi Hoàng đế Trung Hoa cuối cùng là Phổ Nghi thoái vị vào năm 1912. Nhờ một thỏa thuận với chính phủ mới của Trung Hoa Dân Quốc, Phổ Nghi vẫn được ở lại Nội Đình mãi đến khi ông bị trục xuất sau một cuộc đảo chính vào năm 1924, trong khi khu Ngoại Triều thì được sử dụng cho mục đích công cộng. Bảo tàng Cố cung được thành lập tại Tử Cấm Thành vào năm 1925. Năm 1933, các bảo vật quốc gia trong Tử Cấm Thành buộc phải di dời khi quân đội Nhật Bản xâm lược Trung Quốc. Một phần bộ sưu tập được đưa trở lại Tử Cấm Thành vào cuối Thế chiến 2, nhưng phần còn lại thì bị sơ tán đến Đài Loan theo lệnh của Tưởng Giới Thạch, khi Quốc Dân Đảng của ông thua Đảng Cộng sản Trung Quốc trong cuộc Nội chiến Trung Quốc. Bộ sưu tập lưu lạc, tuy nhỏ nhưng có chất lượng cao, được lưu giữ đến khi Bảo tàng Cố cung Quốc gia ở Đài Bắc đem ra trưng bày vào năm 1965, và trở thành trọng tâm của bảo tàng này.
Không lâu sau khi Giải phóng quân Nhân dân Trung Quốc chiếm được Bắc Kinh vào năm 1949, Viện bảo tàng Cố Cung được thành lập. Từ năm 1950 đến 1960, lần lượt có nhiều người đề nghị việc xây sửa lại Cố Cung, sau lại vì nhiều nguyên nhân mà gác lại. Năm 1961, thông qua sự phê chuẩn của Quốc vụ viện, Cố Cung Bắc Kinh trở thành đơn vị bảo vệ văn vật trọng điểm đầu tiên của cả nước. Đến tháng 6 năm 1966, trong sự bùng nổ của Cách mạng Văn hoá, đội Quân Tuyên tiến vào chiếm giữ Bảo tàng Cố Cung. Đến ngày 16 tháng 8, ngoài cuộc triển lãm "Thu Tô viện" ở Phụng Tiên Điện, còn lại tất cả các cung điện khác đều đóng cửa. Nhưng bên ngoài Thần Vũ Môn bị Hồng vệ binh cho người dán đầy những tờ giấy với nội dung "Hỏa thiêu Tử Cấm Thành", "Đập nát Cố Cung". Lúc này, hàng loạt "phương án chỉnh đốn và cải cách" được đưa ra, các kiến trúc như Thuận Trinh Môn, Thiên Nhất Môn, Văn Hoa Điện, bức hoành trên công của Càn Long hoa viên đều bị phá hủy, bảo tọa trong Trung Hòa Điện bị hủy. Nhưng những hạn mục khác của phương án này chưa kịp thực thi thì xuất hiện "phê phán đường lối phản động của giai cấp tư sản", đội Quân Tuyên trở thành đối tượng bị phê phán và chỉ trích, phải rút khỏi Tử Cấm Thành vào tháng 10 năm 1966, "phương án chỉnh đốn và cải cách" liền chấm dứt. Ngoài ra, Thủ tướng Chu Ân Lai cũng đã cử một tiểu đoàn quân đội đến bảo vệ Tử Cấm Thành để nơi đây không bị tàn phá thêm nữa.
Nhờ vị trí quan trọng của trong sự phát triển kiến trúc và văn hóa Trung Hoa, Tử Cấm Thành được UNESCO công nhận là Di sản thế giới vào năm 1987 với vai trò "Hoàng cung các triều đại Minh và Thanh". Bảo tàng Cố cung, đơn vị quản lý Tử Cấm Thành, đang thực hiện một dự án trùng tu kéo dài 16 năm, với tham vọng phục hồi tất các tòa nhà trong Tử Cấm Thành về trạng thái như trước năm 1912.
Ngày 25 tháng 1 năm 2020, Viện bảo tàng Cố Cung đóng cửa vì Đại dịch COVID–19; đây cũng là lần đầu tiên nơi này đóng cửa vì dịch bệnh trong suốt 40 năm qua.

## Kết cấu
| A. Ngọ Môn B. Thần Vũ Môn C. Tây Hoa Môn D. Đông Hoa Môn E. Các tòa tháp ở góc F. Thái Hòa Môn G. Thái Hòa Điện | H. Võ Anh Điện J. Văn Hoa Điện K. Nam Tam Sở L. Càn Thanh Cung M. Ngự Hoa Viên N. Dưỡng Tâm Điện O. Ninh Thọ Cung |

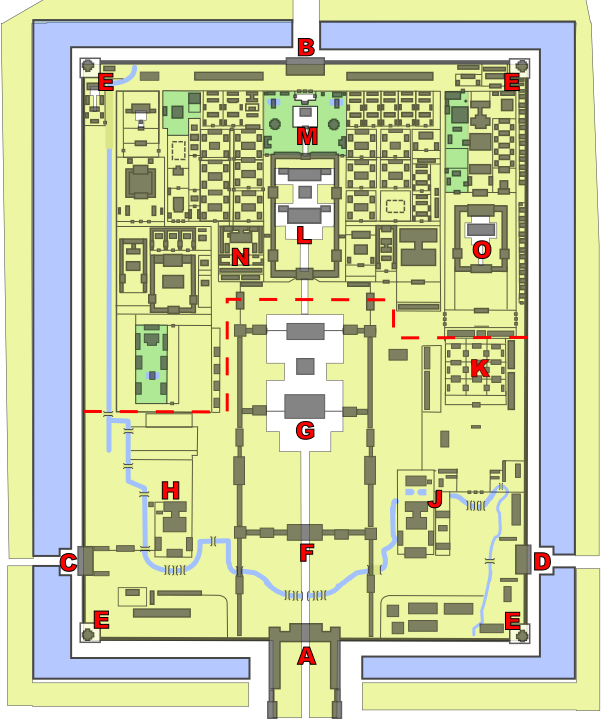
Sơ đồ Tử Cấm Thành. Các ký hiệu màu đỏ để chỉ các địa điểm trong bài.
----
A. Ngọ Môn
B. Thần Vũ Môn
C. Tây Hoa Môn
D. Đông Hoa Môn
E. Các tòa tháp ở góc
F. Thái Hòa Môn
G. Thái Hòa Điện
H. Võ Anh Điện
J. Văn Hoa Điện
K. Nam Tam Sở
L. Càn Thanh Cung
M. Ngự Hoa Viên
N. Dưỡng Tâm Điện
O. Ninh Thọ Cung

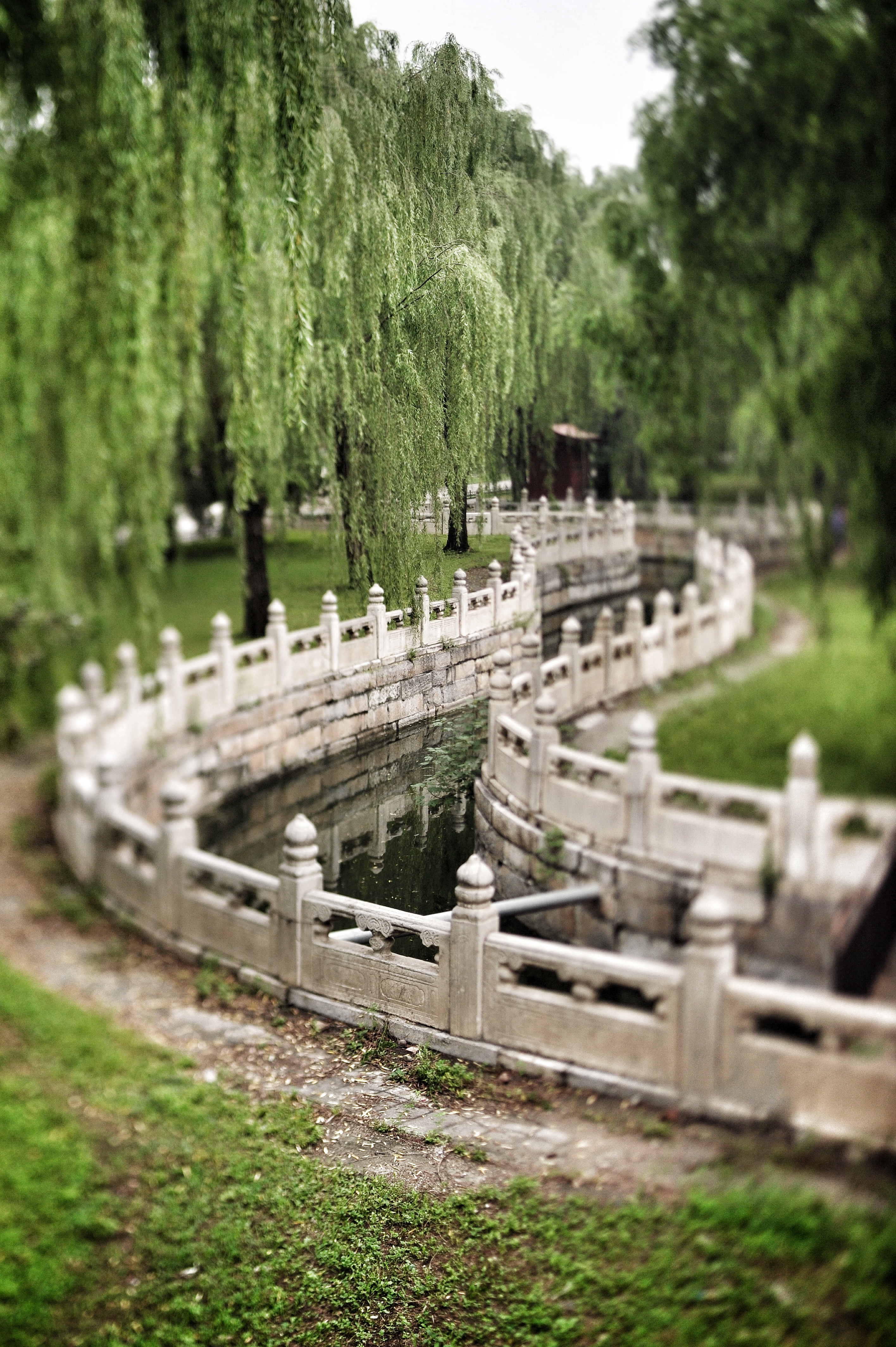
Kim Thủy, một dòng suối nhân tạo chảy qua Tử Cấm Thành.

Tử Cấm Thành được quy hoạch theo một hình chữ nhật, có kích thước 961 mét (3.153 ft) từ bắc xuống nam và 753 mét (2.470 ft) từ đông sang tây. Thời kỳ đầu nhà Minh, nơi này có hơn 1630 tòa cung điện, đến thời Càn Long của nhà Thanh thì phát triển lên hơn 1800 tòa. Bắt đầu từ thời Khang Hi cho đến những năm đầu Dân Quốc, gia tộc nhà họ Lôi đời đời chịu trách nhiệm đo đạc, vẽ lại Tử Cấm Thành. Một giai thoại truyền miệng phổ biến cho rằng Tử Cấm Thành có đúng 9.999 phòng bao gồm cả các phòng đợi, nhưng chưa từng được chứng minh qua các bằng chứng khảo sát. Thực tế, theo các chuyên gia đo đạc vào năm 1973, Cố Cung hiện nay còn sót lại hơn 90 viện lớn nhỏ, 980 tòa nhà với 8.886 gian phòng. Tử Cấm Thành được thiết kế để trở thành trung tâm của thành cổ Bắc Kinh. Nó nằm giữa một khu vực rộng lớn, có tường vây quanh, gọi là Hoàng Thành. Bên ngoài Hoàng Thành là trong Thành Nội; về phía nam là Thành Ngoại.
Đến nay, Tử Cấm Thành vẫn giữ vai trò quan trọng trong sơ đồ hành chính Bắc Kinh và trục trung tâm nam–bắc của khu phức hợp cung điện vẫn là trục trung tâm của thành phố. Trục này kéo dài về phía nam qua cổng Thiên An Môn vào quảng trường Thiên An Môn – trung tâm nghi lễ của Cộng hòa Nhân dân Trung Hoa – rồi đến Vĩnh Định Môn, lại kéo dài về phía bắc qua đồi Cảnh Sơn, Cổ Lâu và Chung Lâu. Nó không được căn chỉnh chính xác theo hướng bắc–nam, nhưng cũng chỉ lệch khoảng hơn hai độ. Các nhà nghiên cứu ngày nay tin rằng trục kiến trúc này được thiết kế vào thời nhà Nguyên, sao cho thật thẳng hàng với Xanadu, một kinh đô khác của đế chế Mông Cổ.

### Thành trì

#### Tường thành

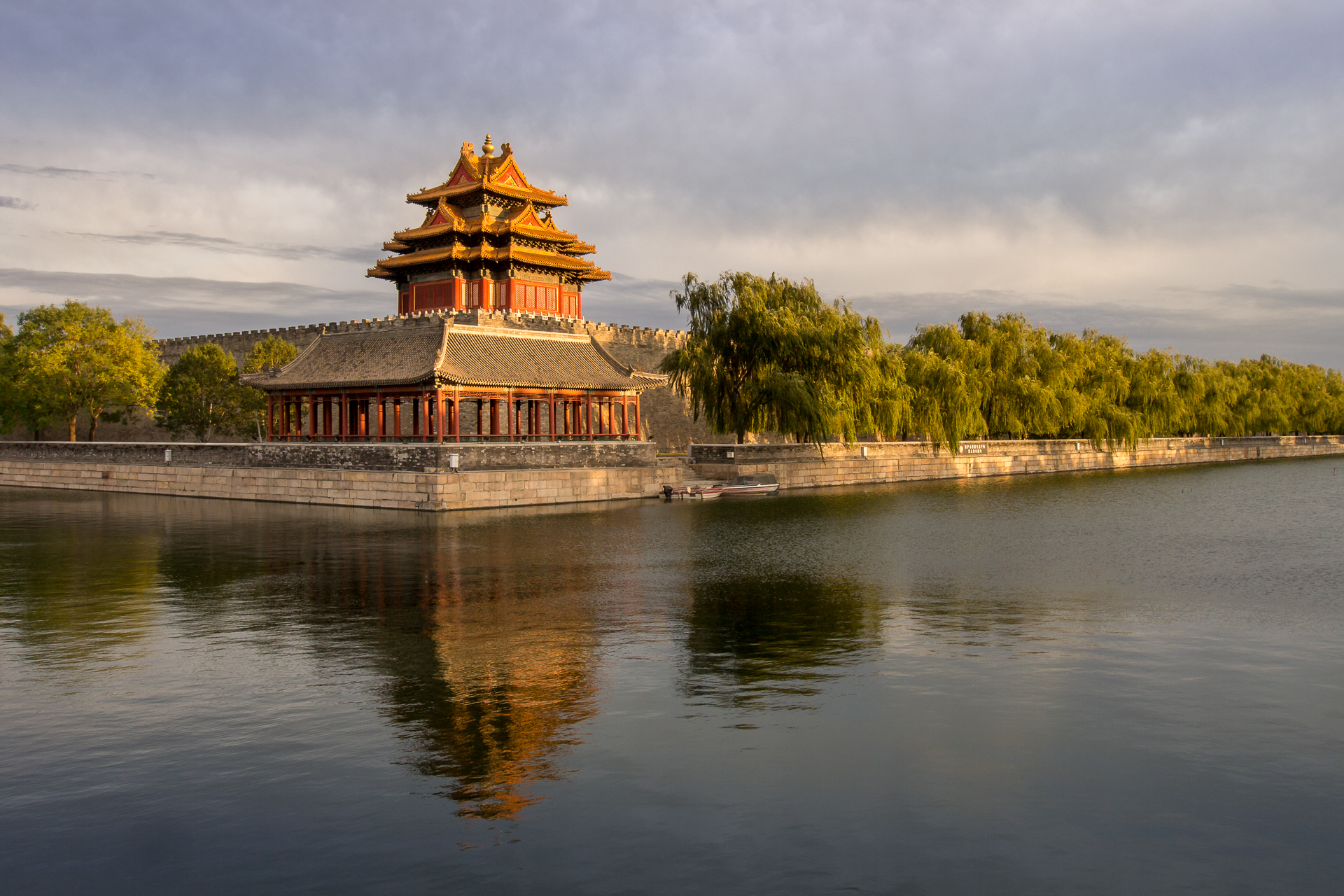
Tháp và hào ở góc tây bắc

Tử Cấm Thành được bao quanh bởi bốn mặt tường thành cao 7,9 mét (26 ft) và một con sông bảo vệ rộng 52 m (171 ft), sâu 6 m (20 ft). Các bức tường khác rộng 8,62 m (28,3 ft) ở chân, giảm dần xuống còn 6,66 m (21,9 ft) ở đỉnh. Chúng vừa là tường phòng thủ vừa là tường chắn cho cung điện, được tạo thành từ một lõi đất nện, phủ bề mặt cả hai phía bằng ba lớp gạch nung đặc biệt, với các kẽ được lấp đầy vữa. Ở bốn góc tường thành bao là bốn ngọn tháp (E), có phần mái phức tạp với 72 đường gờ, mô phỏng Đằng Vương Các và Hoàng Hạc Lâu như trong các bức tranh thời nhà Tống. Bốn ngọn tháp mang nhiều nét văn hóa dân gian, và là thành phần mà thường dân bên ngoài các bức tường dễ dàng nhìn thấy nhất. Theo một truyền thuyết, đầu thời nhà Thanh, các nghệ nhân đã không thể lắp ráp lại một ngọn tháp vừa tháo dỡ để tu bổ, cho tới khi được thợ mộc Lỗ Ban giúp sức.

#### Cổng thành

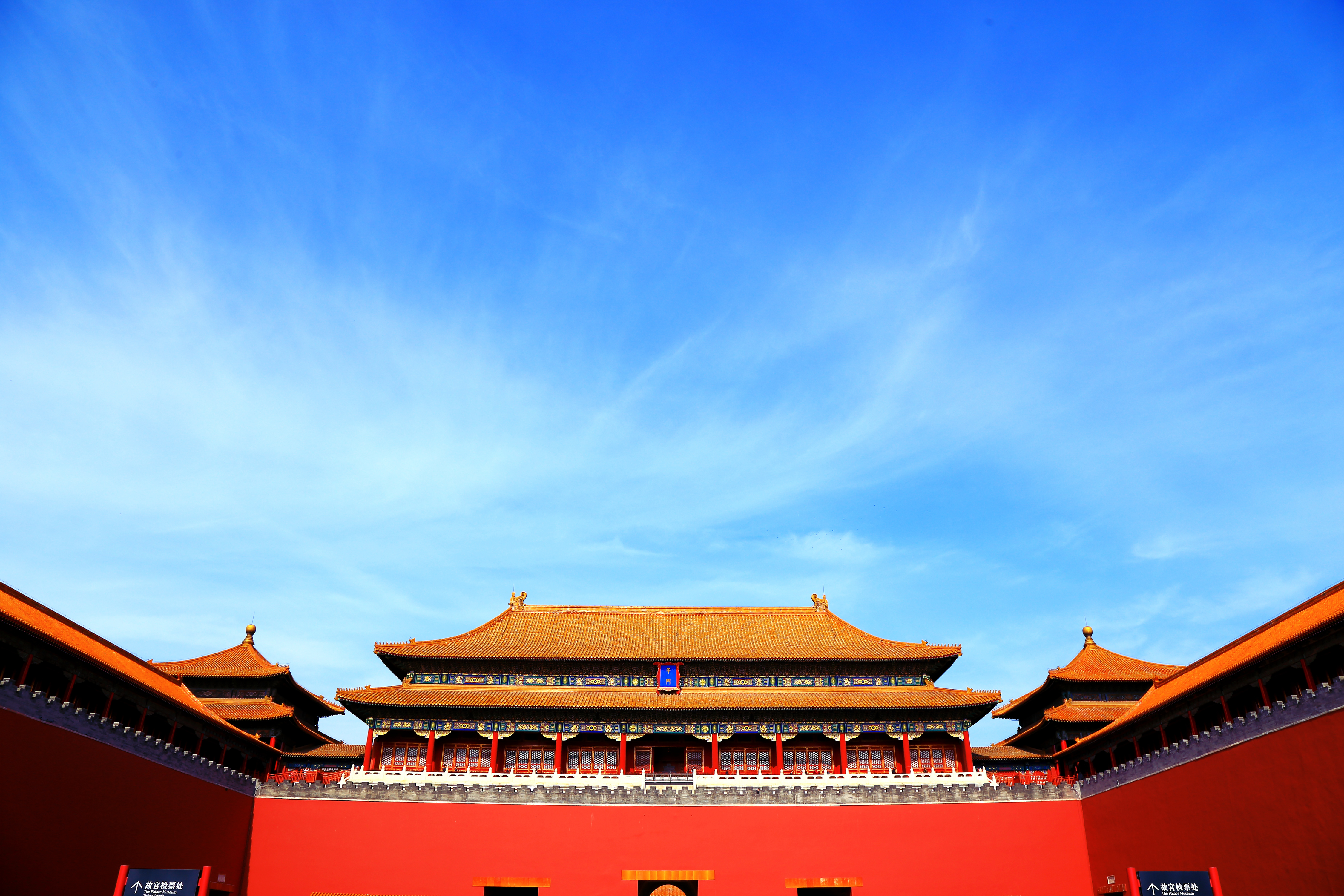
Ngọ Môn, lối vào phía trước của Tử Cấm Thành, với hai cánh nhô ra

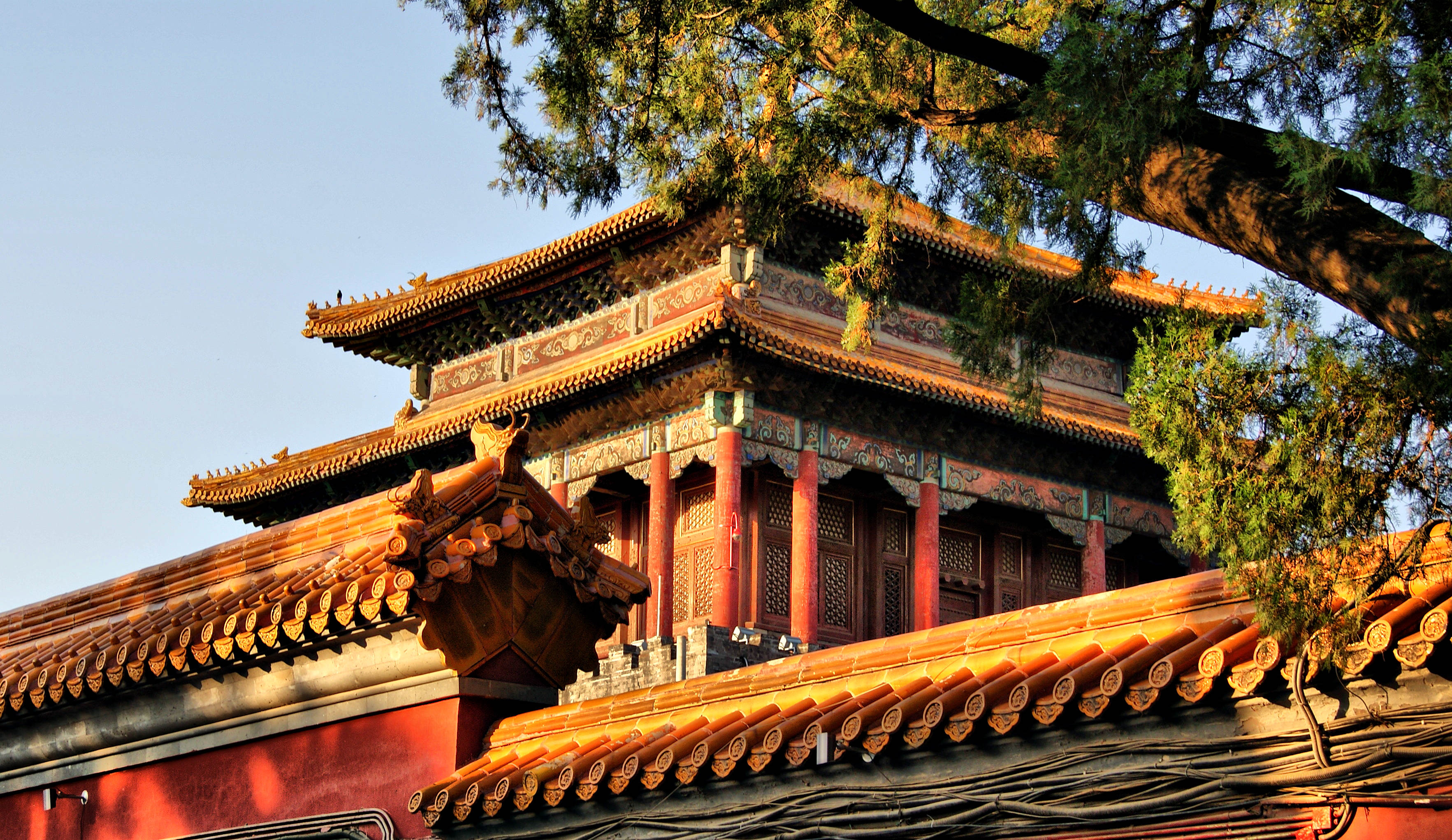
Cận cảnh cánh nhô ra bên trái của Ngọ Môn

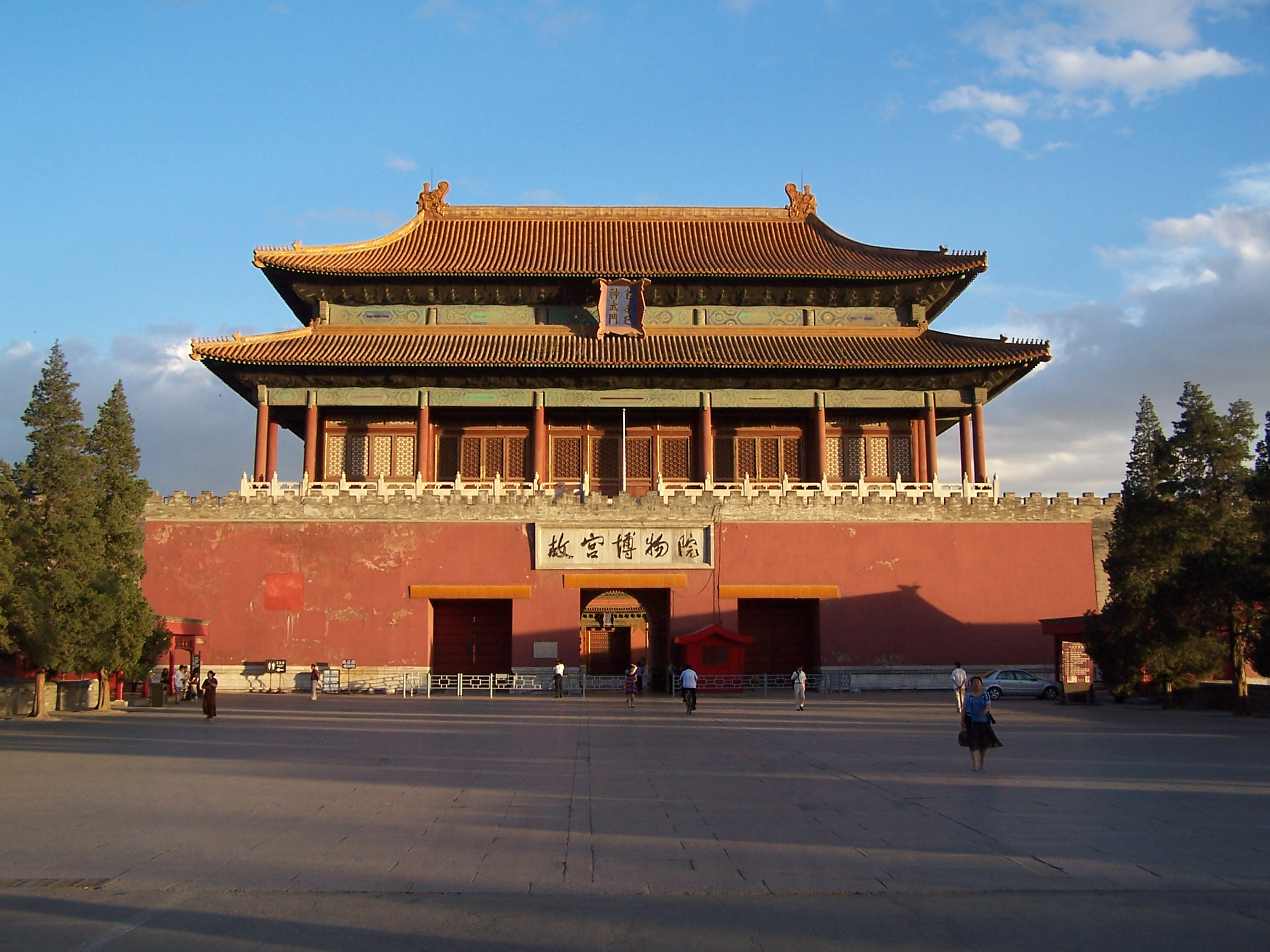
Thần Vũ Môn phía bắc Tử Cấm Thành

Cố Cung có bốn cổng thành chính, mỗi mặt tường thành đều có một cổng. Đầu phía nam là Ngọ Môn (A). Cuối phía bắc là Thần Vũ Môn (B), đối diện với Công viên Cảnh Sơn. Hai cổng ở phía đông và tây lần lượt là Đông Hoa Môn và Tây Hoa Môn. Tất cả các cổng trong Tử Cấm Thành đều được trang trí với chín hàng, chín cột núm đinh bằng vàng, ngoại trừ Đông Hoa Môn là chỉ có tám hàng.
- Ngọ Môn xây dựng vào năm 1420, được thiết kế với hai phần cánh nhô ra, tạo thành ba cạnh của một hình vuông (凹), với phần cạnh khuyết hướng ra phía trước cổng.[55] Ngọ Môn có hai bộ phận trên và dưới, phía dưới là phần cửa. Ngọ Môn có năm cửa. Cửa chính giữa là một phần của con đường đế vương, một con đường rợp cờ bằng đá, tạo thành trục trung tâm của Tử Cấm Thành và cả thành cổ Bắc Kinh, dẫn tất cả nhánh đường từ Trung Hoa Môn ở phía nam tới Cảnh Sơn ở phía bắc. Hoàng đế là người duy nhất được đi bộ hoặc đi xe trên con đường đế vương, Hoàng hậu trong ngày hôn lễ và nho sinh đỗ đạt cao trong mỗi kì khoa cử là hai trường hợp ngoại lệ.[54] Phần trên Ngọ Môn là một lầu các rộng chín gian, sâu năm gian. Hai bên phía trước của Ngọ Môn là Khuyết Tả Môn và Khuyết Hữu Môn.
- Thần Vũ môn xây dựng vào năm 1420, ban đầu tên là "Huyền Vũ môn", sau vì kỵ húy tên "Huyền Diệp" của Khang Hi mà đổi tên như hiện tại.[56] Phần lầu các phía trên cổng vốn được đặt một chiếc chung cổ, sẽ vang lên 108 tiếng mỗi hoàng hôn và bình minh. Đây là cổng chính thường được sử dụng khi Đế Hậu đi tuần du, cũng như là lối đi của Tú nữ vào Tử Cấm Thành trong kỳ Tuyển tú.[56]

##### Chế độ gác cổng
Thời Minh, các cổng thành áp dụng chế "truyền chuông canh tuần" cổng thành vào ban đêm. Ở khu vực giữa tường thành và sông hộ thành, có hơn 40 trạm dịch canh phòng được xây dựng, mỗi trạm dịch có 10 người. Có tất cả 41 chuông đồng được đặt tại Khuyết Hữu Môn. Mỗi đêm, bắt đầu từ Khuyết Hữu Môn, cứ cách một đoạn thời gian thì truyền đi một chuông đồng, đến cuối cùng của buổi canh tuần thì tất cả chuông đồng sẽ về lại Khuyết Hữu Môn.
Đến thời Thanh, vào ban đêm, tất cả bốn cổng thành đều sẽ được khóa lại, chìa khóa sẽ do Hộ quân giáo đưa đến cho Ti thược trưởng của Cảnh Vận Môn bảo quản, ngày hôm sau sẽ đưa trở về. Chế độ "truyền chuông đồng" cũng được thay thế bằng "truyền thẻ tre", mỗi đêm sẽ có tám thẻ tre đỏ được truyền đi. Nhiệm vụ canh gác cửa thành đều sẽ được giao cho những người Mãn thuộc Bát kỳ trong Hộ quân đảm đương. Đến thời Càn Long, ở mỗi cổng được đặt thêm hai vị trí "Chương kinh". Sau khởi nghĩa Thiên Lý Giáo vào năm 1813, bốn cổng thành lại được tăng thêm 400 quân bảo vệ từ Hỏa khí doanh, và bất cứ ai tự ý xông vào thành đều bị xử phạt nặng.

### Ngoại triều
Theo truyền thống, Tử Cấm Thành được chia làm hai bộ phận: Ngoại Đình (外廷) hay Tiền Triều (前朝), bao quát khu vực trung tâm phía nam, sử dụng cho các hoạt động nghi lễ; và Nội Đình (内廷) hay Hậu Cung (后宫), bao quát khu vực phía bắc và hai trục đông–tây, là nơi ở của Hoàng đế và gia đình, cũng là nơi tổ chức các hoạt động triều chính thường nhật. Nhìn chung, Tử Cấm Thành có ba trục thẳng. Các công trình quan trọng nhất nằm trên trục trung tâm bắc–nam.

#### Trục trung tâm

##### Quảng trường Thái Hòa Môn

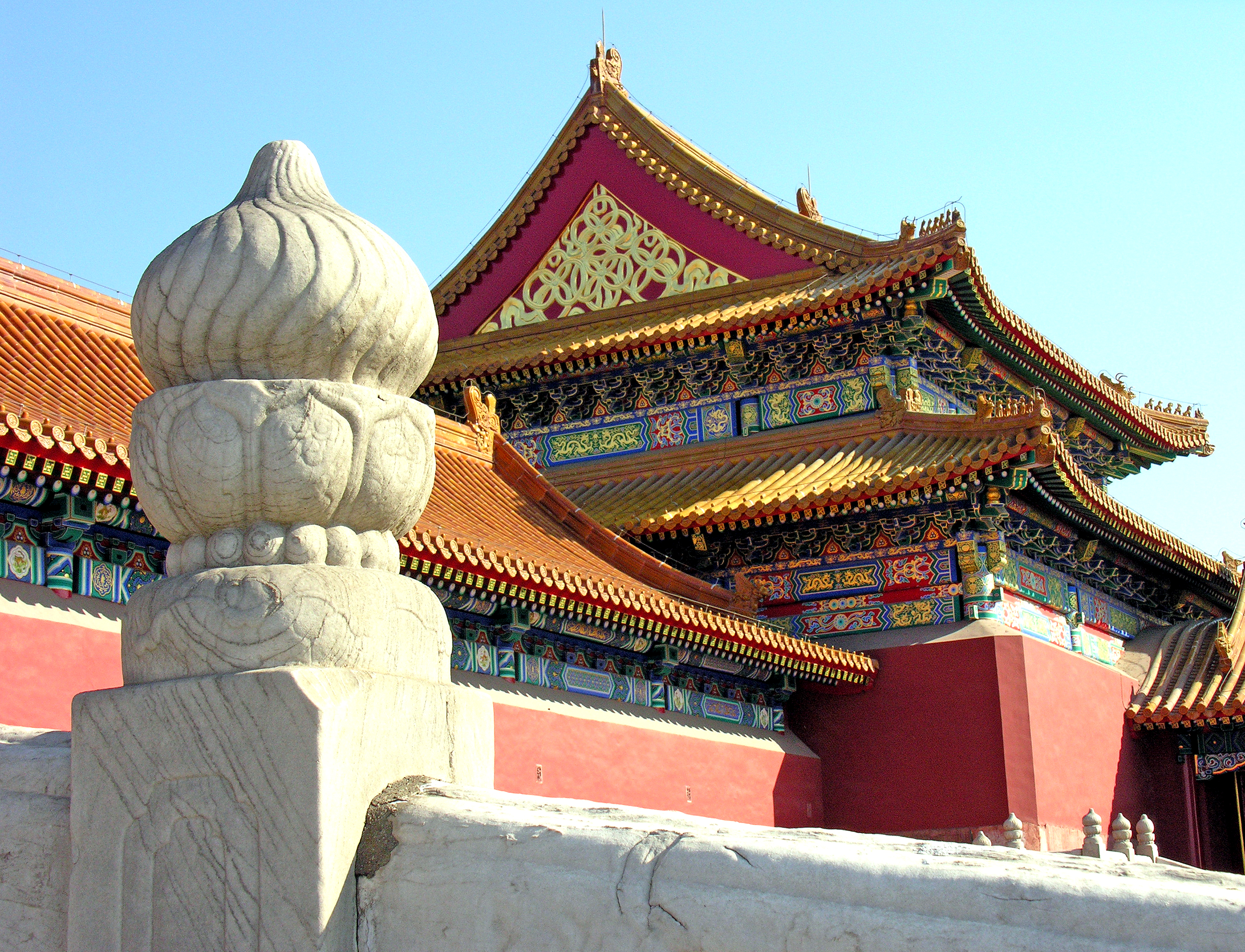
Cận cảnh tòa tháp bên phải của Thái Hòa Môn

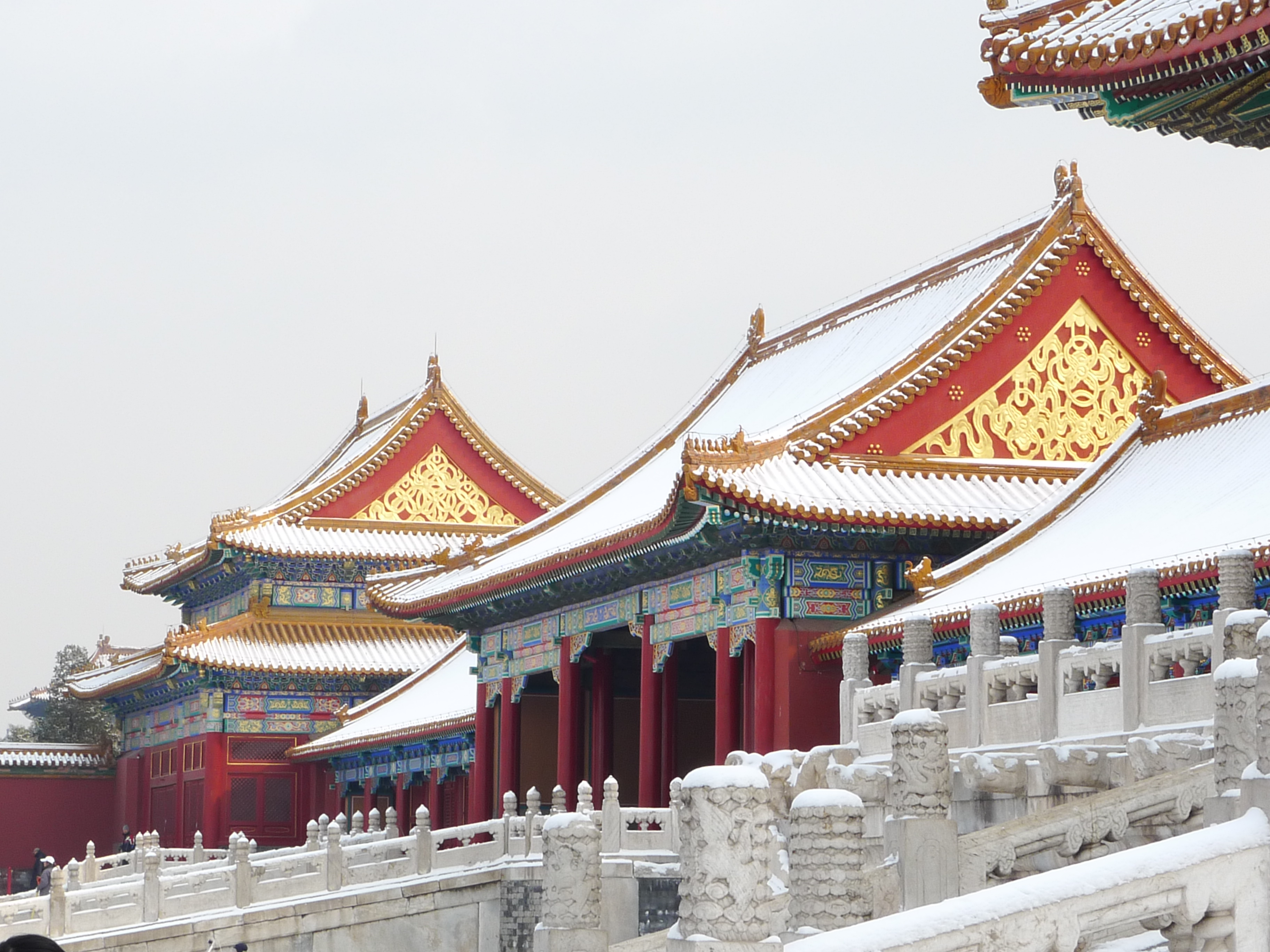
Chiêu Đức Môn

Bước vào Ngọ Môn là một quảng trưởng rộng lớn với năm cây cầu bắc qua dòng Kim Thủy. Bên ngoài quảng trường là Thái Hòa Môn (F). Thái Hòa Môn là cửa cung lớn nhất bên trong Tử Cấm Thành, cũng là cổng chính của phần Ngoại Đình. Thái Hòa Môn rộng chín gian, sâu ba gian, thời Minh gọi là "Phụng Thiên Môn", sau lại đổi tên thành "Hoàng Cực Môn", đến thời Thanh thì gọi "Thái Hòa Môn". Thời Minh quy định, mỗi buổi sáng các quan viên đều phải đến Phụng Thiên Môn dự triều sớm, Hoàng đế cũng đích thân đến đây nhận triều bái và xử lý chính vụ, thường được gọi là "ngự môn thính chính" (御门听政). Đến thời Thanh, Hoàng đế cũng từng nhận triều bái và ban thưởng yến tiệc tại Thái Hòa Môn, nhưng việc "ngự môn thính chính" được dời vào Càn Thanh Môn.
Hai bên hành lang dài nối từ Ngọ Môn đến Thái Hòa Môn, có hai cổng nhỏ hơn đối xứng nhau là Hi Hòa Môn (熙和門) và Hiệp Hòa Môn (协和門). Nằm ngay hai bên Thái Hòa Môn là Trinh Độ Môn (贞度門) và Chiêu Đức Môn (昭德門).

##### Tiền Tam Điện

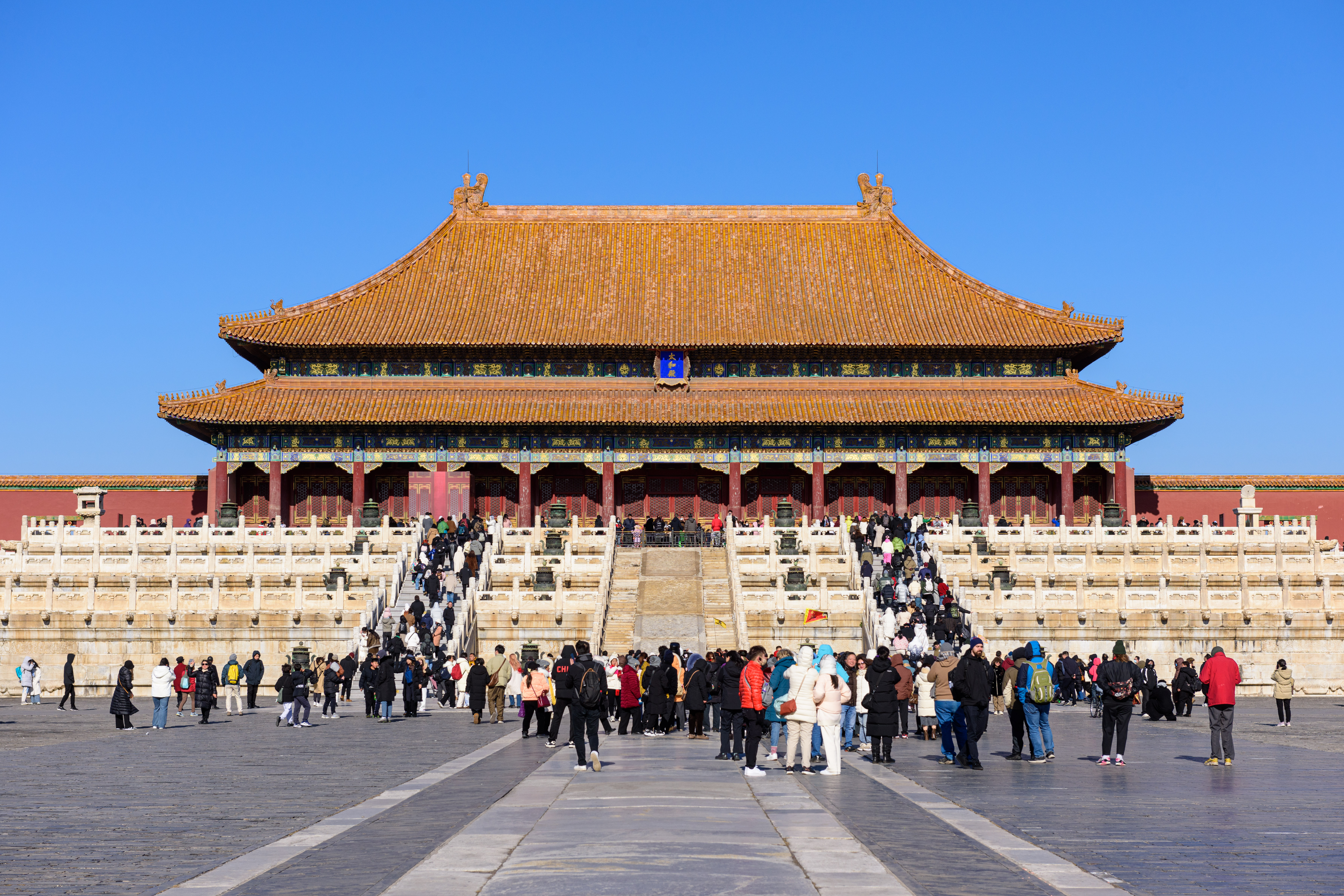
Thái Hòa Điện

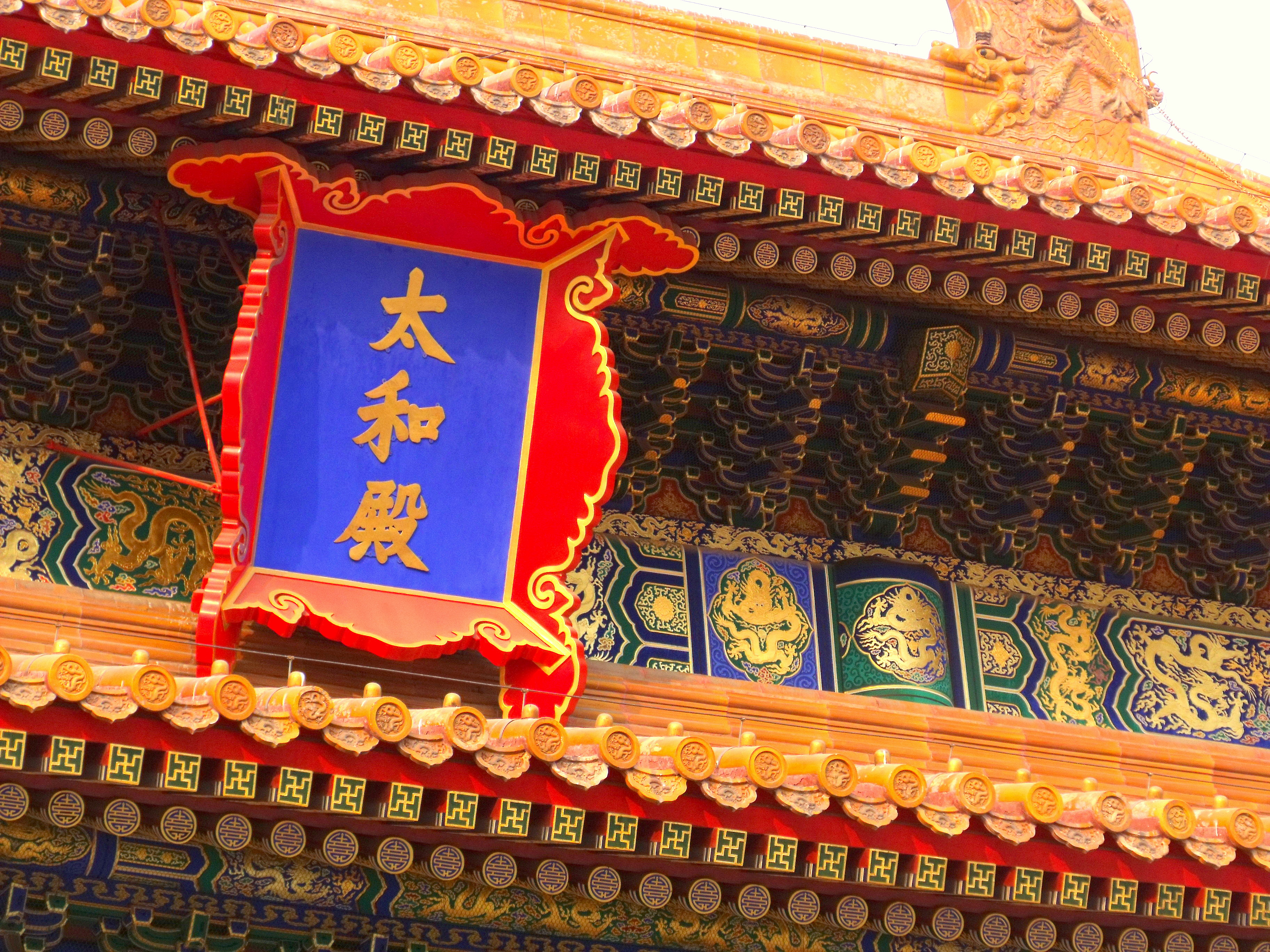
Bảng tên treo trên mái Thái Hòa Điện

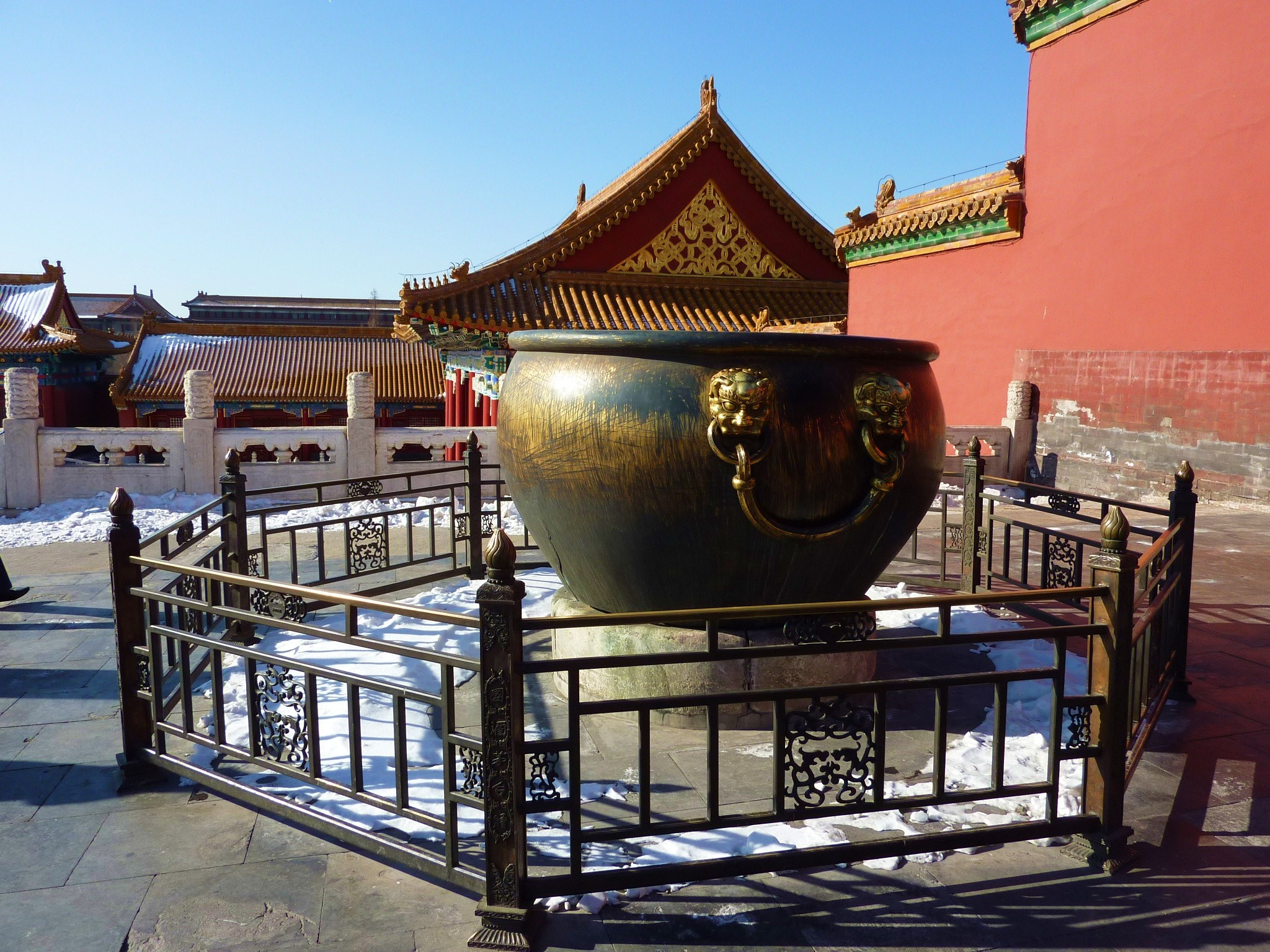
Một chum nước biểu tượng ở phía trước Thái Hòa Điện

Qua khỏi Thái Hòa Môn là một quảng trường rộng khác. Một sân thượng tam cấp làm bằng đá cẩm thạch trắng, được xây dựng trên quảng trường. Ba đại điện nằm trên sân thượng này là tâm điểm của quần thể cung điện. Từ phía nam, chúng lần lượt là Thái Hòa Điện (太和殿), Trung Hòa Điện (中和殿) và Bảo Hòa Điện (保和殿). Ba điện này cùng với Văn Hoa Điện ở phía đông và Vũ Anh Điện ở phía tây hợp lại được xưng là "Ngoại triều".
- Thái Hòa Điện (G) thường được gọi là "Kim Loan Điện", đầu thời Minh gọi là "Phụng Tiên Điện", sau đó đổi thành "Hoàng Cực Điện", đến thời Thanh thì đổi thành Thái Hòa Điện. Sau khi Viên Thế Khải lên ngôi thì từng đổi tên thành "Thừa Vận Điện". Trong ba đại điện, Thái Hòa Điện là điện bề thế nhất, cao hơn 30 mét (98 ft) so với mặt bằng quảng trường phía dưới. Đây là trung tâm nghi lễ hoàng gia, và là công trình kiến trúc bằng gỗ lớn nhất còn sót lại ở Trung Quốc. Đại điện rộng chín gian, sâu năm gian, các con số 9 và 5 tượng trưng cho uy quyền của Hoàng đế.[g][60] Trần đại điện được thiết kế một tảo tỉnh phức tạp, có hình rồng cuộn và từ miệng tảo tỉnh, tỏa ra một chùm những quả cầu bằng kim loại, được gọi là "Gương Hiên Viên".[61] Thời nhà Minh, nơi này được Hoàng đế chọn làm nơi thiết triều và bàn luận chính sự. Đến thời nhà Thanh, vì cần phải thượng triều thường xuyên, Hoàng đế chuyển nơi thiết triều đến một địa điểm ít mang tính nghi thức hơn, còn Thái Hòa Điện chỉ được sử dụng làm nơi tổ chức nghi lễ, như lễ đăng quang của Hoàng đế, công bố danh sách các tân Tiến sĩ, phái các Đại Tướng xuất chinh, ngày sinh nhật của Hoàng đế, lễ sách phong Hoàng hậu, hay thêm huy hiệu cho Thái hậu và Thái hoàng thái hậu.[19][62]
- Trung Hòa Điện từng có tên "Hoa Cái Điện" (华盖殿) vào đầu thời Minh, sau đổi tên thành "Trung Cực Điện" (中极殿), đến thời Thanh thì đổi thành Trung Hòa Điện. Điện có dạng hình vuông rộng ba gian, nhỏ hơn Thái Hòa Điện, được Hoàng đế dùng làm nơi chuẩn bị hoặc nghỉ ngơi trước các buổi lễ.[63]
- Bảo Hòa Điện từng có tên "Cẩn Thân Điện" (谨身殿) vào đầu thời Minh, sau đổi tên thành "Kiến Cực Điện" (建极殿), đến thời Thanh thì đổi thành Bảo Hòa Điện. Điện rộng chín gian, sâu năm gian, được dùng để mở tiệc chiêu đãi vương công đại thần ngoại phiên và cũng là địa điểm tổ chức vòng thi cuối cùng của kỳ khoa cử.[64]

Cả ba đại điện đều có ngai vàng, cái lớn nhất được đặt ở Thái Hòa Điện. Các đoạn dốc chính giữa, dẫn lên các sân thượng từ cả hai phía bắc và nam, là các đoạn dốc nghi lễ, một phần của con đường đế vương, đặc trưng bởi các bức phù điêu tinh xảo mang tính biểu tượng. Đoạn dốc đầu phía bắc, sau Bảo Hòa Điện, được chạm khắc từ một phiến đá dài 16,57 mét (54,4 ft), rộng 3,07 mét (10,1 ft) và dày 1,7 mét (5,6 ft). Nó nặng khoảng 200 tấn và là tác phẩm chạm khắc lớn nhất Trung Quốc. Đoạn dốc đầu phía nam, trước Thái Hòa Điện, thậm chí còn dài hơn, nhưng được làm từ hai phiến đá ghép lại – mối nối được giấu khéo léo bằng cách sử dụng các bức phù điêu chồng lên nhau, và chỉ bị phát hiện khi thời tiết làm nở rộng khe hở trong thế kỷ 20. Người ta có thể đã vận chuyển các phiến đá bằng xe trượt băng, trên một đường băng được làm bằng nước lấy trong các giếng lưu động dọc đường đi.
Trong khu vực của Tiền Tam Điện còn có các kiến trúc (theo thứ tự từ ngoài vào trong):
- Thể Nhân Các (體仁閣) và Hoằng Nghĩa Các (弘義閣) nằm trên hành lang dài nối giữa Thái Hòa Môn và Thái Hòa Điện, đối xứng nhau qua trục trung tâm.[68]
- Tả Dực Môn (左翼門) và Hữu Dực Môn (右翼門) nằm trên hành lang nối dài giữa Thái Hòa Môn và Thái Cực Điện, nằm giữa Thể Nhân Các (hoặc Hoằng Nghĩa Các) và Thái Hòa Điện.[69]
- Trung Tả Môn (中左門) và Trung Hữu Môn (中右門) nằm hai bên tương ứng của Thái Hòa Điện.[69]
- Hậu Tả Môn (後左門) và Hậu Hữu Môn (後右門) nằm hai bên tương ứng của Bảo Hòa Điện.[69]

#### Trục phía đông

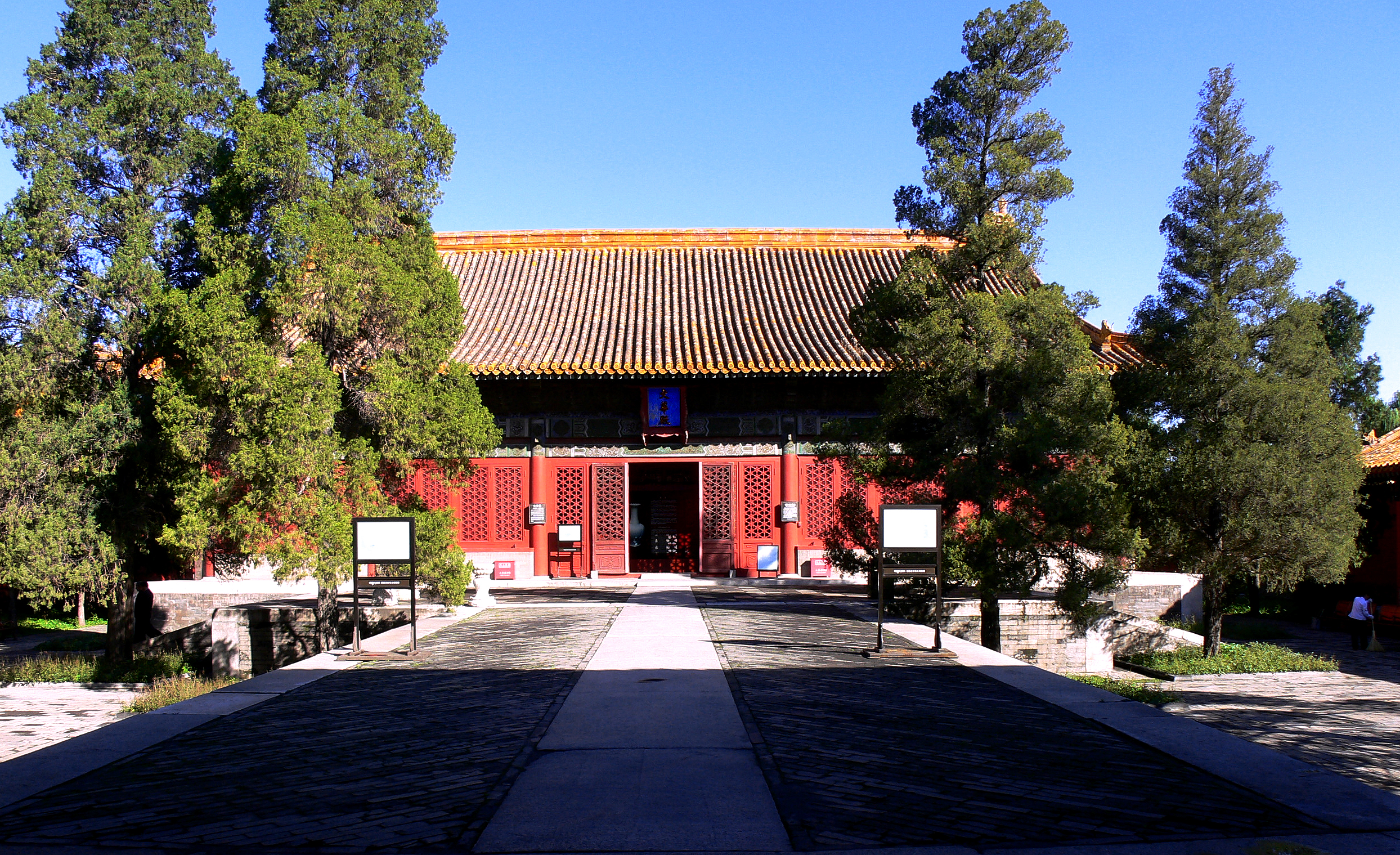
Văn Hoa điện

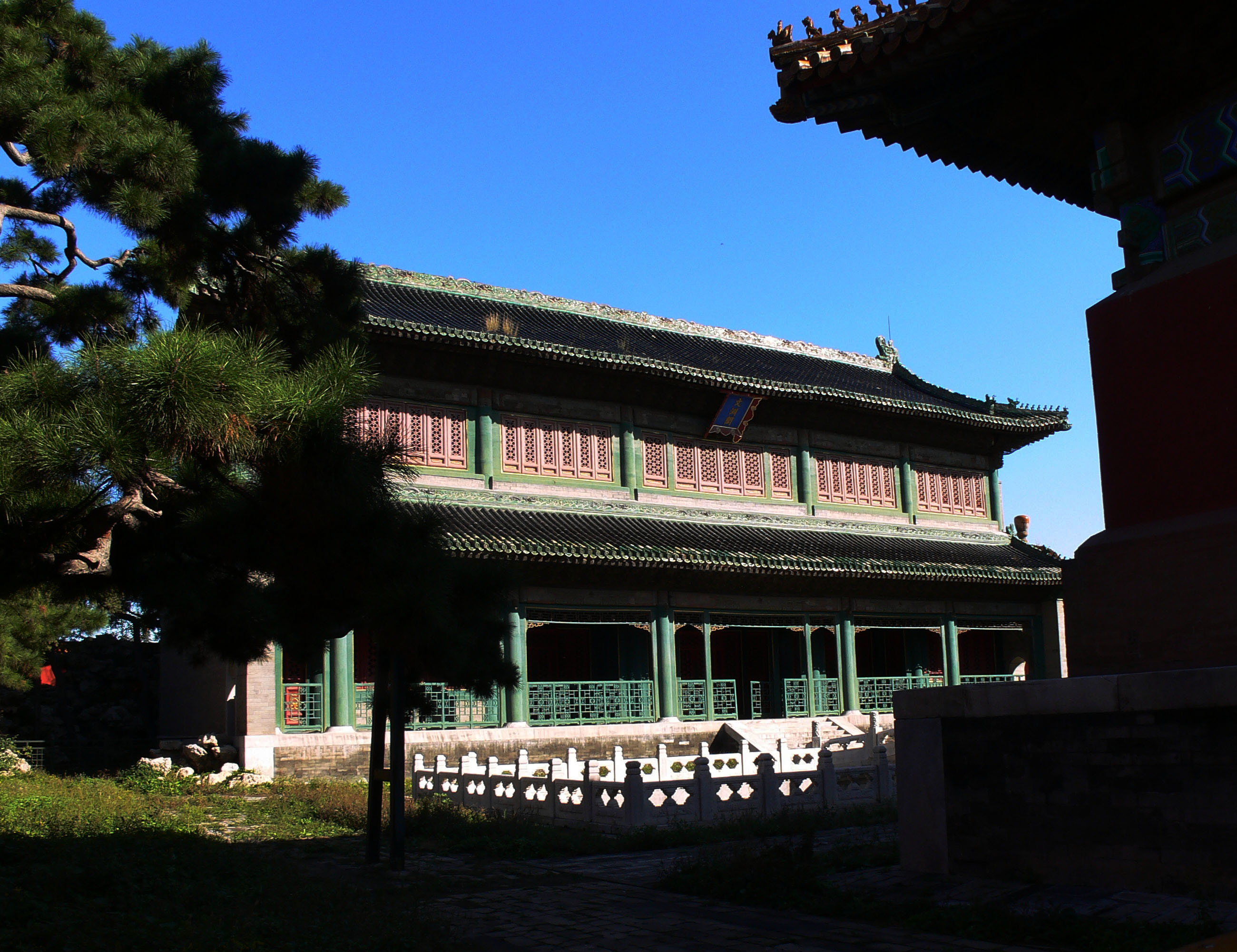
Văn Uyên Các nằm ở phía bắc của Văn Hoa Điện

- Văn Hoa Điện (J) nằm phía đông nam của Ngoại Đình. Vào đầu thời Minh, nơi đây từng là nơi Thái tử học việc xử lý chính vụ, về sau vì Thái tử phần lớn đều nhỏ tuổi mà trở thành biệt viện của Hoàng Đế. Trong cả hai triều Minh Thanh, Văn Hoa Điện là nơi tổ chức các lễ "Kinh Diên" dành cho các bài giảng nghi lễ được đánh giá cao của giới học giả Nho giáo.[70] Những kiến trúc chính trong quần thể Văn Hoa Điện gồm có: Văn Hoa Môn (文華門), Chủ Kính Điện (主敬殿), Bản Nhân Điện (本仁殿) và Tập Nghĩa Điện (集義殿).[71][72]
- Văn Uyên Các (文渊阁) nằm ở phía bắc của Văn Hoa Điện, là "tàng thư lâu" của triều Thanh, được Càn Long Đế đặc biệt cho xây dựng để lưu trữ Tứ khố toàn thư.
- Truyền Tâm Điện (傳心殿) nằm ở phía đông của Văn Hoa Điện, là nơi để Hoàng đế nhà Thanh tổ chức lễ "Tế cáo" trước lễ Kinh Diên. Trong chính điện có đặt bài vị của Phục Hi, Thần Nông, Hiên Viên, Đường Nghiêu, Ngu Thuấn, Hạ Vũ, Thương Thang, Chu Văn vương và Chu Vũ vương ở trung tâm, bài vị Khổng Tử ở phía tây và bài vị Chu công Đán ở phía đông.[73] Trong khu vực Truyền Tâm Điện từ nam đến bắc có các kiến trúc lần lượt: Trì Sinh Sở (治牲所), Cảnh Hành Môn (景行門) và Giếng Đại Bảo (大庖井).[74][75]
- Loan Nghi Vệ (鑾儀衛) nằm ở góc đông nam của Hoàng Thành, gần Đông Hoa Môn, là văn phòng của một bộ phận trong bộ máy nhà Thanh, phụ trách những vấn đề liên quan đến lễ nghi của xa giá và nghi trượng của hoàng thất. Vì vậy, Loan Nghi Vệ tương ứng có hai kho lưu trữ đồ là: "Loan Giá khố" ngay gần gác canh góc đông nam và "Nghi Trượng khố" nằm trong khu vực Nội các đại khố, cả hai đều nằm nối diện với tường thành phía nam.[76]
- Nội các
  - Nội các Đại đường (內閣大堂) hay còn gọi là Đại học sĩ đường (大學士堂) nằm ở phía đông nam của Hiệp Hòa Môn, đối diện với tường thành phía nam, là nơi dành cho Đại học sĩ thời Thanh. Trong Nội các Đại đường chia thành: Hán phiếu thiêm phòng (漢票簽房), Mông Cổ đường (蒙古堂), Hán bản đường (漢本堂), Mãn bản đường (滿本堂), Chúc bản phòng (祝版房), Mãn phiếu thiêm phòng (滿票簽房), Kê tra phòng (稽查房), Mãn phiếu thiêm đương tử phòng (滿票簽檔子房), Điển tịch thính (典籍廳) và Hán bản khố (漢本庫).[77][78]
  - Nội các Đại khố (內閣大庫) nằm giữa Nội các Đại đường và Loan Giá khố, đối diện Nghi Trượng khố, là nơi lưu trữ văn thư, hồ sơ của Nội các, gồm có hai phần là: Hồng bản khố (紅本庫) và Thực lục khố (實錄庫).[79][80]
- Tiến Đình (箭亭) nằm ở phía nam của Phụng Tiên Điện và phía đông nam của Cảnh Vận Môn, được xây dựng vào thời Ung Chính, mặc dù tên là "Đình" nhưng thực tế là một đại điện độc ập là nơi luyện tập cưỡi ngựa bắn cung trên danh nghĩa của Hoàng đế và con cháu. Tuy nhiên các hoàng tử hoàng tôn thường học cưỡi ngựa bắn cung ở Viên Minh Viên hơn là ở đây. Trong Tiến Đình có một tấm bia đá được khắc vào năm 1752 dưới triều Càn Long, nội dung là hi vọng quý tộc Mãn Thanh sẽ gìn giữ văn hóa của người Mãn từ ngôn ngữ tới y phục, rèn luyện kỹ năng và dũng cảm, thường xuyên luyện tập cưỡi ngựa bắn cung – những đặc điểm của người Mãn Châu. Đến năm 1808 dưới triều Gia Khánh, trên bia đá lại được nhấn mạnh nội dung "không được bắt chước theo người Hán". Có thể nói đây là nơi được nhà Thanh lập ra để nhắc nhở con cháu ghi nhớ và giữ gìn truyền thống của người Mãn Châu.[81]

#### Trục phía tây

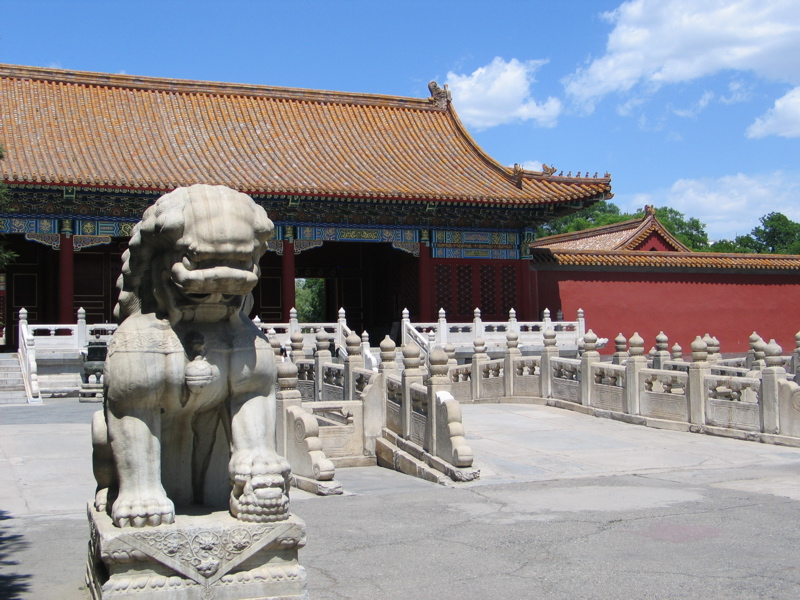
Võ Anh Điện

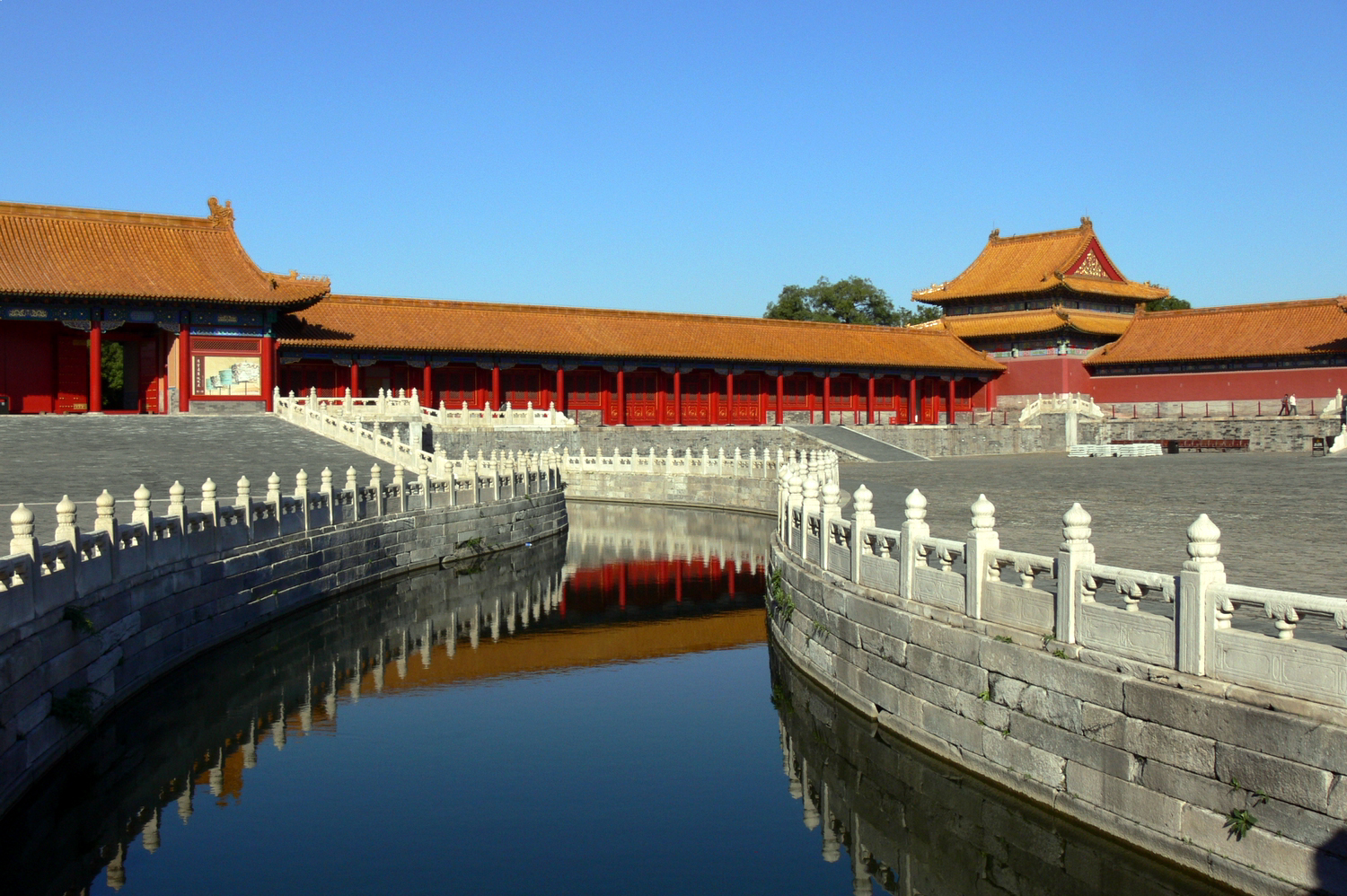
Một khúc sông Kim Thủy bên trong Tử Cấm Thành

- Võ Anh Điện (H) nằm ở phía tây nam của Ngoại Đình, bên ngoài Hi Hòa Môn, đối xứng với Văn Hoa Điện qua trục trung tâm. Vào đâu thời Minh, đây là nơi Hoàng đế trai giới hoặc gặp mặt quan đại thần, về sau việc này chuyển đến Văn Hoa Điện. Đến những năm Sùng Trinh, Võ Anh Điện trở thành nơi tổ chức tiết Thiên Thu cho Hoàng hậu, là nơi Hoàng hậu nhận triều bái của Mệnh phụ. Sau khi quân Thanh tiến vào tiếp nhận Bắc Kinh, Nhiếp chính vương Đa Nhĩ Cổn đã chọn nơi này là nơi xử lý chính vụ.[82] Những năm đầu nhà Thanh, nơi đây được sử dụng như biệt điện của Hoàng đế, cử hành các loại chầu mừng quy mô nhỏ, hay ban thưởng, tế tự,... Cả Thuận Trị Đế và Khang Hi Đế đều từng ở tại nơi này. Về sau, Võ Anh Điện trở thành nhà in riêng của hoàng cung.[83] Kể từ năm 2008, Võ Anh Điện được sử dụng để làm Bảo tàng Thi họa của Viện bảo tàng Cố Cung.[84] Trong quần thể Võ Anh Điện còn có các kiến trúc chính:[85]
  - Võ Anh Môn (武英門) là cổng chính của Võ Anh Điện, rộng năm gian, sâu ba gian. Hai bên có hai dãy nhà là phòng trực ban.[86]
  - Kính Tư Điện (敬思殿) là hậu điện của Võ Anh Điện, rộng năm gian, sâu ba gian. Cả Võ Anh Điện và Kính Tư Điện hợp lại thành quần thể chính điện có hình "工". Giữa hai điện là một hành lang ba gian khép kín, chỉ được xây dựng vào thời Trung Hoa Dân Quốc (1912–1949).[87]
  - Ngưng Đạo Điện (凝道殿) và Hoán Chương Điện (焕章殿) nằm ở phía trước hai bên đông tây của Võ Anh Điện, đều rộng năm gian.
  - Hằng Thọ Trai (恒寿斋) nằm ở góc đông bắc của quần thể Võ Anh Điện, là nơi trực của các quan tu sửa và hiệu đính Tứ khố toàn thư thời Thanh.
  - Dục Đức Đường (浴德堂) nằm ở tây bắc của Võ Anh Điện, giữa Võ Anh Điện và Kính Tư Điện, là nơi trực của các quan viên chuyên phụ trách các công việc trang trí và tu sửa trước khi khắc in.
- Đoạn Hồng Kiều (断虹桥) bắc qua một đoạn sông Kim Thủy, nằm ở bên ngoài Hi Hòa Môn, phía đông của Võ Anh Điện, là một cầu vòm bằng đá cực kì tinh xảo. Tên "Đoạn Hồng" chỉ là tên thường gọi, không xuất hiện trong ghi chép của cả hai triều Minh Thanh. Theo những tư liệu nghiên cứu, Đoạn Hồng Kiều được trang trí cực kỳ hoa lệ, điêu khắc tinh mỹ, có thể nói là đứng đầu trong các cây cầu bên trong Tử Cấm Thành.[88]
- Phương Lược Quán (方略馆) nằm ngay sau Kính Tư Điện, cách một bức tường vây, là một cơ cấu biên soạn lịch sử đặc thù của nhà Thanh. Mỗi khi kết thúc một cuộc chiến quan trọng, các Quân cơ đại thần sẽ chịu trách nhiệm gọt giũa lại các hồ sơ về trong cuộc chiến, sau đó tiến hành biên soạn theo trình tự thời gian, thể hiện toàn bộ quá trình của cuộc chiến, sau khi biên soạn xong trong tên sẽ có thêm những từ đặc thù để chỉ thể Kỷ sự bản mạc như "phương lược", "kỷ lược", điển hình là "Bình định tam nghịch phương lược" (nói về cuộc chiến bình định Loạn Tam Phiên), "An Nam kỷ lược" hay "Thân chinh bình định Sóc Mạc phương lược".[89]
- Hồi tử học (回子学) và Miến tử học (缅子学) gọi chung là Hồi Miến quan học (回緬官學) nằm ở phía tây của Phương Lược Quán, phía nam các văn phòng của Nội vụ phủ, đối diện với Dục Đức Đường qua một bức tường vây, là một "quan học" do nhà Thanh lập ra để bồi dưỡng nhân tài tinh thông tiếng Hồi và tiếng Miến trong Nội vụ phủ.[90][91]
- Hàm An Cung (咸安宫) hay Bảo Uẩn Lâu (寶蘊樓) nằm ở phía tây của Võ Anh Điện, cách hai bức tường vây và một đoạn Kim Thủy, vốn là nơi để cất giữ các văn vật cho các cuộc triển lãm đồ cổ, hiện nay là Bảo tàng Lịch sử thuộc Viện bảo tàng Cố cung. Vị trí hiện nay của Bảo Uẩn Lâu vốn là Hàm An Cung, là trường học được Càn Long cho xây dựng để dời "Hàm An Cung quan học" đến sau khi đổi tên Hàm An Cung cũ thành Thọ An Cung để mừng thọ Sùng Khánh Hoàng thái hậu.[92] Trong quần thể Hàm An Cung còn bao gồm Thượng Y Giám được thiết lập ở phối điện hai phía đông tây, Thực Lục Quán ở hậu điện, ngoài ra còn có Tam Thông Quán, Văn Dĩnh Quán; phía tây của Hàm An Cung có Khí Mãnh khố, Hàm An Cung quan học, Mổng Cổ quan học, tất cả những kiến trúc này hiện đều không còn tồn tại.[93] Đến năm 1914, sở Triển lãm Cổ vật của Viện bảo tàng Cố Cung cho xây dựng Bảo Uẩn Lâu trên nền di chỉ của Hàm An Cung để dùng làm kho chứa các văn vật. Đến nay di chỉ Hàm An Cung chỉ còn lại Hàm An Môn rộng ba gian.[94]
- Nam Huân Điện (南薰殿) nằm ở phía tây nam của Võ Anh Điện, tạo thành một hình tam giác với Tây Hoa Môn và vọng gác ở góc tây nam, là nơi lưu giữ và thờ phụng tranh ảnh của các đời Đế Hậu và hiền thần của nhà Thanh, là một trong những kiến trúc hiếm hoi hiện nay của Cố Cung vẫn lưu giữ nguyên trạng kiến trúc từ thời nhà Minh.[95] Nơi này cũng từng là nơi dùng để các quan soạn thảo kim sách, kim thư dùng cho lễ dâng huy hiệu hoặc đại lễ sách phong vào thời Minh.[96]

Về phía đông bắc Ngoại Đình là Nam Tam Sở (南三所) (K), tên ban đầu là Hiệt Phương Điện (撷芳殿). Ở triều Minh, nơi này gồm có Đoan Kính Điện (端敬殿) và Đoan Bản Cung (端本宫) là nơi ở của Hoàng thái tử. Thái tử Dận Nhưng của Khang Hi cũng từng ở đây. Năm Càn Long thứ 11 (1746), xây dựng ba sở ở Hiệt Phương Điện là Tây sở, Trung sở và Đông sở làm nơi ở của các Hoàng tử, vì nơi này ở phía nam Ninh Thọ Cung nên có tên Nam Tam Sở, còn được gọi là A–ca Sở (阿哥所) hoặc Sở Nhi (所儿). Từ sau đời Gia Khánh, thường gọi nơi này tên cũ là Hiệt Phương Điện.

### Nội Đình
Nội Đình được ngăn cách với Ngoại Đình bằng một cái sân hình thuôn, nằm trực giao với trục chính của Tử Cấm Thành. Đây là nơi sinh hoạt của Hoàng đế và gia đình. Thời nhà Thanh, Hoàng đế hầu như chỉ sống và làm việc ở Nội Đình, còn Ngoại Đình thì được sử dụng cho các hoạt động nghi lễ.

#### Trục trung tâm

##### Quảng trường Càn Thanh Môn

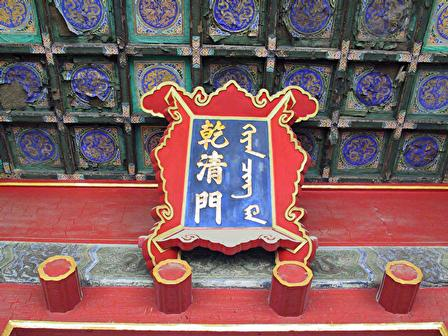
Bảng tên của Càn Thanh Môn: bên trái là chữ Hán, bên phải là chữ Mãn

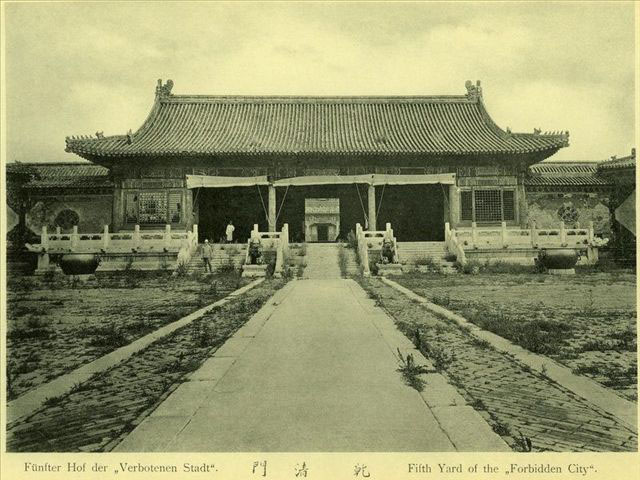
Càn Thanh Môn vào năm 1900

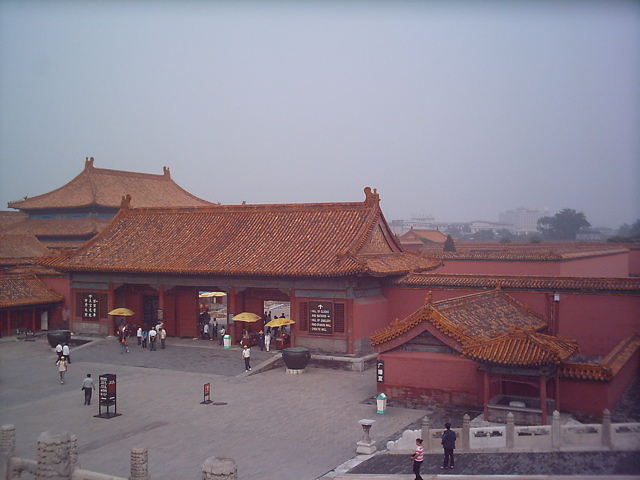
Hình ảnh Cảnh Vận Môn chụp từ Bảo Hòa Điện, bên trái là phòng trực ban của Cửu Khanh, tòa cung địa cao hơn phía sau là Từ Ninh Cung

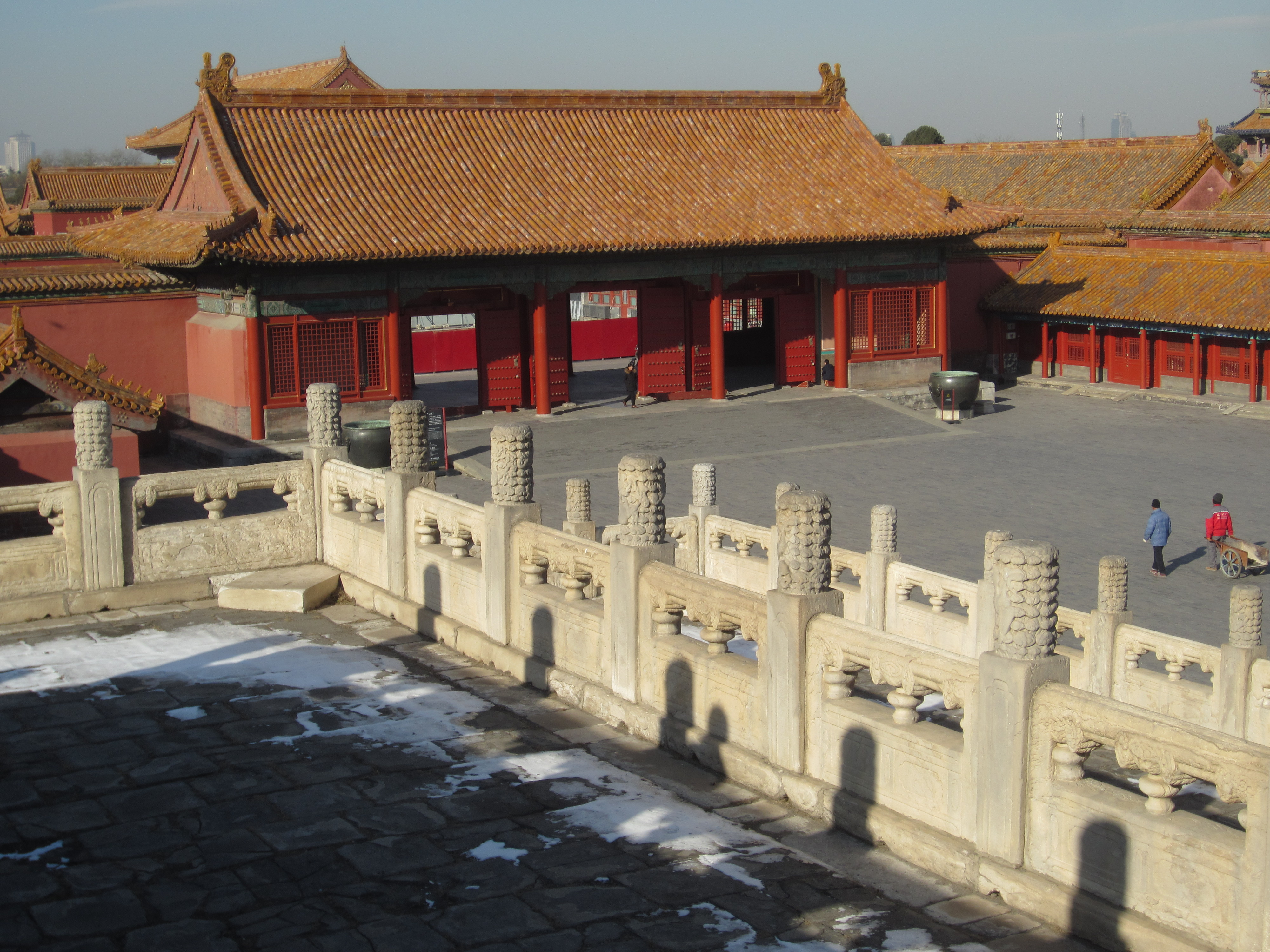
Hình ảnh bên trong Long Tông Môn được chụp từ Bảo Hòa Điện, bên phải chính là phòng trực của Quân cơ xứ.

Bước qua khỏi Bảo Hòa Điện là một quảng trường hình chữ nhật, phía tây là Long Tông Môn, phía đông là Cảnh Vận Môn. Quảng trường này chính là ranh giới giữa Ngoại Triều và Nội Đình, cũng là nơi từng dùng để "ngự môn thính chính" vào đầu thời Thanh.
Càn Thanh Môn (乾清門) là cổng chính của Càn Thanh Cung, đồng thời cũng là cổng chính của khu vực Nội Đình. Nơi này được xây dựng vào năm 1420 dưới thời Minh Thành Tổ, đến năm 1655 dưới thời Thuận Trị thì được trùng tu. Càn Thanh Môn rộng năm gian, sâu ba gian, cao ước chừng 16 mét (52 ft), nằm trên một bậc thềm bằng cẩm thạch trắng cao 1,5 mét (4,9 ft), xung quanh được bao bởi lan can đá được điêu khắc hoa văn. Phía trước Càn Thanh Môn có ba lối đi lên bậc thềm, chính giữa là con đường đá chỉ dành cho Hoàng đế, hai bên là đôi sư tử bằng đồng mạ vàng. Hai bên Càn Thanh Môn là bức bình phong lưu ly hình "八", cao 8 mét (26 ft), dài 9,7 mét (32 ft). Chính giữa tường và các khúc ngoặt được trang trí bằng hoa tráng men. Nằm về phía đông của Càn Thanh Môn là Nội Tả Môn (内左門) và phòng trực ban của Cửu Khanh, phía tây là Nội Hữu Môn (内右門) và phòng trực ban của Quân cơ xứ.
Cảnh Vận Môn (景运門) nằm ở phía đông của Quảng trường Càn Thanh Môn, là lối đi quan trọng nối Ngoại Triều và Nội Đình ở trục đông. Bởi cả Cảnh Vận Môn và Long Tông Môn đều là lối đi vào quảng trường phía trước Càn Thanh Môn, có thể dễ dàng đi thông giữa ngoại triều và nội đình nên còn được gọi là "Cấm Môn". Tất cả các vương công đại thần đi theo Hoàng đế đều phải dừng bên ngoài Cảnh Vận Môn 20 bước chân, không được phép tiến vào.
Long Tông Môn (隆宗門) nằm ở phía tây của Quảng trường Càn Thanh Môn, là lối đi quan trọng nối Ngoại Triều và Nội Đình ở trục đông, đối xứng với Cảnh Vận Môn qua trục trung tâm, đồng thời hình dáng và quy chế đều tương tự Cảnh Vận Môn. Tất cả các vương công đại thần nếu không có chỉ tuyên triệu thì không được phép tự tiện tiến vào Long Tong Môn. Bởi vì các Hoàng đế nhà Thanh thường chuyện cuộc sống ở các trang viên Hoàng gia nên các đời Hoàng đế như Khang Hi, Ung Chính, Đạo Quang đều mất bên ngoài Tử Cấm Thành, vì vậy quan tài đều được nghênh đón vào Nội Đình qua Long Tông Môn, lại tổ chức trai giới khóc tang ngay bên trong.

##### Hậu Tam Cung

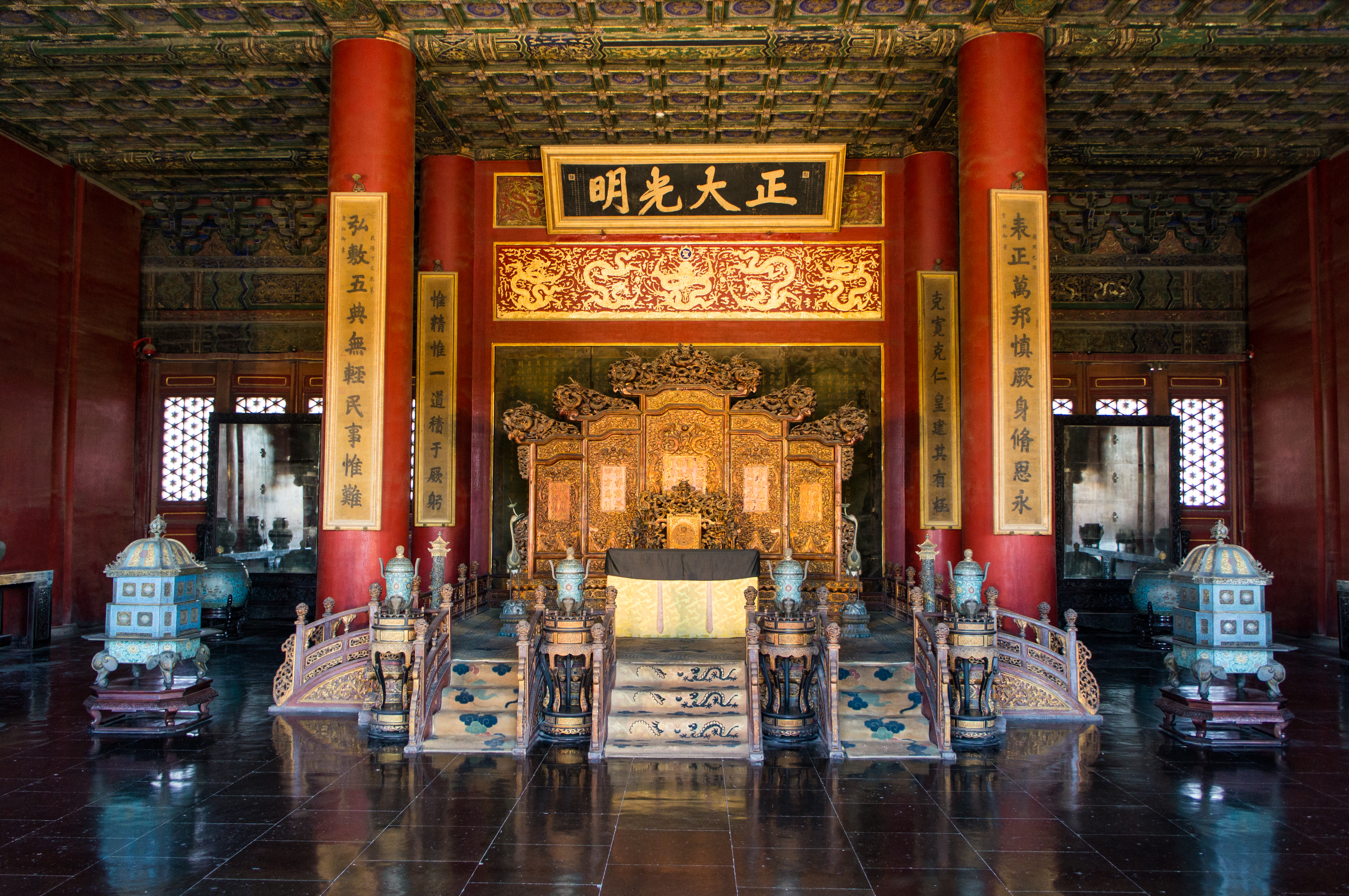
Ngai vàng trong Càn Thanh Cung

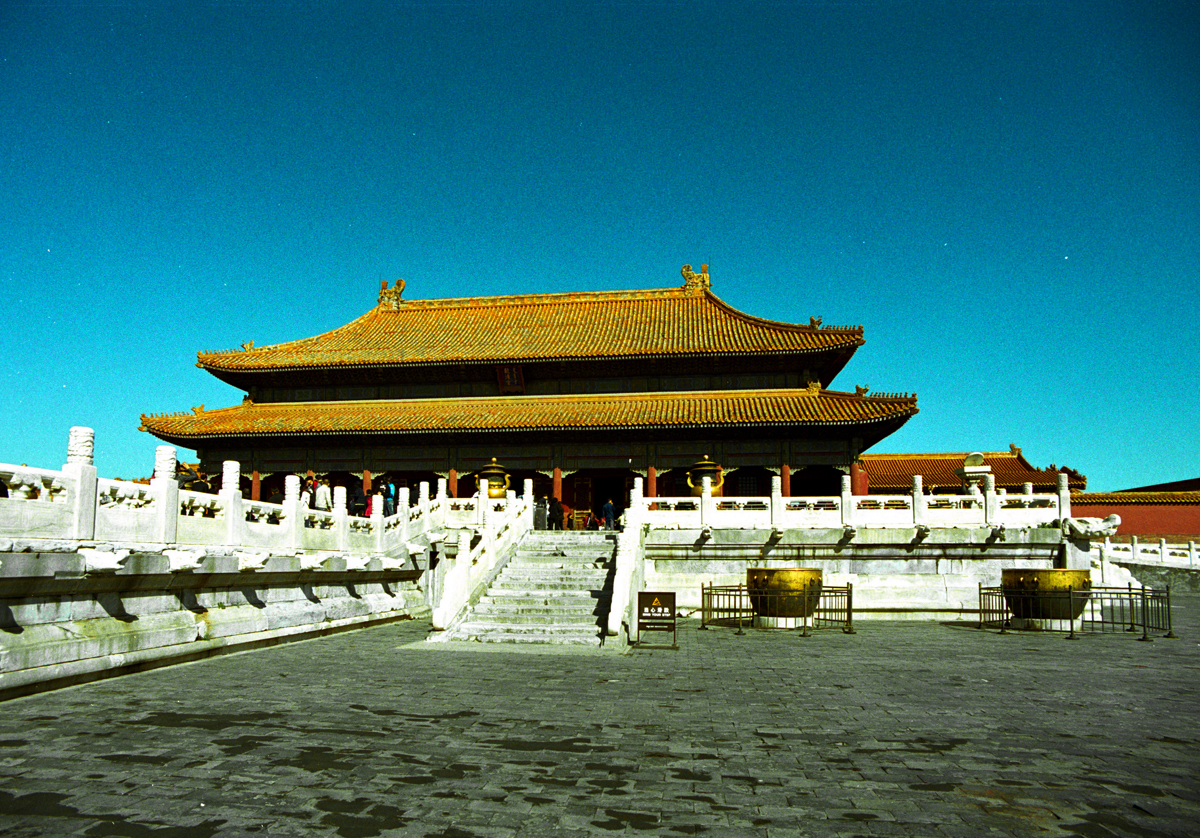
Bên ngoài Càn Thanh Cung

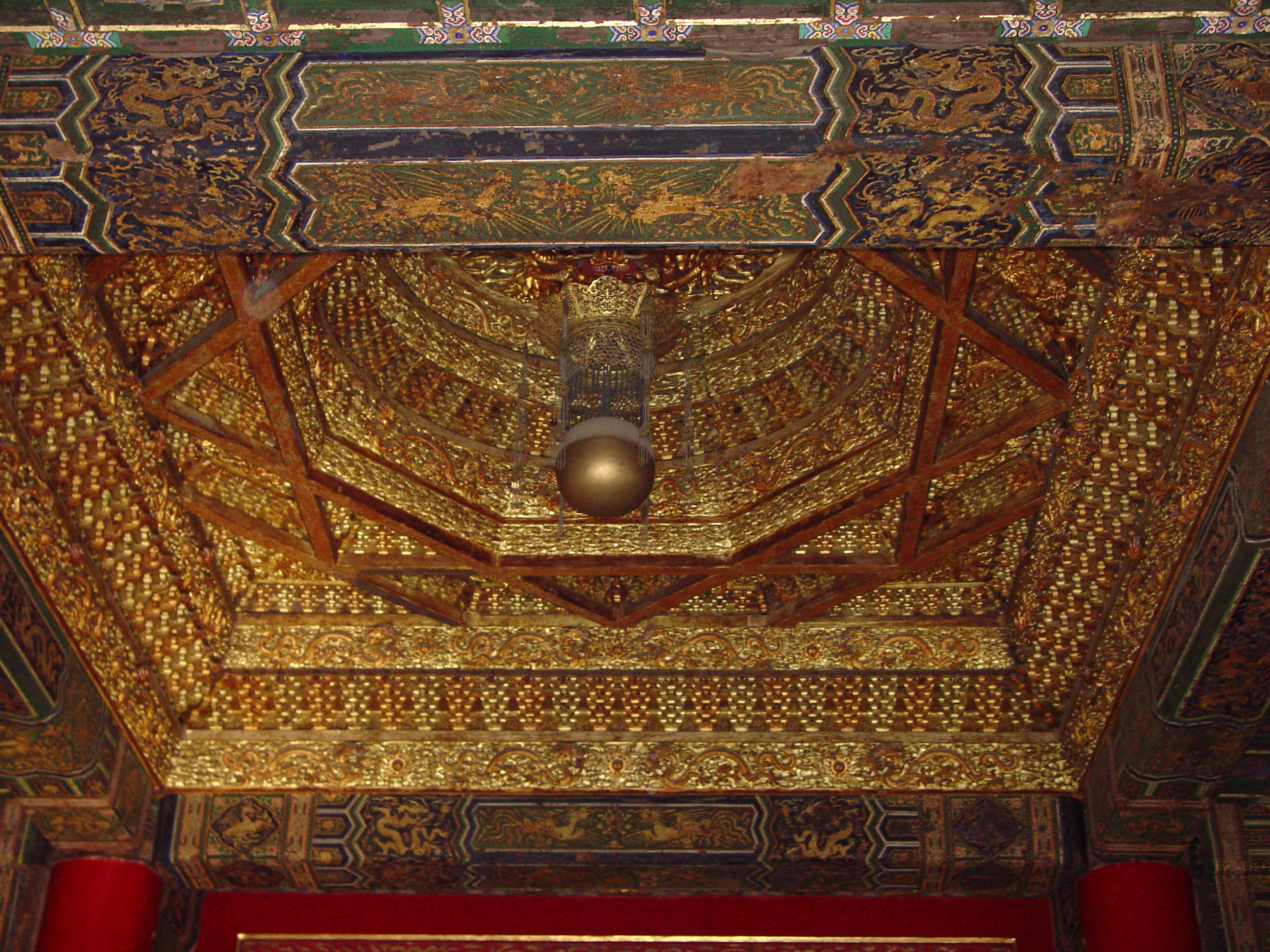
Tào tỉnh trong Giao Thái Điện

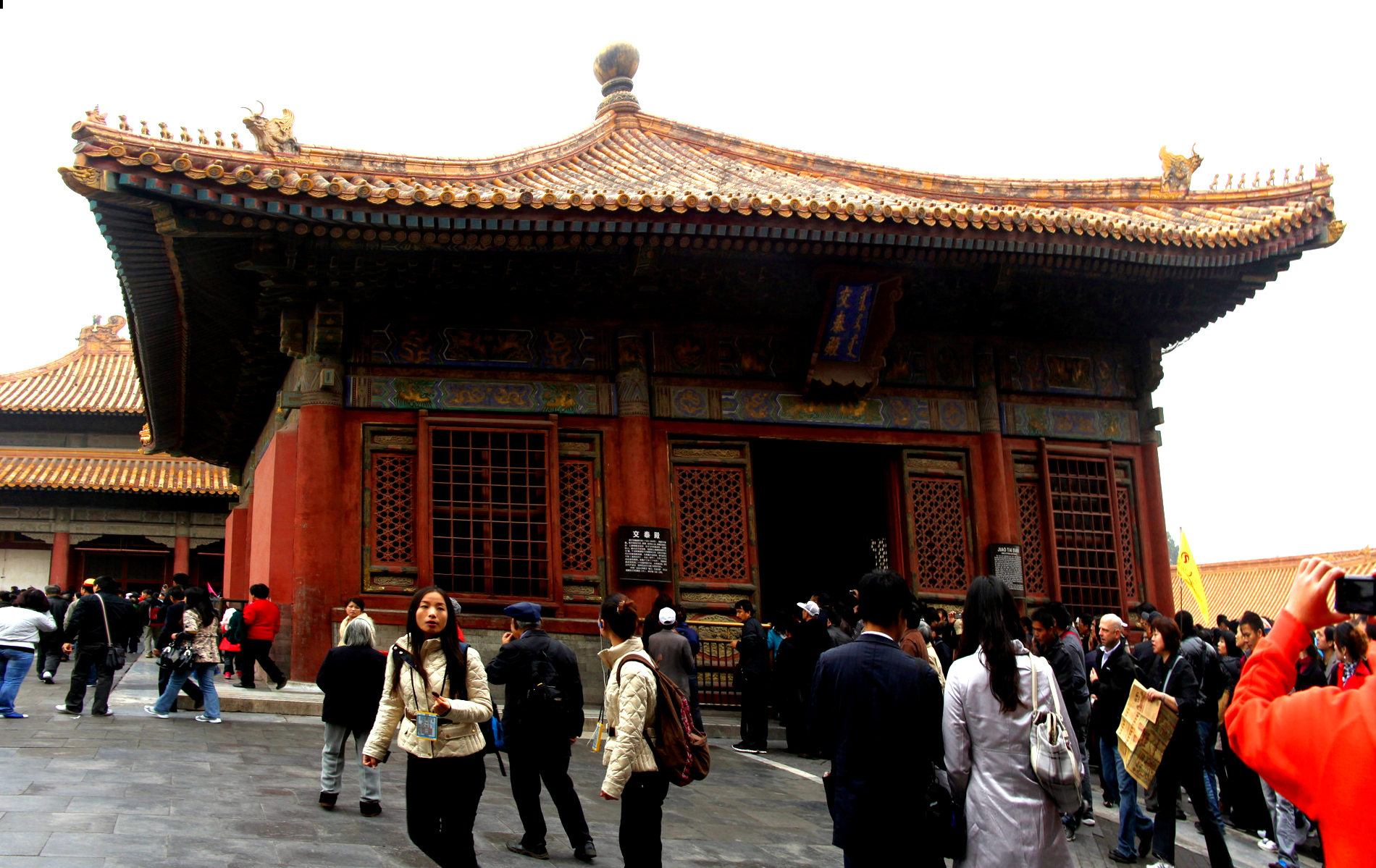
Cận cảnh bên ngoài Giao Thái Điện

Ở trung tâm của Nội Đình là một bộ ba cung điện (L). Từ phía nam, chúng lần lượt là: Càn Thanh Cung (乾清宮), Giao Thái Điện, Khôn Ninh Cung. Nhỏ hơn ba đại điện ở Ngoại Đình, ba cung điện trong Nội Đình là nơi ở chính thức của Hoàng đế và Hoàng hậu. Hoàng đế, đại diện cho Dương và Trời, sẽ ở Càn Thanh Cung (tương ứng với Quẻ Càn trong Kinh Dịch). Hoàng hậu, đại diện cho Âm và Đất, sẽ ở Khôn Ninh Cung (tương ứng với Quẻ Khôn). Giao Thái Điện nằm giữa hai cung, tượng trưng cho sự giao hòa âm dương.
Càn Thanh Cung (乾清宫) là cung đầu tiên trong Hậu Tam Cung, rộng 9 gian, sâu 5 gian, được xây dựng trên nền đá cẩm thạch đơn cấp với hai lớp mái, nối với Càn Thanh Môn ở phía nam bằng một lối đi được tôn cao. Vào thời nhà Minh, đây là nơi ở của Hoàng đế, cũng là nơi Chu hoàng hậu của Minh Tư Tông, hoàng đế người Hán cuối cùng, bị ép treo cổ tự vẫn. Đến thời Thanh, nơi này tiếp tục trở thành nơi ở của Hoàng đế. Tuy nhiên, từ thời Ung Chính Đế, Hoàng đế chuyển đến sống tại Dưỡng Tâm Điện (N) phía tây, để tỏ lòng kính trọng với Khang Hi Đế. Càn Thanh Cung trở thành nơi thiết triều của Hoàng đế. Trên trần của Càn Thanh Cung cũng được thiết kế một tảo tỉnh hình rồng cuộn. Phía trên ngai vàng có treo một tấm bảng ghi "Chính Đại Quang Minh" (正大光明). Chế độ "bí mật lập trữ" bắt đầu từ thời Ung Chính, chiếu thư chọn Trữ quân đều được đặt sau tấm biển này. Đây là một trong những cung điện quan trọng bậc nhất của phần Nội Đình, nhưng cũng là một trong những nơi bị phá hủy và trùng tu nhiều lần nhất, lần cuối cùng trùng tu là vào năm 1798 dưới thời Gia Khánh. Càn Thanh Cung có hai nhĩ điện lần lượt là:
- Chiêu Nhân Điện (昭仁殿) là điện phía đông của Cung Càn Thanh, từng là nơi ở của Khang Hi Đế, đến thời Càn Long thì được cải tạo trở thành nơi lưu trữ sách vở, tài liệu riêng của Hoàng đế.[107]
- Hoằng Đức Điện (弘德殿) là điện phía tây, là phòng làm việc, nơi truyền đi các mệnh lệnh của Hoàng đế.

Khôn Ninh Cung (坤寧宮) có hai lớp mái, rộng 9 gian và sâu 3 gian. Thời nhà Minh, đây là nơi ở của Hoàng hậu. Tới thời nhà Thanh, các nhà cai trị Mãn Thanh chuyển đổi phần lớn cung điện này, phục vụ các hoạt động thờ cúng Shaman giáo. Kể từ giai đoạn trị vì của Hoàng đế Ung Chính, Hoàng hậu phải rời khỏi Khôn Ninh Cung. Tuy nhiên, có hai căn phòng ở Khôn Ninh Cung vẫn được giữ lại, dùng cho đêm tân hôn của Hoàng đế. Ngay phía sau Khôn Ninh Cung chính là Khôn Ninh Môn (坤宁門), một trong những cổng nằm trên trục chính trung tâm của Tử Cấm Thành, nối Hậu Tam Cung với hoa viên phía sau. Giao Thái Điện có dạng hình vuông có phần mái chóp, là nơi lưu giữ 25 hoàng ấn của triều nhà Thanh cũng như nhiều vật phẩm nghi lễ khác.
Xung quanh Hậu Tam Cung được vây lại bởi một hành lang dài có mái che. Hành lang dài này thực chất là từng dãy nhà liên tiếp được thiết lập các cơ quan với nhiều chức năng khác nhau, trong đó có các kiến trúc chính:
- Nhật Tinh Môn (日精門) nằm ở đông nam của Càn Thanh Cung, cửa mở về phía đông, bên ngoài chính là bức tường dài chia Hậu Tam Cung và khu vực Đông Lục Cung.
- Nguyệt Hoa Môn (月华門) đối xứng với Nhật Tinh Môn, bên ngoài chính là bức tường dài chia Hậu Tam Cung và khu vực Tây Lục Cung.
- Đoan Ngưng Điện (端凝殿) nằm ở phía bắc của gian đặt đồng hồ và ngay phía đông của Càn Thanh Cung, rộng ba gian, cửa hướng về phía tây và mở ở gian chính giữa. Mặc dù có tên là "Điện" nhưng Đoan Ngưng Điện lại không được xây dựng theo hình dạng và cấu tạo của "Điện" thông thường. Đây là phòng quần áo của Hoàng đế nhà Thanh, trong đây bảo quản các loại quần áo, mũ nón, dây thắt lưng hay giày của Hoàng đế.
- Mậu Cần Điện (懋勤殿) rộng ba gian, nằm ngay phía tây của Hoằng Đức Điện. Cũng tương tự như Đoan Ngưng Điện, Mậu Cần Điện hoàn toàn không được xây theo quy chế của các "điện" thông thường. Đây từng là nơi đọc sách của Khang Hi khi còn nhỏ, về sau trở thành nơi cất giữ các dụng cụ văn phòng tứ bảo. Ngoài ra, Mậu Cần Điện cũng là nơi các Hoàng đế nhà Thanh quyết định phạm nhân bị tử hình sau mùa thu. Mỗi năm đến kỳ phán xét mùa thu, Hoàng đế sẽ đích thân ngự ở Mậu Cần Điện duyệt các chiêu sách (những quyển tự thú tội), các quan Đại học sĩ và Học sĩ của Nội các hay các quan của Hình bộ đều sẽ ở đây đợi dụ chỉ quyết định của Hoàng đế.

##### Ngự Hoa Viên
Phía sau Hậu Tam Cung là một khu vườn khá nhỏ, gọi là Ngự Hoa Viên (M). Tuy được thiết kế nhỏ gọn nhưng Ngự Hoa Viên có một số cảnh quan đặc biệt được bài trí rất công phu. Nơi này được xây dựng từ thời Minh và là hoa viên cung đình chính của Tử Cấm Thành. Trong khu vực Ngự Hoa Viên có các kiến trúc chính:

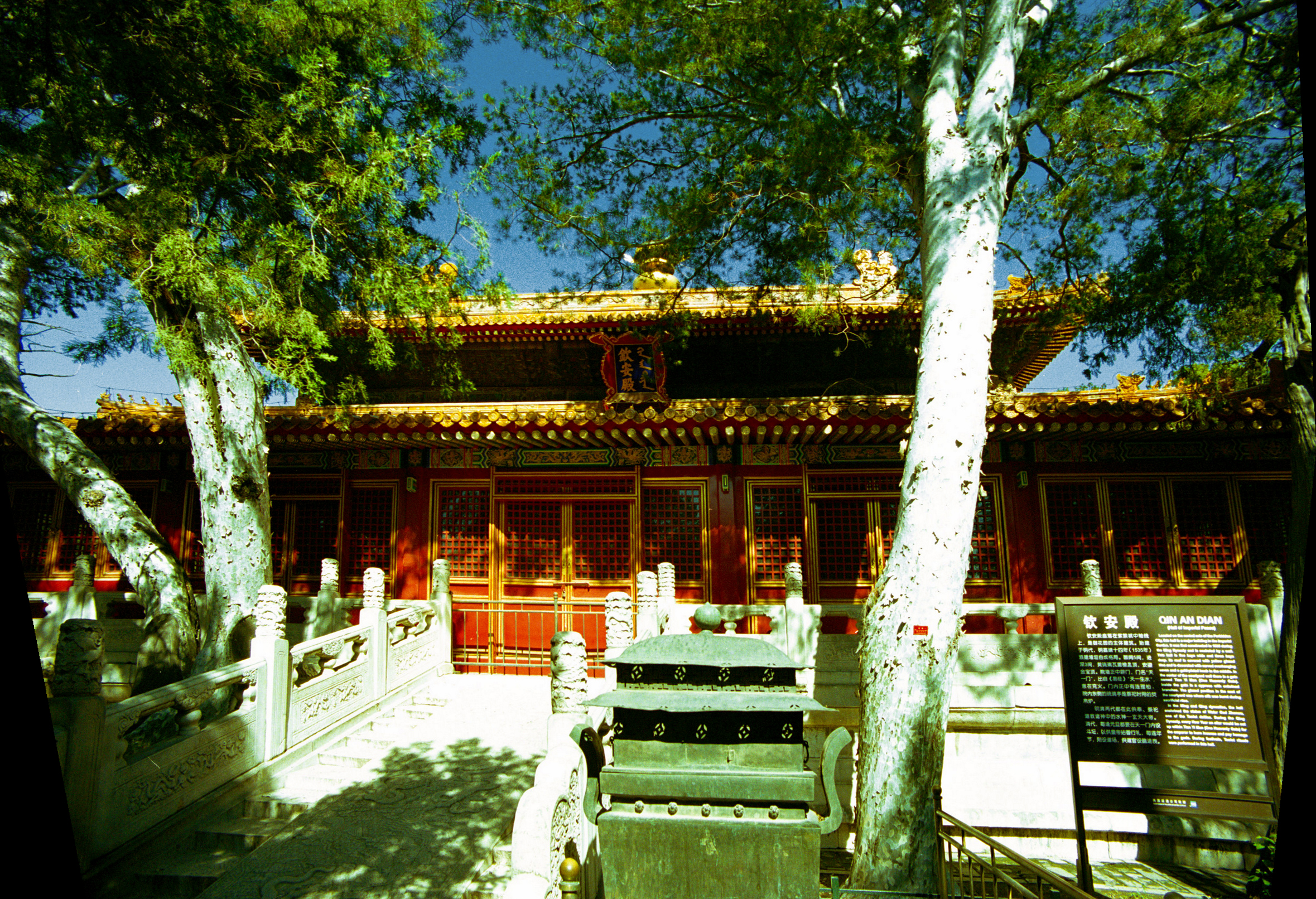
Khâm An Điện năm 2007

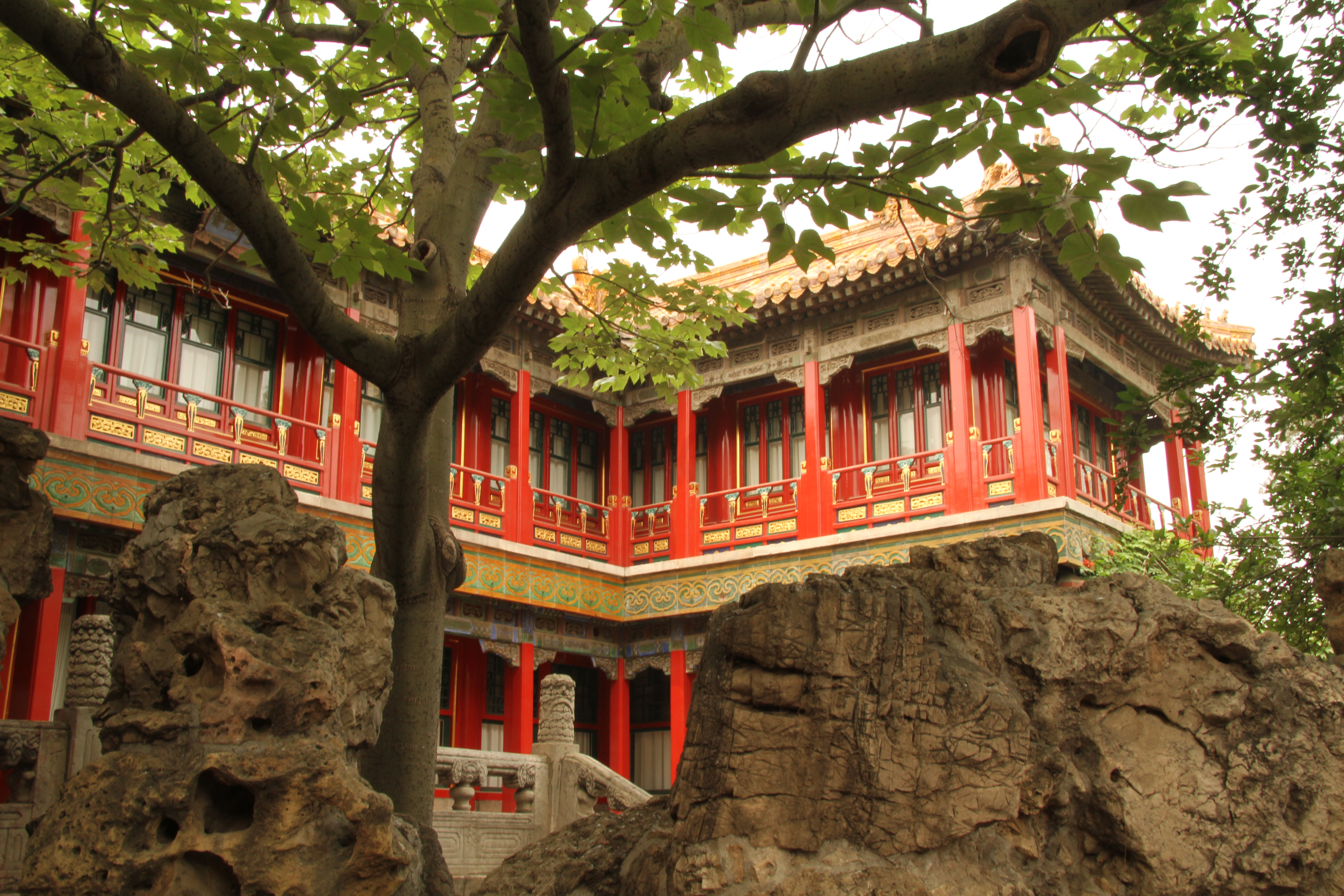
Dưỡng Tính Trai

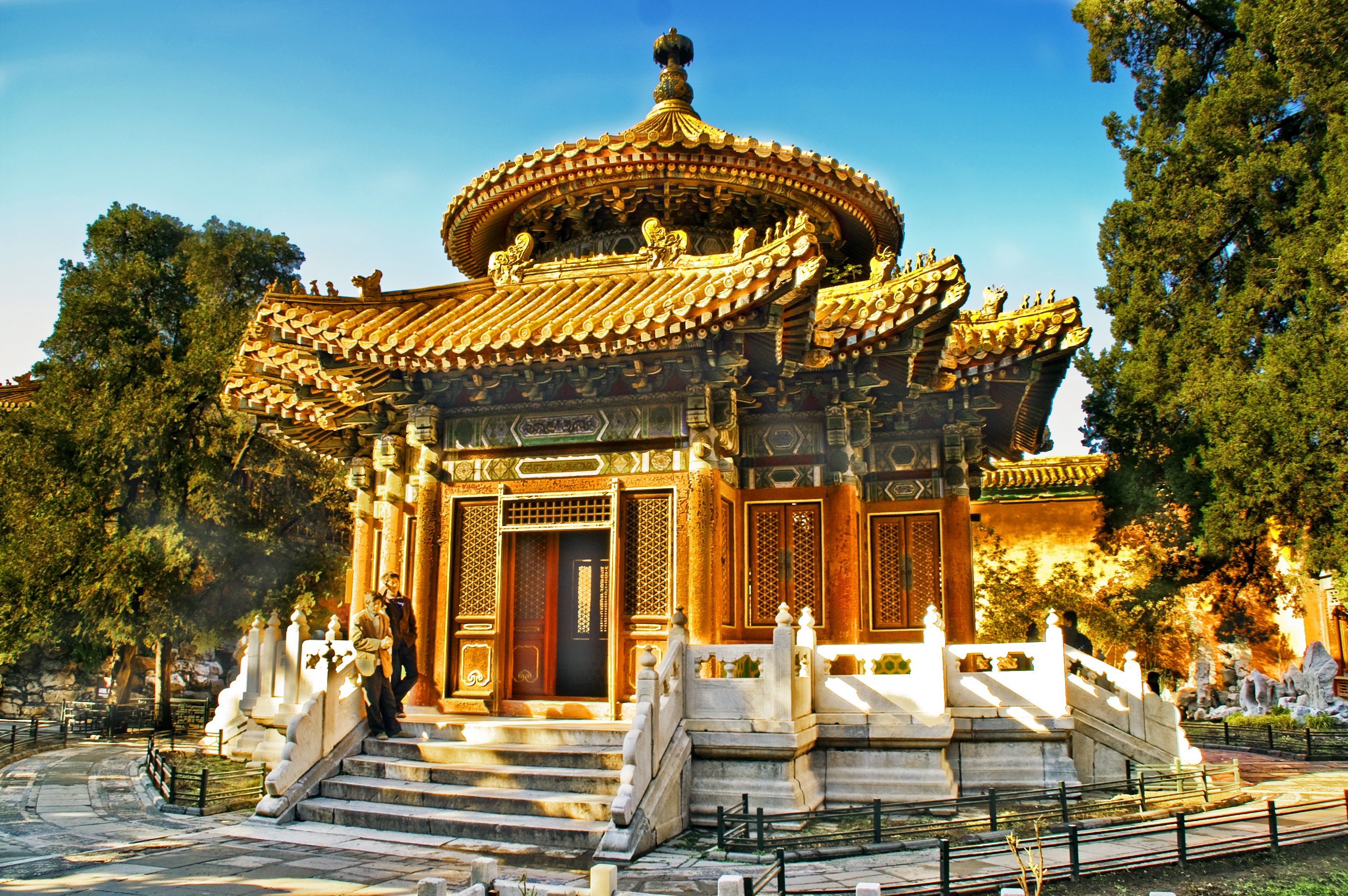
Thiên Thu Đình

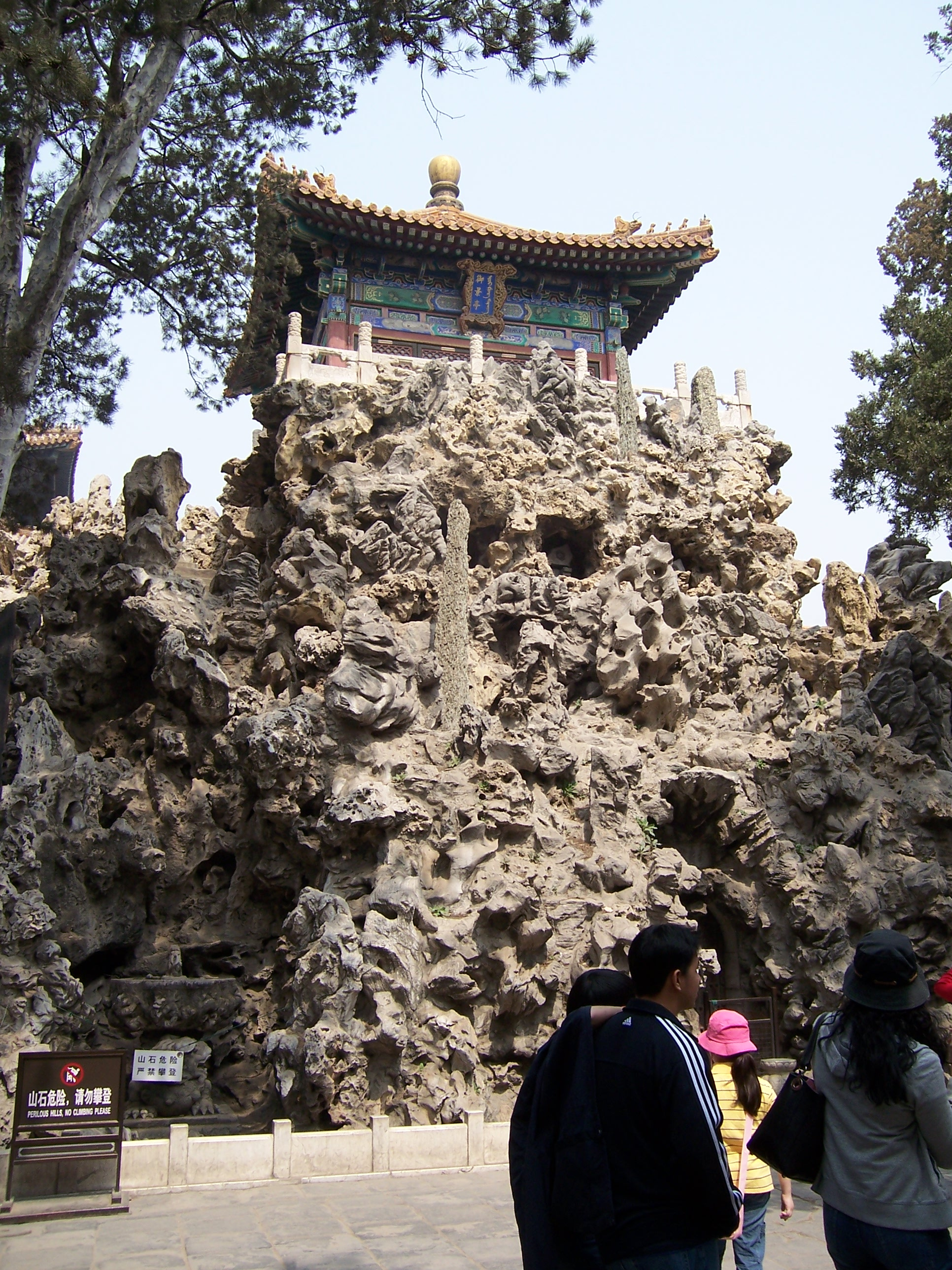
Đôi Tú Sơn và Ngự Cảnh Đình bên trên

- Thiên Nhất Môn (天一門) là cổng tiếp theo nằm trên trục chính của Tử Cấm Thành sau Khôn Ninh Môn. Nơi này được xây dựng từ năm 1535 thời Minh Thế Tông với tư cách là cổng chính của Khâm An Điện. Thiên Nhất Môn được thiết kế mái đơn lợp ngói lưu ly vàng, sử dụng kiến trúc đấu củng. Hai bên Thiên Nhất Môn là hai bức tường phù điêu lưu ly nối liền với cổng.[113]
- Khâm An Điện (钦安殿) nằm hơi lệch về phía bắc so với vị trí chính giữa của Ngự Hoa Viên, cùng nằm trên trục chính của Tử Cấm Thành, là nơi thờ cúng Huyền Thiên Thượng Đế. Nơi này được xây dựng vào năm 1420 thời Minh Thành Tổ, trên một bệ đá bằng bạch ngọc, rộng 5 gian, sâu 3 gian, trên mái lợp ngói lưu ly vàng. Thời Thanh, mỗi năm đến Nguyên đán sẽ lập một tế đàn ở đây, Hoàng đế sẽ đến thắp hương làm lễ. Trong các ngày tết, Khâm An Điện sẽ sắp xếp Đạo tràng, Đạo quan vào dâng rượu, dâng lễ.[114]
- Giáng Tuyết Hiên (绛雪轩) nằm ở phía đông nam của Ngự Hoa Viên, mặt xoay về hướng tây và sau lưng dựa vào tường vây của Ngự Hoa Viên, rộng 5 gian, lợp ngói lưu ly vàng. Tổng thể Giáng Tuyết Hiên có hình "凸", được trang trí với rất nhiều tác phẩm điêu khắc đá tinh xảo. Ban đầu, phía trước nơi này có trồng 5 gốc cây Hải đường, lúc cánh hoa rơi xuống được ví như bông tuyết rơi mùa đông, vì vậy mới được đặt tên là "Giáng Tuyết Hiên"[i]. Cuối thời Thanh, Từ Hi Thái hậu đã lệnh cho người đem hoa Thái Bình từ miền nam đến trồng thay cho Hải đường.[115]
- Dưỡng Tính Trai (养性斋) nằm đối xứng với Giáng Tuyết Hiên qua trục trung tâm. Nơi này vốn có tên là "Nhạc Chí Trai", đến thời Thanh thì đổi tên thành "Dưỡng Tính Trai". Đây là một lầu các có kiến trúc hai tầng, rộng 7 gian và cửa mở về hướng đông. Sau cuộc cải tạo vào năm Càn Long thứ 19 (1754), tổng thể Dưỡng Tính Trai nhìn từ trên xuống có hình "凹". Chính giữa lầu chính của Dưỡng Tính Trai có treo biển "Phi long tại thiên" do chính tay Khang Hi Đế viết. Gia Khánh và Đạo Quang rất thường đến nơi này. Giáo viên tiếng Anh của Phổ Nghi là Reginald Johnston đã từng sống ở đây.
- Vạn Xuân Đình (万春亭) và Thiên Thu Đình (千秋亭) phân biệt nằm hai bên đông tây của Ngự Hoa Viên, phía đông là Vạn Xuân Đình, tây là Thiên Thu Đình. Án theo phương hướng của thuyết ngũ hành, phía đông thuộc về mùa xuân, phía tây thuộc về mùa thu, vì vậy tên của hai đình này cũng được đặt theo như vậy.[116] Cả hai đình này đều được xây dựng vào năm 1536 thời Minh Thế Tông, là một đôi kiến trúc tương đồng về cả hình dáng và cấu trúc, chỉ có khác biệt một vài điểm nhỏ trong việc trang trí. Cả Vạn Xuân Đình và Thiên Thu Đình đều có sắc thái rực rỡ, tạo hình tinh xảo, có thể xem là đứng nhất trong các đình của Tử Cấm Thành.[117]
- Phù Bích Đình (浮碧亭) và Trừng Thụy Đình (澄瑞亭) nằm đối xứng nhau qua Khâm An Điện, lần lượt nằm về phía bắc của Vạn Xuân Đình và Thiên Thu Đình. Cả hai đều có mặt bằng tổng thể hình vuông, rộng 3 gian, được xây dựng vào năm 1583 triều Minh Thần Tông và xây thêm mái hiên phía trước vào năm 1732 triều Ung Chính. Trong Phù Bích Đình có một ao nước được dẫn trực tiếp từ sông hộ thành, bên trong có nuôi cá, trồng sen, tăng thêm cảnh sắc cho Ngự Hoa Viên.[118][119]
- Si Tảo Đường (摛藻堂) nằm ở hướng chính bắc của Phù Bích Đình, tựa lưng vào tường vây phía bắc của Ngự Hoa Viên, là nơi lưu trữ văn thư trong cung. Đến năm 1779 thời Càn Long thì "Tứ khố toàn thư oái yếu" được lưu giữ ở đây.[120]
- Vị Dục Trai (位育斋) nằm ở hướng chính bắc của Trừng Thụy Đình, được xây dựng vào thời Minh với tên gọi "Đối Dục Hiên", đến những năm Gia Tĩnh thì được đổi tên thành "Ngọc Phương Hiên" và đổi thành tên hiện nay vào thời Thanh. Đến những năm Ung Chính, nơi này trở thành một phật đường.[121]
- Đôi Tú Sơn (堆秀山), Ngự Cảnh Đình (御景亭) là một cụm kiến trúc nằm ở lệch phía đông bắc của Ngự Hoa Viên, giữa Thừa Quang Môn và Si Tảo Đường, bao gồm Ngự Cảnh Đình (đình ngắm cảnh) bên trên một hòn non bộ gọi là "Đôi Tú Sơn", phía bắc của Đối Tú Sơn là tường vây của Ngự Hoa Viên. Ngự Cảnh Đình vốn là nơi ngắm hoa của quan viên thời Minh, đến triều Minh Thần Tông thì được cải tạo thêm hòn non bộ. Sau khi cải tạo, nơi này trở thành nơi ngự của Hoàng đế và Hoàng hậu vào tiết "Trùng dương" (ngày 9 tháng 9 âm lịch). Đứng từ Ngự Cảnh Đình có thể nhìn bao quát cả Tử Cấm Thành, có thể thấy được cả Cảnh Sơn và Tây Uyển.[122][123]
- Diên Hy Các (延晖阁) nằm ở phía tây bắc và dựa lưng vào tường vây phía bắc của của Ngự Hoa Viên. Vào thời nhà Minh, nơi này có tên "Thanh Vọng Các", đến thời Thanh thì đổi tên như hiện nay. Nơi này cũng như Ngự Cảnh Đình đối xứng với nó ở phía đông, là một nơi ngắm cảnh của hoàng gia. Các Hoàng đế nhà Thanh như Càn Long, Đạo Quang, Hàm Phong rất thường đến nơi này ngắm cảnh, ngâm thơ.[124]

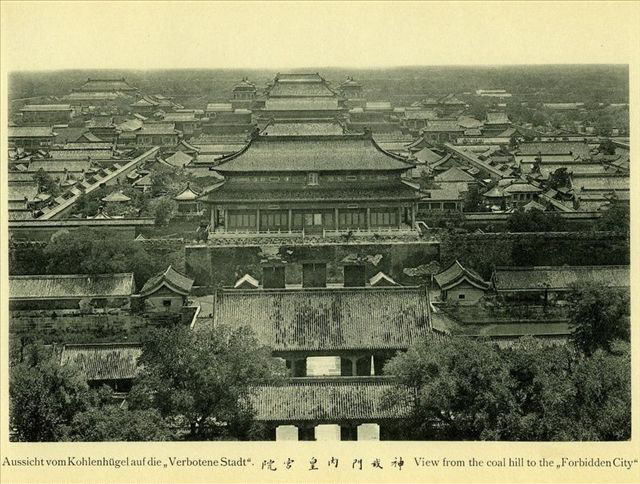
Hình ảnh Thần Vũ Môn vào khoảng năm 1900 – 1903 nhìn từ Cảnh Sơn

Phía bắc khu vườn lần lượt là Thừa Quang Môn, Thuận Trinh Môn và Thần Vũ Môn:
- Thừa Quang Môn (承光門) nằm bên trong Thuận Trinh Môn và được xây dựng từ thời Minh. Trên cổng có rất nhiều hoa văn trang trí, có tác dụng như một tấm bình phong lớn.[125]
- Thuận Trinh Môn (顺贞門) là cổng phía bắc của Ngự Hoa Viên, vốn tên là "Khôn Ninh Môn" vào thời Minh. Đây là đường đi quan trọng dẫn từ nội đình ra Thần Vũ Môn; khi Hoàng hậu phải đến Tiên Tàm Đàn ở Tây Uyển để làm lễ tế Thần tằm hay đến Viên Minh Viên, Thọ Hoằng Điện đều phải đi quan Thuận Trinh Môn. Cổng này cấm không cho phép người không phận sự đi qua, nhưng cũng là cổng để Tú nữ tiến vào Tử Cấm Thành trong kỳ tuyển tú của nhà Thanh. Hiện kiến trúc cổng này được bảo tồn hoàn hảo.[126]
- Thần Vũ Môn (神武門) là cổng phía bắc của toàn bộ Tử Cấm Thành, được xây dựng vào năm 1420 thời Minh Thành Tổ với tên "Huyền Vũ Môn", sau này vì kỵ húy "Huyền Diệp" của Khang Hi Đế mà đổi tên như hiện nay. Ở Thần Vũ Môn từng đặt chuông và trống, do Loan nghi vệ quản lý. Mỗi ngày vào lúc hoàng hôn, chuông sẽ vang lên 108 tiếng, sau đó là trống canh một. Thần Vũ Môn là "cổng sau" của hoàng cung, là nơi ra vào của Hoàng hậu hai triều Minh–Thanh khi tiến hành "Thân Tàm lễ". Năm 1924, khi Phổ Nghi và gia đình bị trục xuất khỏi hoàng cung, thời điểm xuất cung ngày hôm ấy cũng là từ Thần Vũ Môn.[127]

#### Trục phía tây

##### Dưỡng Tâm Điện
Phía tây Nội Đình là Dưỡng Tâm Điện (N). Điện được xây dựng từ những năm Gia Tĩnh của triều Minh, từng là tẩm cung của Minh Thần Tông. Đầu triều Thanh, Thuận Trị Đế đã qua đời tại đây. Tuy ban đầu chỉ là một cung điện nhỏ, nhưng Dưỡng Tâm Điện dần trở thành nơi sống và làm việc thực tế của các Hoàng đế từ thời Ung Chính. Trong những thập niên cuối của triều đại nhà Thanh, các hoàng hậu, bao gồm cả Từ Hi, đã tổ chức thiết triều ở phần phía đông của Dưỡng Tâm Điện. Nằm xung quanh Dưỡng Tâm Điện là Quân Cơ Xứ cùng các cơ quan chính phủ trọng yếu khác.
Dưỡng Tâm Điện có cấu trúc hình "工" với tiền điện rộng 3 gian. Bảo tọa của Hoàng đế được đặt ở trung tâm của gian giữa, phía trên trên là tấm biển "Trung Chính Nhân Hòa" do đích thân Ung Chính viết. Phía đông của gian giữa chính là Đông Noãn các, là nơi Từ An và Từ Hi Thái hậu thùy liêm thính chánh. Riêng Tây Noãn các được chia làm nhiều phần nhỏ, có nơi giành cho Hoàng đế phê duyệt tấu chương, bàn việc cơ mật với đại thần, cũng có một nơi chuyên dụng để Càn Long đọc sách gọi là "Tam Hi Đường"; ngoài ra còn có một Phật đường nhỏ và "Mai Ổ" nổi tiếng – nơi Càn Long nghỉ ngơi sau khi trở thành Thái thượng hoàng.
Hậu điện của Dưỡng Tâm Điện chính là tẩm cung của Hoàng đế, tổng cộng rộng 5 gian, gian nhỏ phía đông tây đều được thiết đặt giường ngủ, thuận tiện cho Hoàng đế nghỉ ngơi. Hai bên của hậu điện đều có những dãy phòng nghỉ, mỗi dãy rộng 5 gian. 5 gian phía đông chính là nơi Hoàng hậu ở tạm khi theo hầu Hoàng đế, 5 gian phía tây giành cho các phi tần. Trong giai đoạn Lưỡng cung Thái hậu thùy liêm cho Đồng Trị, Từ An Thái Hậu đã ở tại "Thể Thuận Đường" phía đông còn Từ Hi Thái hậu ở tại "Yến Hi Đường" phía tây. Xung quanh đều sắp xếp rất nhiều dãy phòng, thuận tiện cho các phi tần ở tạm khi theo hầu các vị Thái hậu.
Từ tháng 12 năm 2015, Viện Bảo tàng Cố Cung bắt đầu khởi động dự án nghiên cứu bảo tồn Dưỡng Tâm Điện, quyết định đóng cửa nơi này, từ chối khách tham quan. Đến tháng 9 năm 2018 thì điện này bắt đầu được trùng tu.

##### Khu vực Trọng Hoa Cung

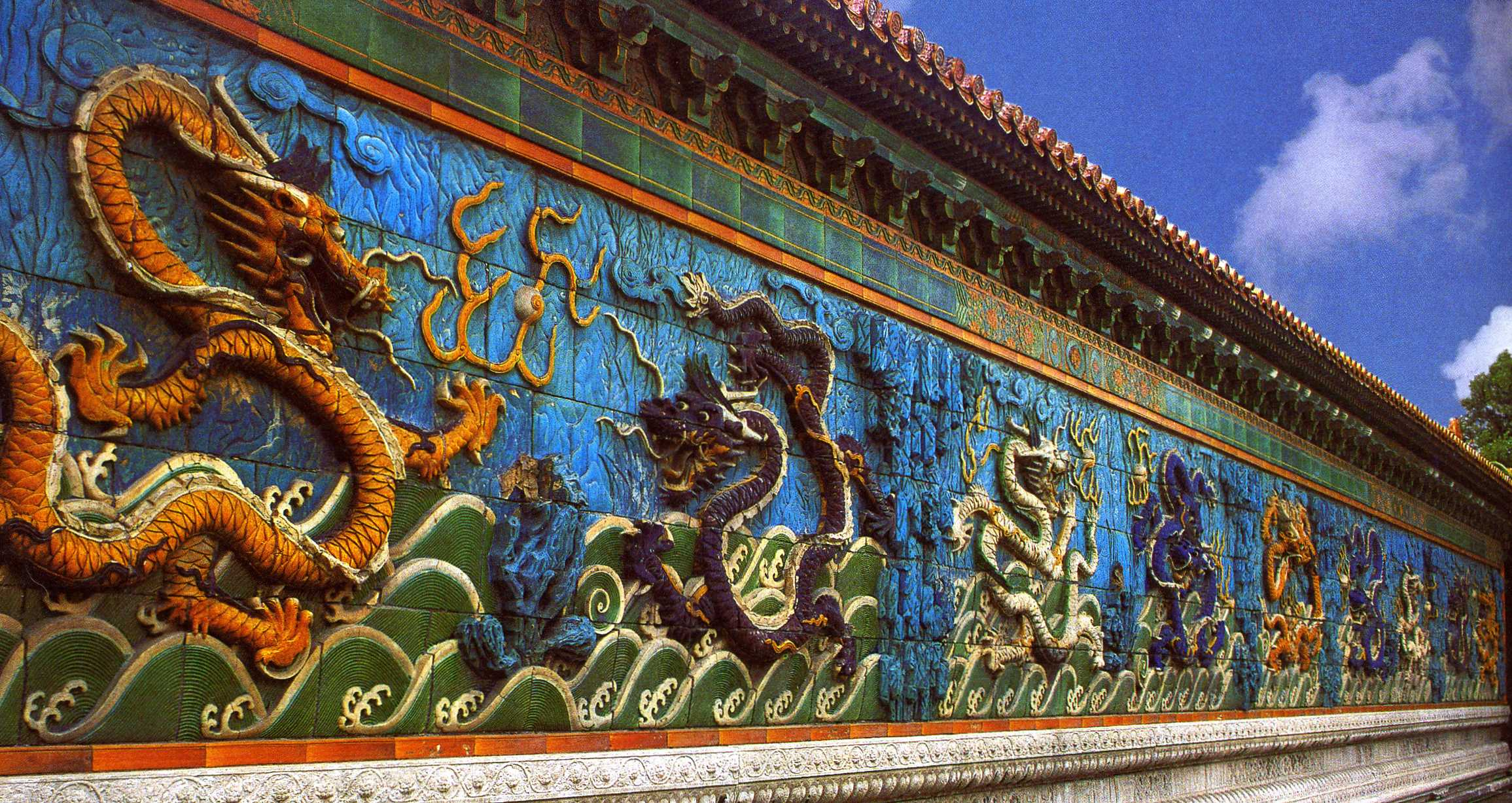
Bức Cửu Long Bích ở Ninh Thọ Cung

Phía đông bắc Nội Đình là Ninh Thọ Cung (寧壽宮) (O), một khu phức hợp được Càn Long Đế cho xây dựng trước khi thoái vị. Ninh Thọ Cung là một mô hình thu nhỏ của Tử Cấm Thành, cũng có "ngoại đình", "nội đình", hoa viên và đền đài. Lối vào Ninh Thọ Cung được trang trí bằng bức tường hình chín con rồng làm từ đá lát tráng men, gọi là là Cửu Long Bích (九龙壁). Bảo tàng Cố cung và Quỹ Di tích toàn cầu đang hợp tác trùng tu toàn bộ Ninh Thọ Cung, trong một dự án dài hạn dự kiến hoàn thành vào năm 2017.

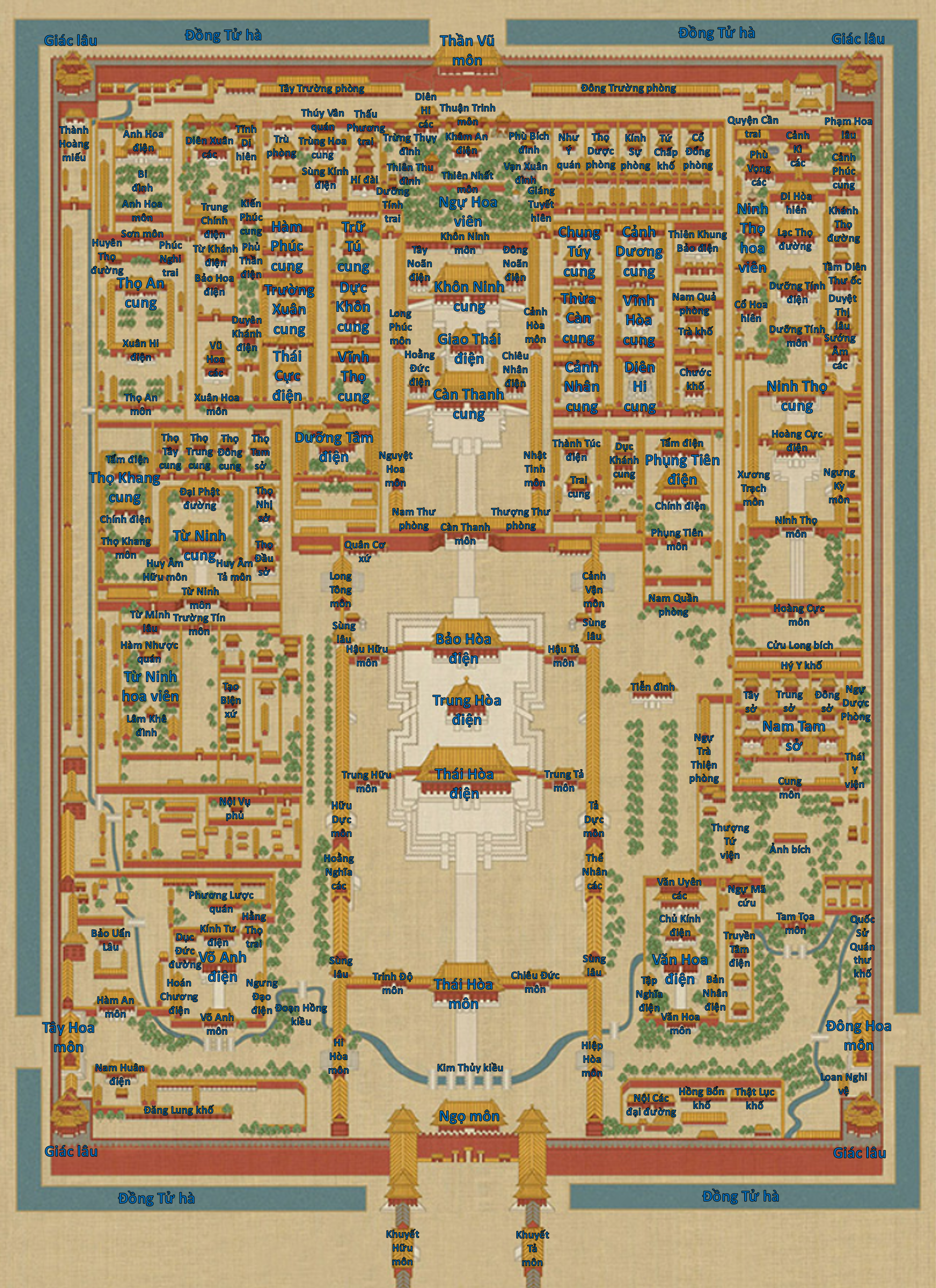
Các kiến trúc chính trong Tử Cấm Thành

#### Đông Lục Cung và Tây Lục Cung
Mỗi bên đông tây của Hậu Tam Cung ở Nội Đình là sáu cung điện nhỏ hơn, gọi là Đông Lục Cung và Tây Lục Cung. Đây nơi ở của hoàng hậu, phi tần và con cái của Hoàng Đế. Mười hai cung này được nối với nhau bằng các lối đi, có kiến trúc ít nhiều tương đồng nhau. Cả Đông Lục Cung và Tây Lục Cung đều được quy hoạch chia làm hai bên, mỗi bên ba cung điện nhỏ, ngăn cách bằng một con đường hẹp từ bắc xuống nam. Mỗi cung đều có sân, điện chính và điện phụ. Điện chính nằm giữa, còn điện phụ nằm ở hai bên đông, tây. Sân trước và chính điện trước là nơi tiếp khách, còn sân sau và chính điện sau thì được dùng làm nơi sinh hoạt.
Thê thiếp từ bậc Tần trở lên được vinh dự ở chính điện của một cung và là chủ vị của cung đó. Thê thiếp bậc thấp (Quý nhân trở xuống) sống trong điện phụ, được giám sát bởi các thê thiếp bậc cao hơn. Mười hai cung điện nhỏ là nơi sinh ra và lớn lên của nhiều vị Hoàng đế nhà Thanh, cũng là nơi mà họ được học tập lối sống hoàng gia. Cuối thời nhà Thanh, Từ Hi Thái hậu ở tại Trữ Tú cung, thuộc Tây Lục Cung nên được gọi là "Tây Thái hậu". Người đồng nhiếp chính với bà, Từ An Thái hậu, sống ở Chung Túy cung, thuộc Đông Lục Cung, nên được gọi là "Đông Thái hậu".
Sau đây là danh sách 12 cung:
- Tây Lục Cung
  - Vĩnh Thọ Cung (永壽宮)
  - Dực Khôn Cung (翊坤宮)
  - Trữ Tú Cung (储秀宫)
  - Khải Tường Cung / Thái Cực Điện (啟祥宮 / 太极殿)
  - Trường Xuân Cung (長春宮)
  - Hàm Phúc Cung (鹹福宮)
- Đông Lục Cung
  - Cảnh Nhân Cung (景仁宮)
  - Thừa Càn Cung (承乾宮)
  - Chung Túy Cung (鍾粹宮)
  - Diên Hi Cung (延禧宮)
  - Vĩnh Hòa Cung (永和宮)
  - Cảnh Dương Cung (景陽宮)

#### Từ Ninh Cung và Thọ Khang Cung
Phía tây Nội Đình là khu vực "Quả Phụ Viện" (寡婦院), gồm Từ Ninh Cung (慈寧宮), Thọ Khang Cung (壽康宮) và một số cung điện khác cho các thê thiếp góa bụa của các Hoàng đế đời trước sinh sống. Theo quan niệm phong kiến, thê thiếp của các bậc Tiên đế không nên ở gần các Hoàng đế đương nhiệm, vì vậy sau khi một Hoàng đế qua đời, thê thiếp của Hoàng đế đó phải chuyển từ Đông Tây Lục Cung đến khu Quả Phụ Viện. Từ Ninh Cung được xây dựng bởi Thuận Trị trong vòng mười năm để phụng dưỡng sinh mẫu là Hiếu Trang Hoàng Thái hậu. Ngoài ra, các thê thiếp khác của Hoàng Thái Cực là Ý Tĩnh Đại Quý phi và Khang Huệ Thục phi cũng ở đây. Khi Thuận Trị qua đời, Khang Hi lại cho xây dựng Ninh Thọ Cung để làm nơi ở cho thê thiếp của Thuận Trị. Khi Ung Chính lên ngôi, sinh mẫu Đức Phi không nhận tôn hiệu Hoàng Thái hậu và cũng không dọn ra Ninh Thọ Cung, mà bà vẫn ở Vĩnh Hòa Cung đến khi qua đời. Sau khi Càn Long lên ngôi, nhiều phi tần của Khang Hi vẫn còn sống và đều đang ở Ninh Thọ Cung, vì vậy sinh mẫu của Càn Long là Sùng Khánh Hoàng Thái hậu không có chỗ ở (Từ Ninh Cung từ khi Hiếu Trang Hoàng Thái hậu qua đời vào năm Khang Hi thứ 26 thì không còn người ở nữa). Vì vậy, Sùng Khánh Hoàng thái hậu tạm thời ở Cảnh Nhân Cung, còn các phi tần khác của Ung Chính là Dụ Quý phi, Tề phi, Khiêm phi thì trú tại Thừa Càn Cung và Chung Túy Cung. Để phụng dưỡng Thái hậu, Càn Long đã cho xây dựng Thọ Khang Cung ở phía tây của Từ Ninh Cung từ năm Ung Chính thứ 13 (ngày 4 tháng 12) đến năm Càn Long thứ nhất (ngày 24 tháng 10). Ngoài ra, Càn Long còn cho sửa lại khu vực phía sau Từ Ninh Cung thành Thọ Tam Cung (Thọ Tây Cung, Thọ Trung Cung, Thọ Đông Cung) và phía đông của Từ Ninh Cung thành Thọ Tam Sở (Thọ Đầu Sở, Thọ Nhị Sở, Thọ Tam Sở) cho các góa bụa của Ung Chính dọn từ Đông Lục Cung đến trú.

### Tôn giáo

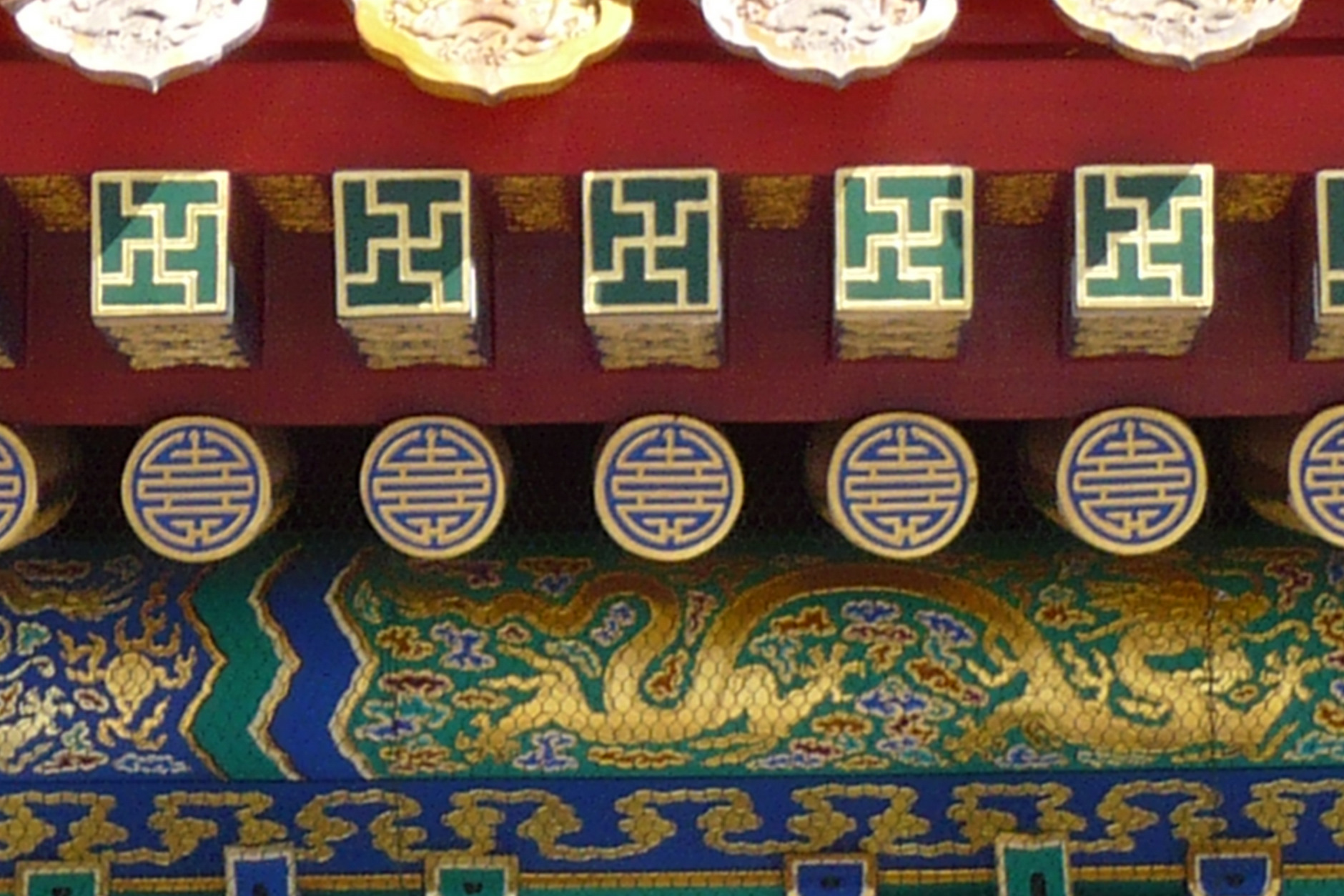
Các thiết kế họa tiết chữ Vạn và chữ Thọ có thể nhìn thấy khắp Hoàng Thành

Tôn giáo giữ một vị trí quan trọng trong đời sống chốn cung đình. Thời nhà Thanh, Khôn Ninh Cung trở thành nơi tổ chức các nghi lễ Shaman giáo của người Mãn. Đồng thời, Đạo giáo bản địa vẫn tiếp tục đóng vai trò quan trọng trong suốt hai triều đại Minh và Thanh. Có hai điện thờ Đạo giáo trong Tử Cấm Thành, một ở Ngự Hoa Viên và một ở phần trung tâm Nội Đình.
Một hình thức tôn giáo thịnh hành khác trong cung đình nhà Thanh là Phật giáo. Có một số ngôi đền và điện thờ nằm rải rác khắp Nội Đình, bao gồm cả Phật giáo Tây Tạng (Lạt Ma giáo). Các biểu tượng Phật giáo cũng được áp dụng phổ biến trong trang trí nội thất ở nhiều tòa nhà. Trong số này, Vũ Hoa Các là một trong những công trình nổi tiếng nhất. Tòa nhà này chứa một số lượng lớn các bức tượng Phật giáo, biểu tượng, và mạn–đà–la, được sắp xếp theo nghi lễ.

### Vòng ngoài

Vị trí của Tử Cấm Thành ở trung tâm lịch sử của Bắc Kinh

Ba mặt Tử Cấm Thành là các khu vườn hoàng gia. Phía bắc là Công viên Cảnh Sơn, còn gọi là Đồi phòng vệ, một ngọn đồi nhân tạo được đắp từ phần đất đào hào và hồ ở khu vực lân cận.
Ở phía tây Tử Cấm Thành là Trung Nam Hải, trước đây từng là một khu vườn hoàng gia, nằm giữa hai hồ nước thông nhau, hiện đang là trụ sở trung tâm của Đảng Cộng sản Trung Quốc và Quốc vụ viện Cộng hòa Nhân dân Trung Hoa. Về phía tây bắc là Công viên Bắc Hải, cũng nằm giữa một vài hồ nước nối với phía nam và là một công viên hoàng gia nổi tiếng.
Ở phía nam Tử Cấm Thành là hai ngôi đền quan trọng – Đền thờ Tiên đế (Thái Miếu) (tiếng Trung: 太廟; bính âm: Tàimiào) và Bắc Kinh Xã Tắc đàn (tiếng Trung: 社稷壇; bính âm: Shèjìtán), những nơi mà Hoàng đế tỏ lòng tôn kính với linh hồn tổ tiên và tinh thần dân tộc. Ngày nay, hai địa điểm trên lần lượt là Hội trường Văn hóa Nhân dân lao động Bắc Kinh và Công viên Trung Sơn (với mục đích tưởng niệm Tôn Trung Sơn).
Ở phía nam Tử Cấm Thành là hai cổng thành gần giống nhau, nằm dọc theo trục chính. Đó là Đoan Môn (tiếng Trung: 端门; bính âm: Duānmén) và Thiên An Môn nổi tiếng hơn, treo ảnh chân dung Mao Trạch Đông ở chính giữa và hai tấm biển ở hai bên trái, phải có tiêu đề lần lượt là: "Cộng hòa Nhân dân Trung Hoa muôn năm" (tiếng Trung: 中华人民共和国万岁; bính âm: zhōnghuárénmíngònghéguówànsuì) và "Đại đoàn kết nhân dân thế giới muôn năm" (tiếng Trung: 世界人民大团结万岁; bính âm: shìjièrénmíndàtuánjiéwànsuì). Thiên An Môn kết nối khu vực Tử Cấm Thành với trung tâm hiện đại, mang tính biểu tượng của nhà nước Trung Quốc, Quảng trường Thiên An Môn.
Mặc dù sự phát triển đô thị được kiểm soát chặt chẽ trong và xunh quanh Tử Cấm Thành, trong thế kỷ qua, việc phá hủy và tái thiết không kiểm soát, đôi khi có động cơ chính trị, đã làm thay đổi đặc điểm của các khu vực lân cận khu phức hợp cung điện. Kể từ năm 2000, chính quyền thành phố Bắc Kinh đã nỗ lực ngăn chặn các cơ quan chính phủ và quân đội chiếm đóng một số tòa nhà lịch sử, đồng thời đã thiết lập một công viên xung quanh những phần còn lại của các bức tường bao quanh Hoàng Thành. Năm 2004, một sắc lệnh liên quan đến chiều cao của các tòa nhà và các hạn chế về quy hoạch đô thị đã được đổi mới, để thiết lập khu vực Hoàng Thành và phía bắc của thành phố như một vùng đệm cho Tử Cấm Thành. Năm 2005, Hoàng thành và Bắc Hải (như một hạng mục mở rộng của Di Hòa Viên) được đưa vào danh sách rút gọn Di sản thế giới tiếp theo ở Bắc Kinh.

## Kiến trúc

### Biểu trưng

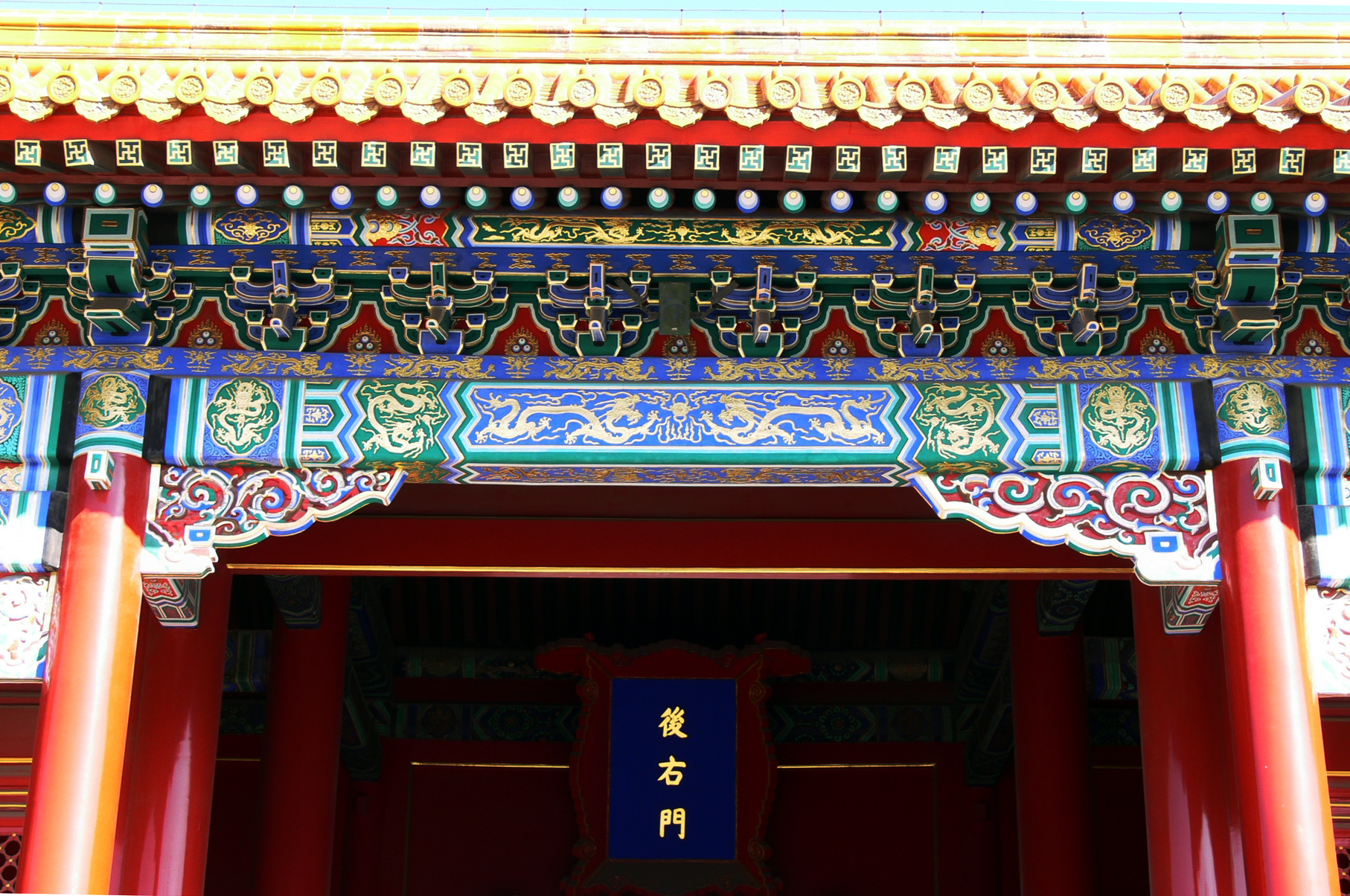
Họa tiết màu trang trí cung điện

Thiết kế của Tử Cấm Thành, từ bố cục tổng thể đến từng chi tiết nhỏ nhất, đều được lên kế hoạch tỉ mỉ để phản ánh các nguyên tắc triết học, tôn giáo, và trên hết là tượng trưng cho sự uy nghiêm của quyền lực Hoàng đế. Một vài ví dụ đáng chú ý về các thiết kế mang tính biểu trưng bao gồm:
- Màu vàng là màu của Hoàng đế. Vì vậy, hầu như tất cả các mái nhà trong Tử Cấm Thành đều được lợp ngói tráng men màu vàng. Chỉ có hai ngoại lệ. Thư viện tại Văn Uyên Các (文渊阁) được lợp ngói màu đen vì màu đen liên hệ với nước, được tin rằng sẽ có tác dụng ngăn hỏa hoạn. Tương tự, dinh thự của các Thái tử được lợp ngói màu xanh lá cây vì màu xanh lá cây liên hệ với với gỗ, đại diện cho sự phát triển.[60]
- Các đại điện chính của Ngoại Đình và Nội Đình đều được bố trí theo nhóm bộ ba – hình dạng của quẻ Càn,[j] đại diện cho Trời. Mặt khác, các dinh thự của Nội Đình được sắp xếp theo nhóm bộ sáu – hình dạng của quẻ Khôn,[k] đại diện cho Đất.[28]
- Gờ dốc của mái nhà được trang trí bằng một hàng bức tượng người cưỡi phượng hoàng, theo sau là một con rồng Trung Hoa. Số lượng bức tượng thể hiện tính chất của tòa nhà – một tòa nhà nhỏ sẽ có 3 hoặc 5 bức tượng. Thái Hòa Điện là tòa nhà duy nhất được phép có tới mười bức tượng trên mái nhà. Do đó, bức tượng thứ mười trên mái nhà Thái Hòa Điện được gọi là "hàng thập" (tiếng Trung: 行十; bính âm: Hángshí),[146] cũng là độc nhất trong Tử Cấm Thành.[147]
- Cách bố trí các tòa nhà tuân theo các phong tục cổ xưa được nêu trong Kinh Lễ. Vì vậy, đền thờ tổ tiên phải nằm phía trước cung điện. Khu vực lưu trữ nằm phía trước khu phức hợp cung điện còn các dinh thự thì nằm phía sau.[148]

## Bộ sưu tập

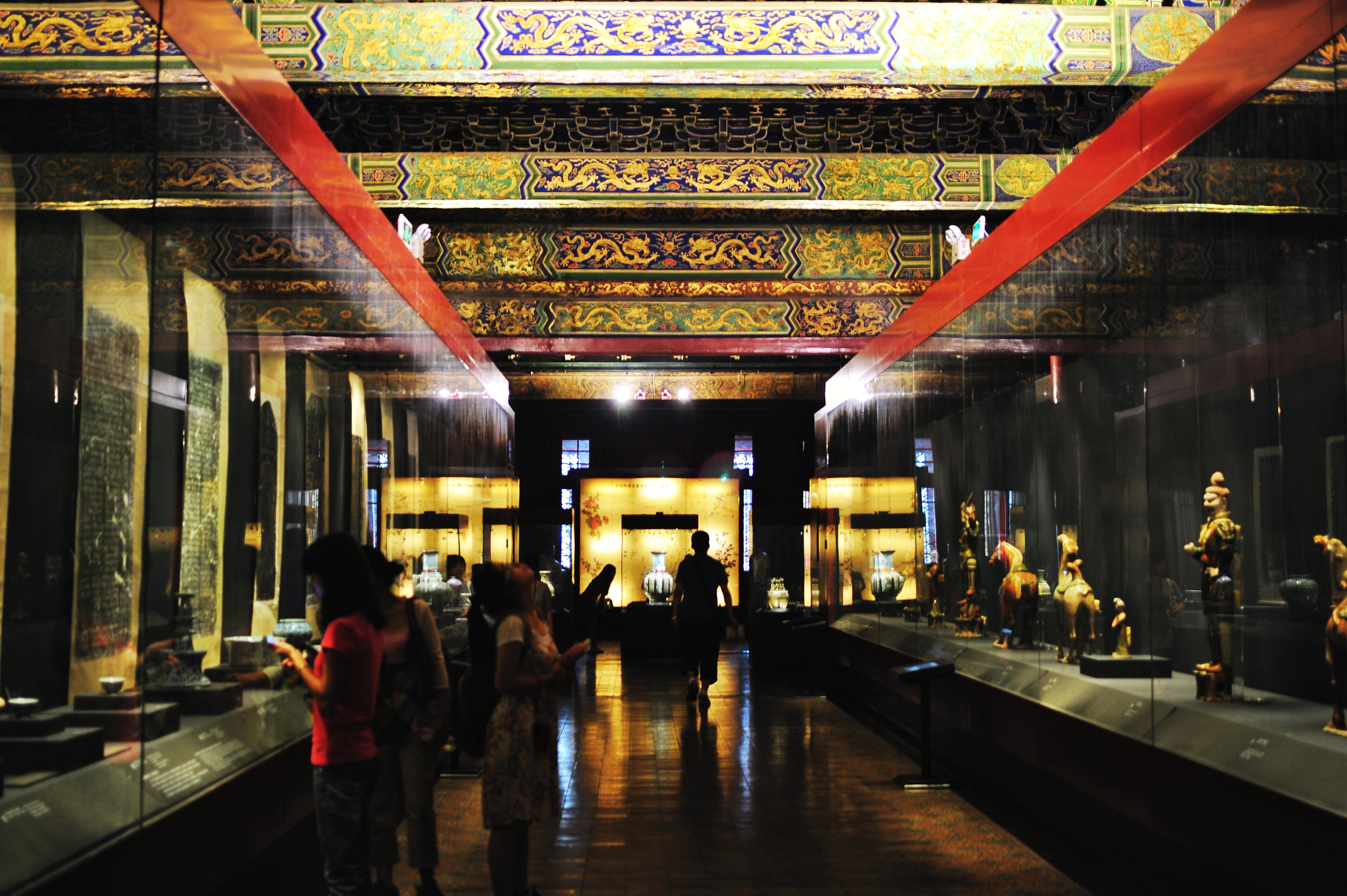
Bảo tàng cố cung trưng bày hiện vận dọc hành lang nối

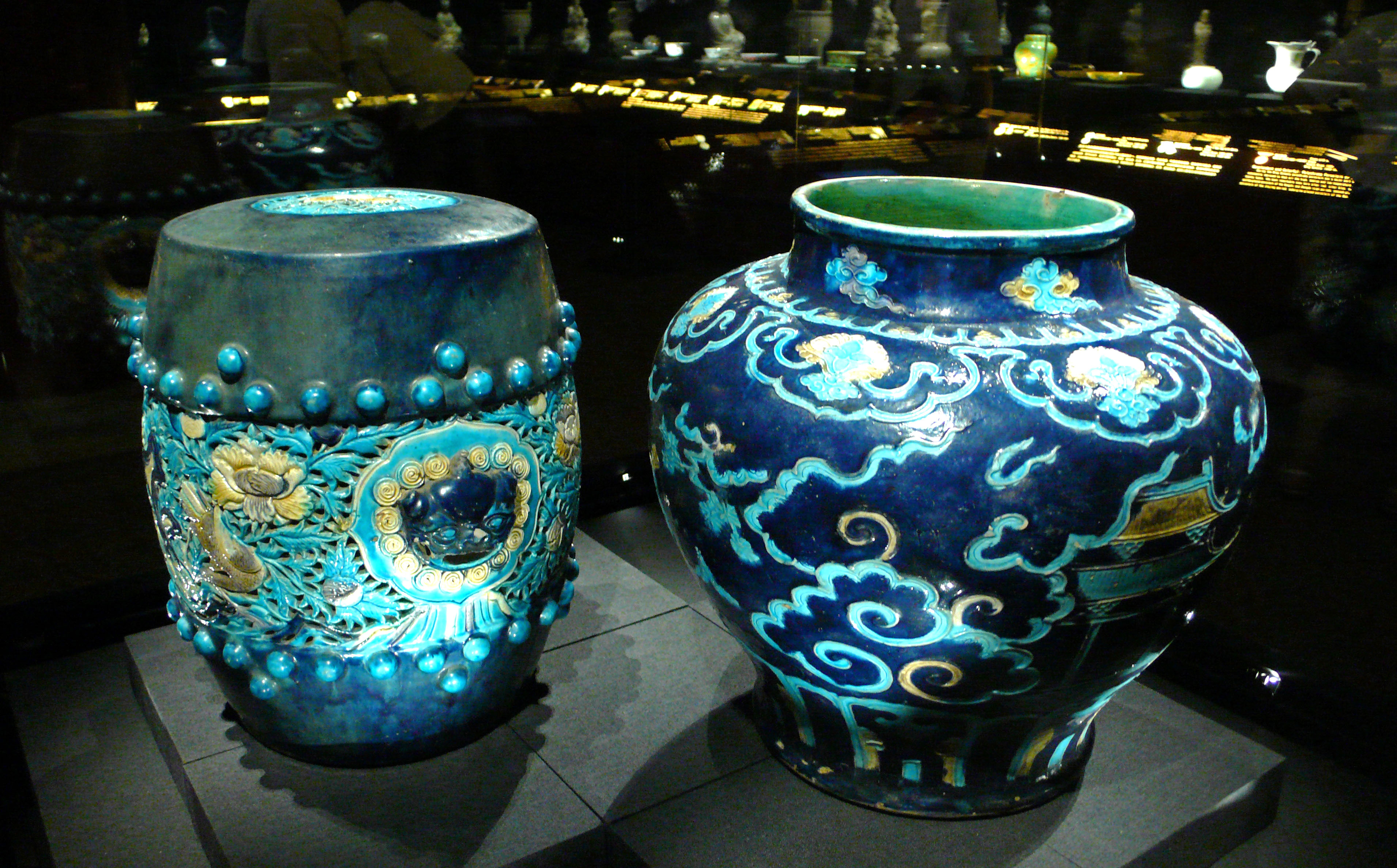
Hai món "đồ sứ xanh" thời nhà Thanh

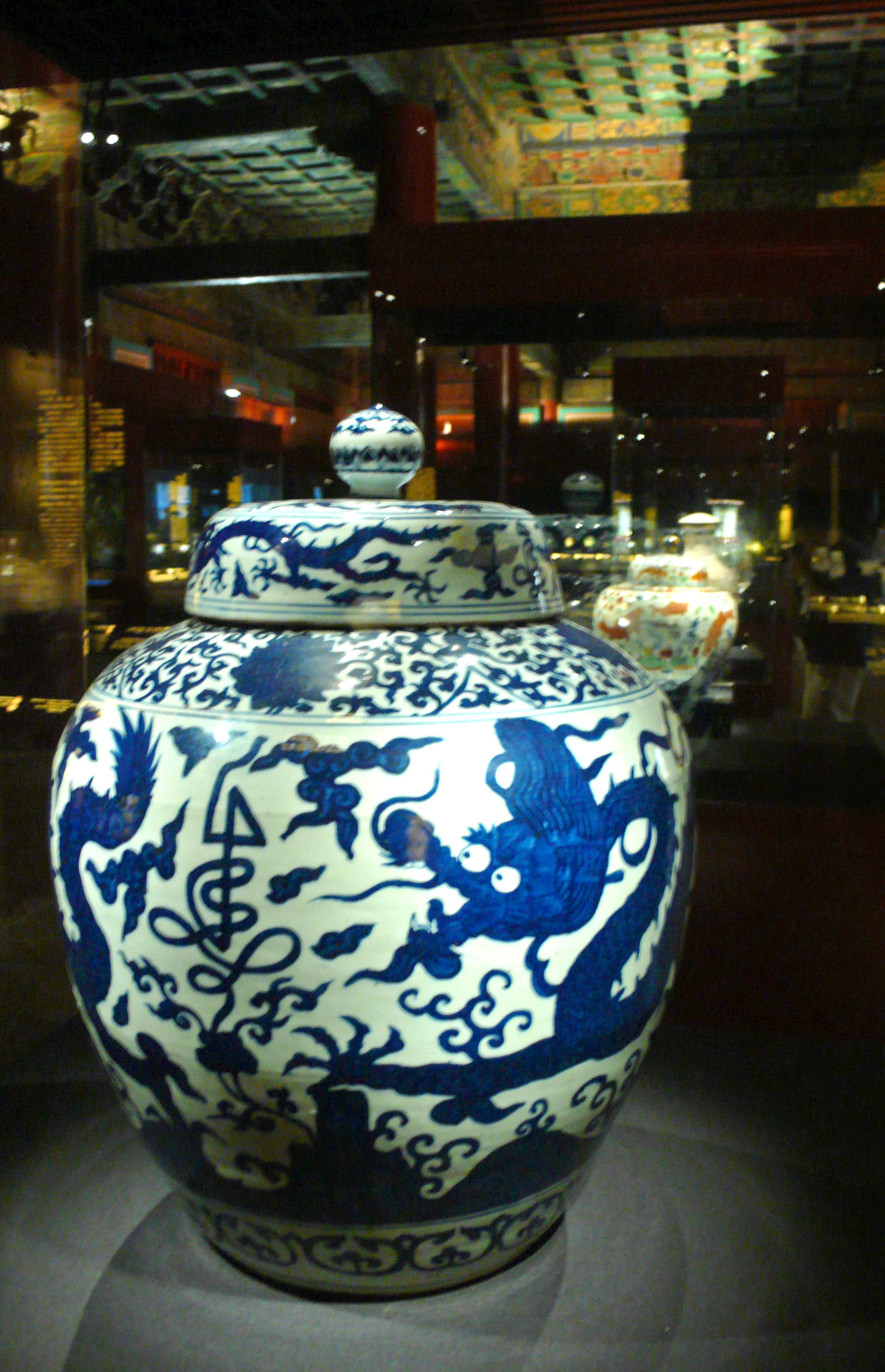
Một chiếc bình sứ Thanh Hoa có họa tiết mây và rồng, được khắc chữ "Thọ" (寿), thời Gia Tĩnh Đế

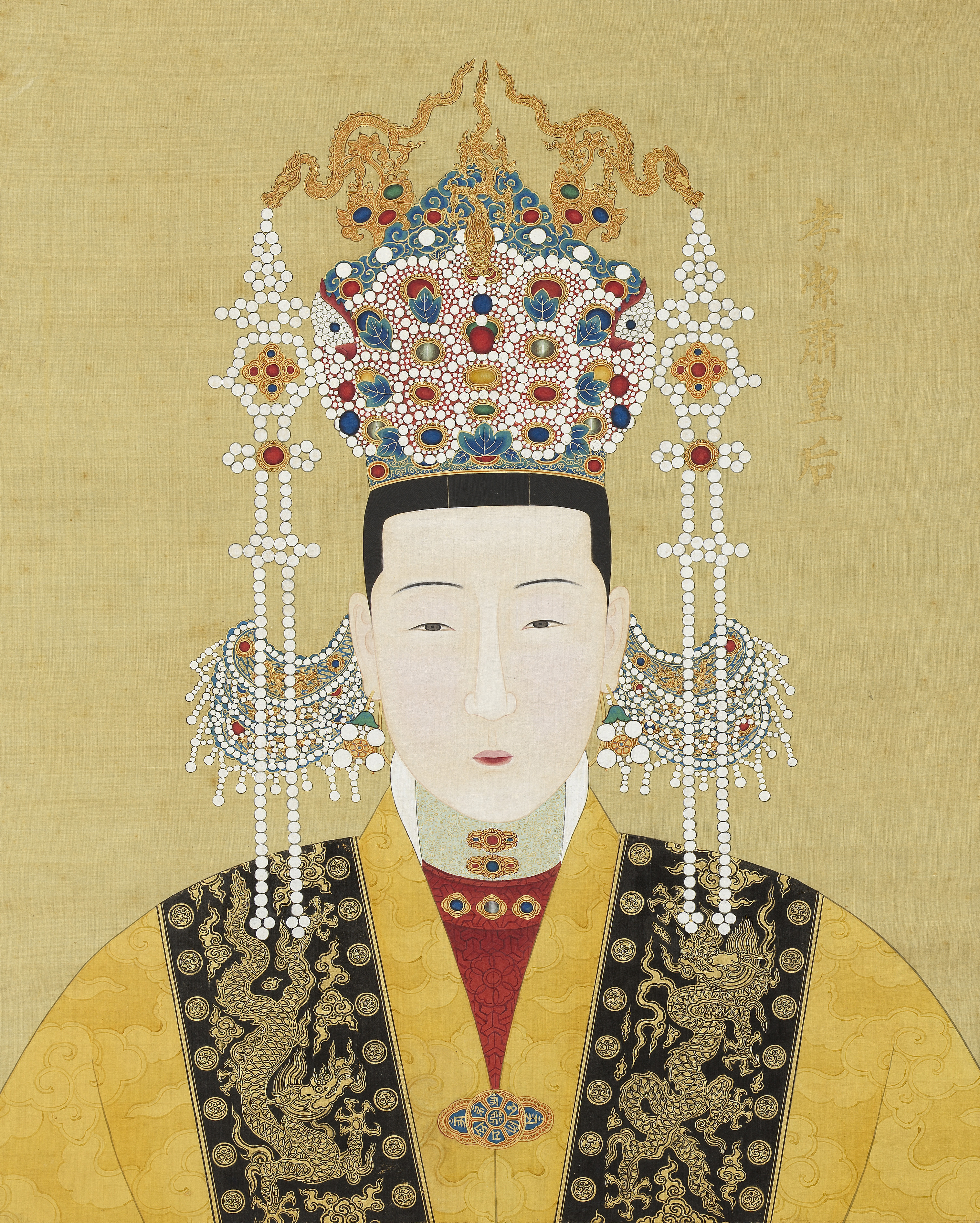
Tranh vẽ Trần hoàng hậu (1508–1528), hoàng hậu đầu tiên của Gia Tĩnh Đế

Các bộ sưu tập của Bảo tàng Cố cung được tập hợp dựa trên các bộ sưu tập của hoàng gia nhà Thanh, bao gồm tranh vẽ, đồ gốm sứ, con dấu, bia, tác phẩm điêu khắc, đồ sứ khắc, đồ đồng, đồ tráng men, v.v. Theo kiểm toán mới nhất, bộ sưu tập có tổng cộng 1.862.690 tác phẩm nghệ thuật. Ngoài ra, các thư viện hoàng gia cũng lưu giữ số lượng lớn sách và tài liệu lịch sử quý hiếm, bao gồm các tài liệu triều chính của hai triều đại Minh và Thanh, về sau đã được chuyển đến Kho lưu trữ lịch sử đầu tiên của Trung Quốc.
Năm 1933, trước mối đe dọa từ quân đội Nhật Bản, người ta buộc phải sơ tán những phần quan trọng nhất của bộ sưu tập. Sau khi Chiến tranh thế giới thứ 2 kết thúc, bộ sưu tập được đưa trở lại Nam Kinh. Tuy nhiên, trước chiến thắng cận kề của Đảng Cộng sản ở cuối cuộc Nội chiến Trung Quốc, chính phủ Quốc Dân đảng quyết định vận chuyển bộ sưu tập đến Đài Loan. Trong số 13.491 hộp đồ tạo tác được sơ tán, 2.972 hộp hiện nằm trong Bảo tàng Cố cung Quốc gia ở Đài Bắc. Hơn 8.000 hộp đã được trả về Bắc Kinh, 2.221 hộp vẫn được cất giữ cho đến ngày nay dưới sự quản lý của Bảo tàng Nam Kinh.
Bảo tàng Cố cung lưu giữ 340.000 tác phẩm gốm và sứ, đến từ các bộ sưu tập hoàng gia từ thời nhà Đường và nhà Tống. Nơi đây cũng có gần 50.000 bức tranh, trong đó có hơn 400 bức có niên đại từ trước thời nhà Nguyên, nhiều nhất Trung Quốc. Bộ sưu tập đồ đồng của bảo tàng thậm chí có niên đại từ thời nhà Thương. Trong số 10.000 tác phẩm được lưu giữ, khoảng 1.600 là đồ khắc từ thời tiền Tần (đến năm 221 TCN). Một phần quan trọng của bộ sưu tập đồ đồng là các đồ dùng nghi lễ cung đình. Bảo tàng Cố cung sở hữu một trong những bộ sưu tập đồng hồ cơ học thế kỷ 18–19 lớn nhất thế giới, với hơn 1.000 chiếc do cả Trung Quốc lẫn nước ngoài sản xuất. Đồng hồ Trung Quốc đến từ các xưởng riêng của hoàng cung, đồng hồ nước ngoài thì đến từ các quốc gia như Anh, Pháp, Thụy Sĩ, Hoa Kỳ và Nhật Bản. Trong số này, phần lớn nhất có xuất xứ từ Anh. Ngọc bích giữ một vai trò độc đáo trong văn hóa Trung Quốc. Bộ sưu tập ngọc bích của bảo tàng có khoảng 30.000 tác phẩm. Trong đó, phần có niên đại trước thời nhà Nguyên có những tác phẩm rất nổi tiếng trong suốt chiều dài lịch sử, tác phẩm lâu đời nhất thì đến từ tận thời đồ đá mới. Ngoài các tác phẩm nghệ thuật, một phần lớn bộ sưu tập của bảo tàng là các hiện vật cung đình, có cả các vật phẩm xuất hiện trong cung điện hoặc được hoàng tộc sử dụng trong cuộc sống hàng ngày, góp phần lưu giữ những nếp sống thường nhật và nghi lễ của hoàng gia xưa kia.

## Ảnh hưởng

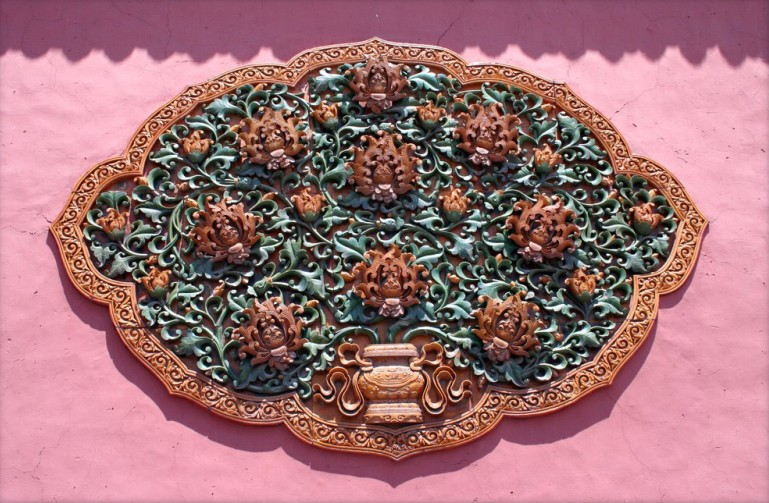
Một bức trang trí tường tráng men

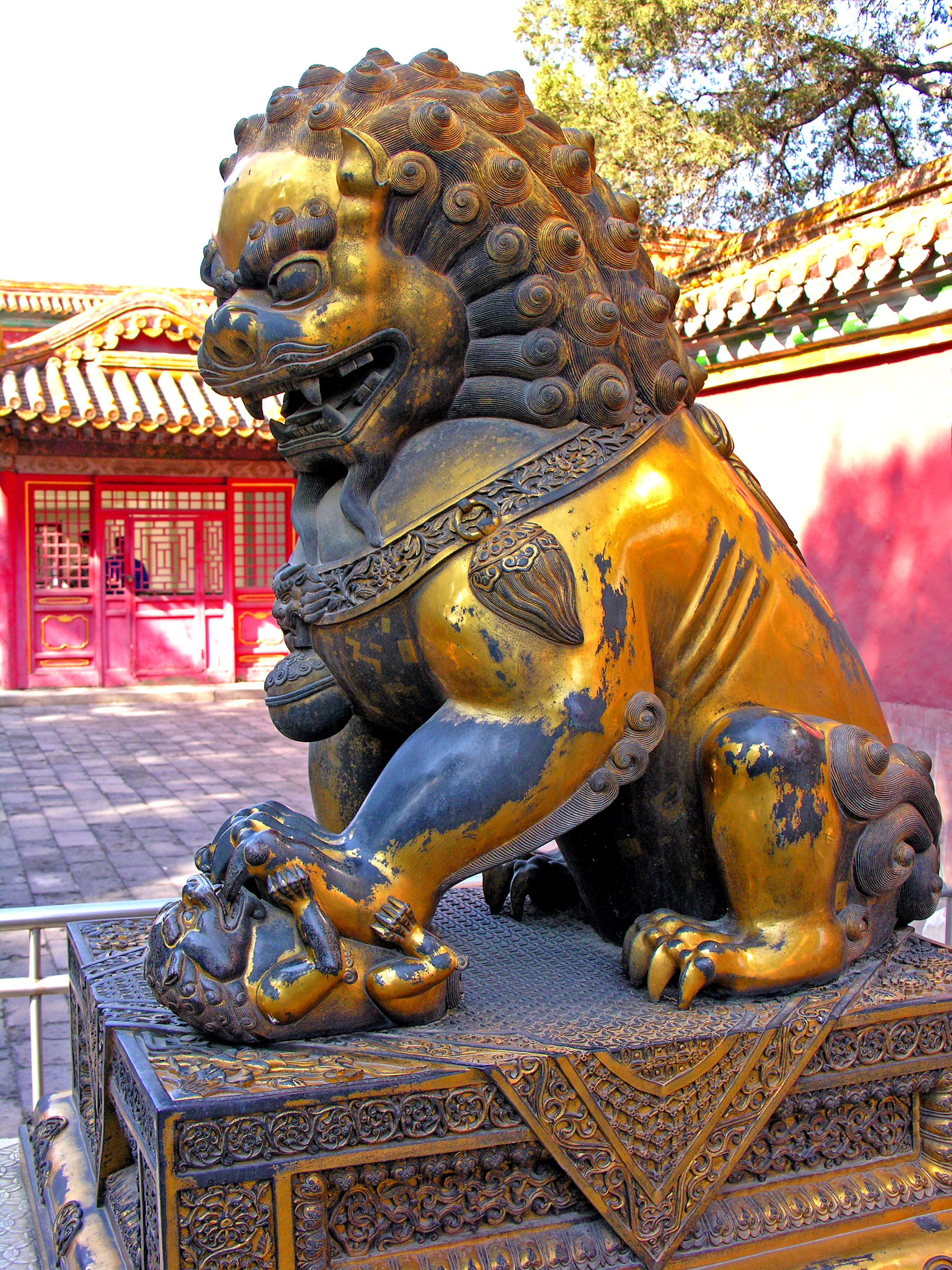
Một con Lân mạ vàng trước cửa Dưỡng Tâm Điện

Tử Cấm Thành đã ảnh hưởng đến sự phát triển kiến trúc Trung Quốc về sau và là nguồn cảm hứng cho nhiều tác phẩm nghệ thuật.
Tử Cấm Thành trên các tác phẩm nghệ thuật, phim ảnh, văn học và văn hóa đại chúng
- The Forbidden City (1918), phim viễn tưởng kể câu chuyện về một Hoàng đế Trung Hoa và một người Mỹ.[156]
- The Last Emperor (1987), một bộ phim tiểu sử về cuộc đời Phổ Nghi, là bộ phim truyện đầu tiên được chính phủ Cộng hòa Nhân dân Trung Hoa cho phép quay trong Tử Cấm Thành.[157]
- Forbidden City Cop (1996), một bộ phim hài võ hiệp Hong Kong, kể về một đại nội mật thám.[158]
- Marco Polo, một miniseries của NBC và RAI TV, phát sóng vào đầu những năm 1980, được quay bên trong Tử Cấm Thành. Tuy nhiên, lưu ý rằng Tử Cấm Thành không tồn tại vào triều đại nhà Nguyên, khi Marco Polo gặp Hốt Tất Liệt.[159]
- Trò chơi chiến lược thời gian thực Rise of Nations ra mắt năm 2003, mô tả Tử Cấm Thành là một trong những kỳ quan vĩ đại nhất thế giới; có cơ chế hoạt động giống hệt một thành phố lớn và cung cấp thêm tài nguyên cho người chơi.[160]
- Tử Cấm Thành là một kỳ quan có thể xây dựng trong nhiều tựa game khác nhau của loạt trò chơi điện tử Civilization.[161]